# Cottbus
Cottbus, niedersorbisch Chóśebuz [ˈxɨɕɛbus], ist eine kreisfreie Stadt mit rund 95.000 Einwohnern in der brandenburgischen Niederlausitz. Damit ist es nach Potsdam die bevölkerungsreichste Stadt und, neben Brandenburg an der Havel und Frankfurt (Oder), eines der vier Oberzentren seines Bundeslandes.

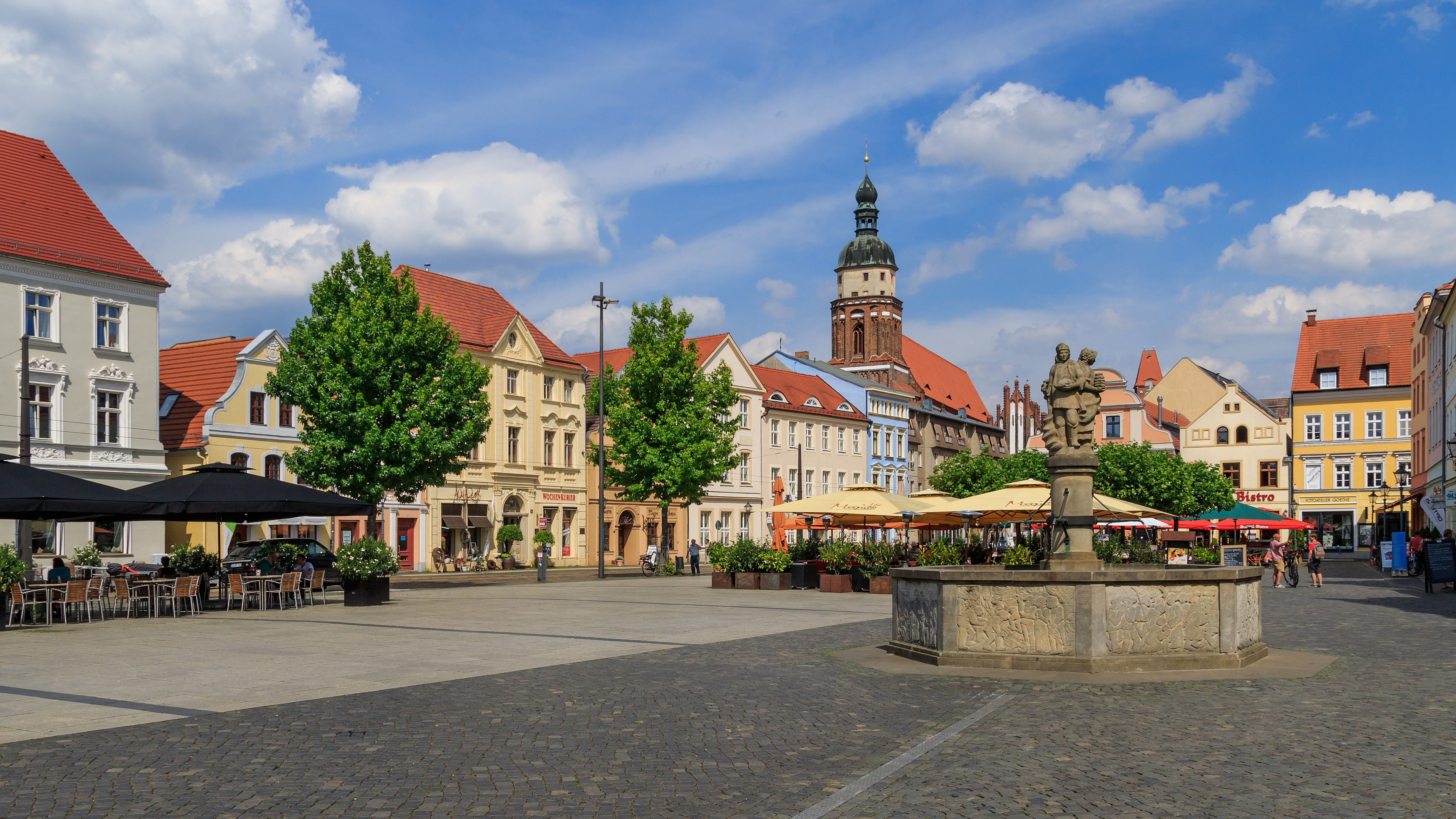
Altmarkt mit der Oberkirche St. Nikolai

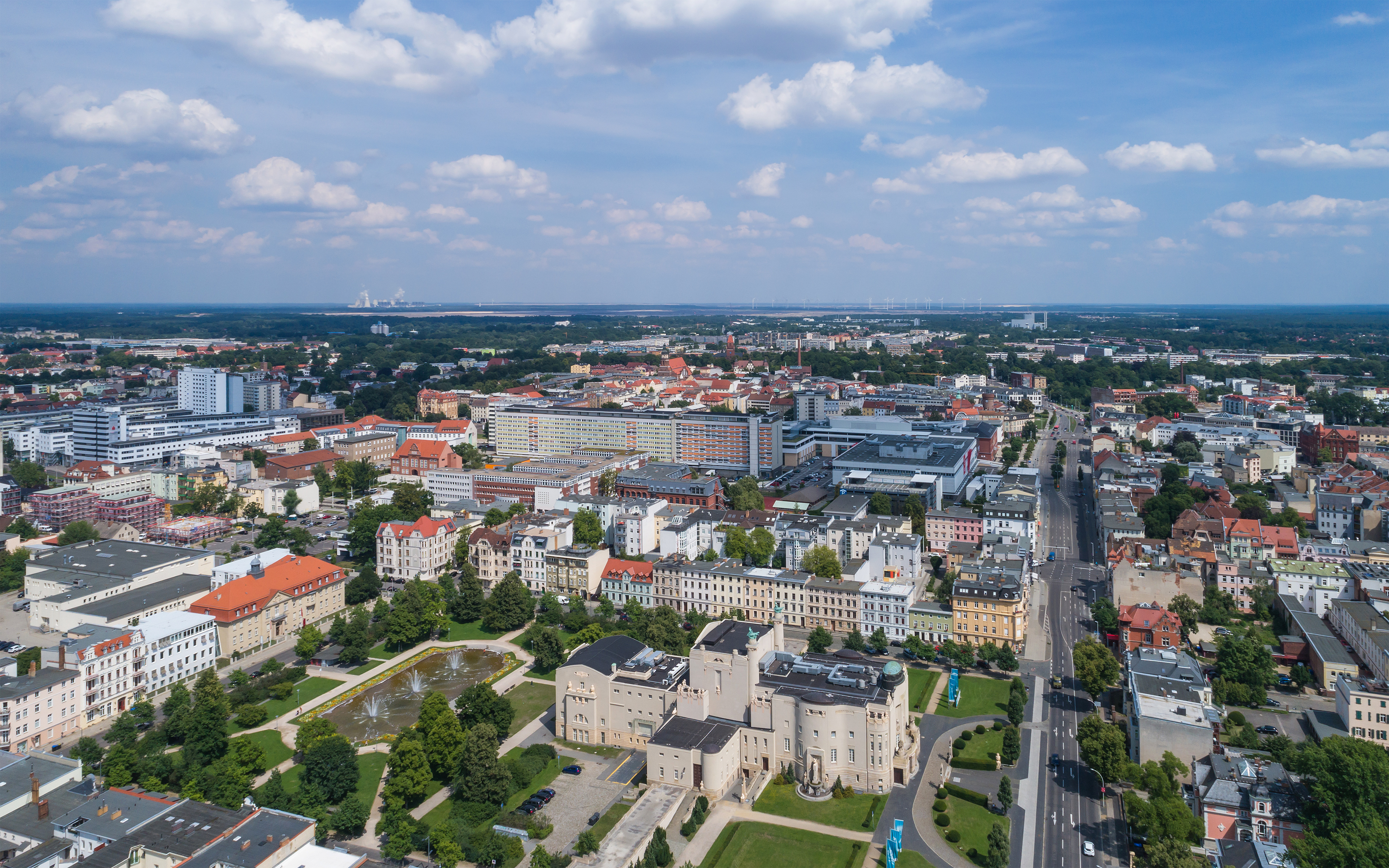
Luftbild von Cottbus in Richtung Osten, im Vordergrund Schillerplatz und Staatstheater, das Stadthaus und die Wohnscheibe Stadtpromenade in der Bildmitte, dahinter die Altstadt. Im Bildhintergrund ist das Kraftwerk Jänschwalde zu sehen

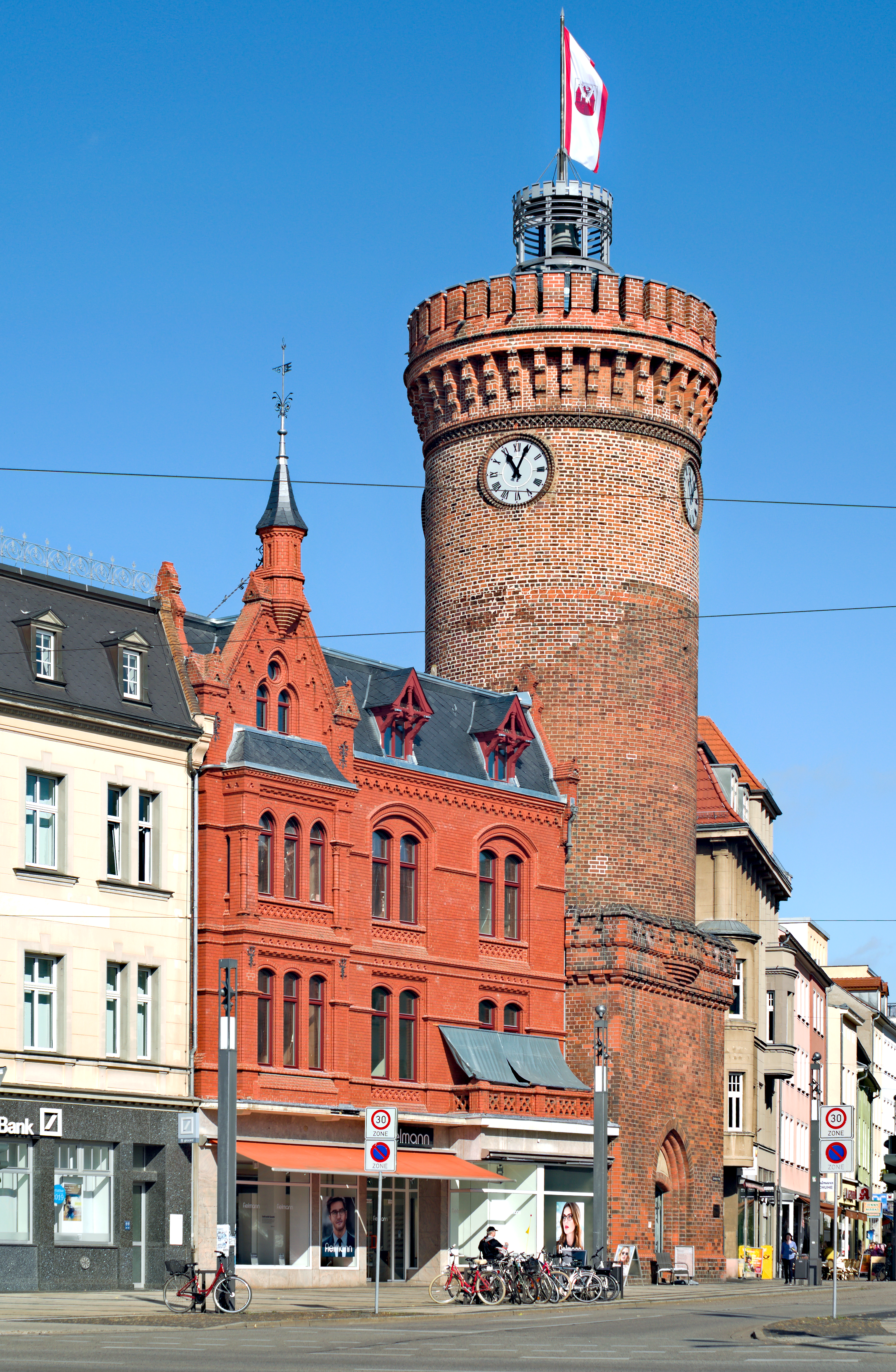
Spremberger Turm

Cottbus ist ein Dienstleistungs-, Sport-, Wissenschafts- und Verwaltungszentrum mit einem Olympiastützpunkt, dem Staatstheater Cottbus oder dem Campus Cottbus der Brandenburgischen Technischen Universität. Sportlich ist die Stadt für das Turnier der Meister im Geräte- und Kunstturnen sowie die erfolgreiche Arbeit im Radsport bekannt.  Fast jeder fünfte Cottbuser Einwohner ist in einem der etwa 140 Sportvereine aktiv. Gemessen an seiner Größe gibt es in Cottbus viele Park- und Grünanlagen, wie den Branitzer Park des Fürsten Pückler. Obwohl dort nur eine kleine sorbische Minderheit lebt, gilt Cottbus auch als politisch-kulturelles Zentrum der Sorben in der Niederlausitz.
Cottbus wurde 1156 zum ersten Mal urkundlich erwähnt und war als heute größte Stadt der Lausitz seit dem 15. Jahrhundert beinahe durchgängig brandenburgisch bzw. preußisch. Cottbus ist unweit des Spreewaldes gelegen.

## Ortsname und Schreibweise

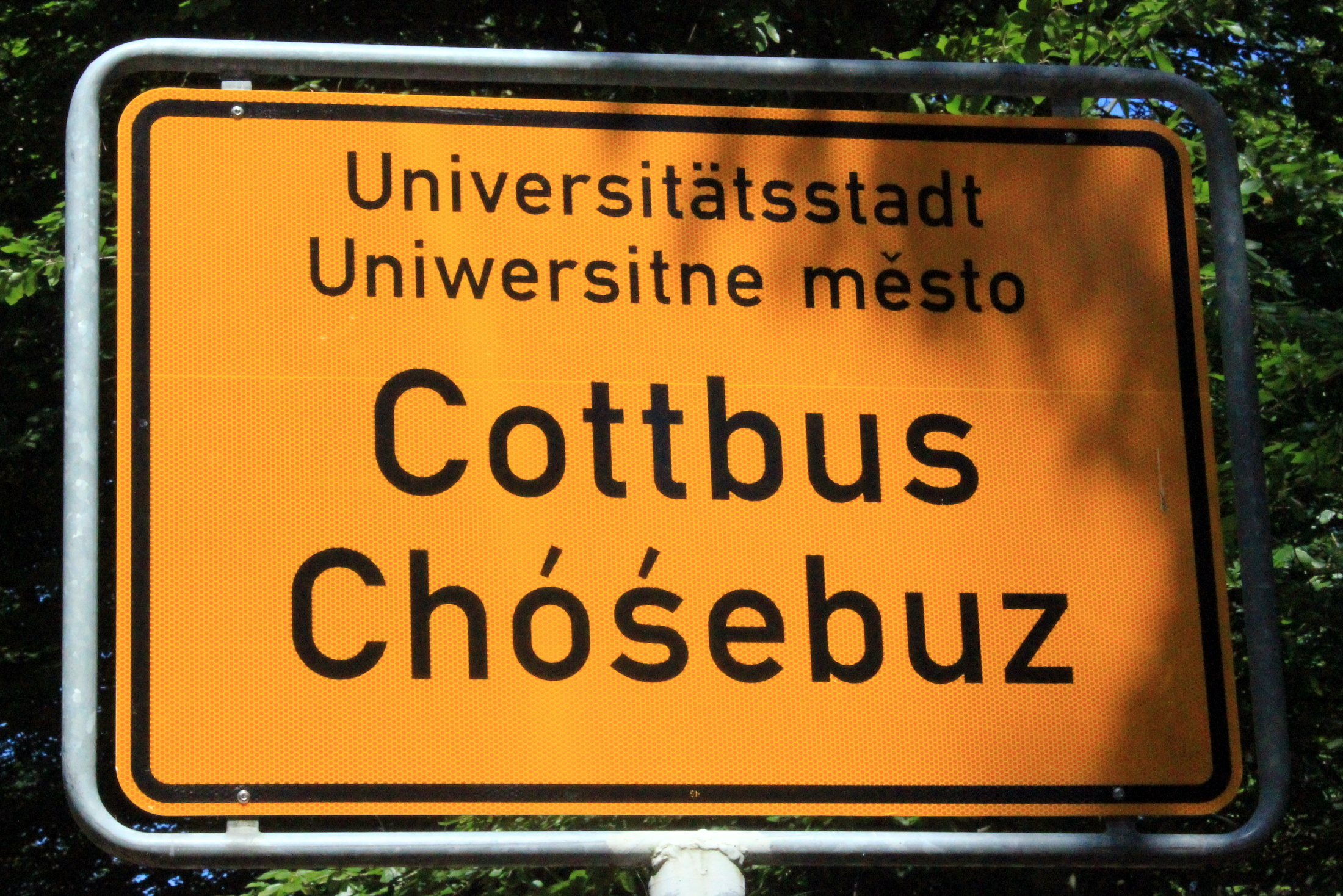
Zweisprachiges Ortseingangsschild von Cottbus

Der Ortsname Cottbus ist von dem niedersorbischen Personennamen Chóśebud abgeleitet, der wiederum „wachfroher“ oder „wachsamer Held“ bedeutet. Der Ortsname ist somit als „Siedlung des Chóśebud“ zu deuten. Bei der ersten urkundlichen Erwähnung im Jahr 1156 lautete die Schreibweise „Chotibus“, der Herrensitz wurde im Jahr 1301 als „opidum et castrum Kotebuz“ bezeichnet. In Urkunden von 1348 und 1386 ist die Stadt „Kothebus“ verzeichnet. Die Schreibweise „Kottbus“ taucht im Jahr 1391 erstmals auf.
Bis Anfang des 20. Jahrhunderts war die Schreibweise des Stadtnamens strittig. Während etwa in Berlin im Falle von „Kottbusser Tor“ die modernere Schreibweise mit K angewandt wurde, wurde vor Ort am traditionellen C festgehalten. Weil die amtliche Eigenbezeichnung der Stadt den vor 1996 geltenden Regeln widersprach, bleibt sie nach der „dringenden Empfehlung“ des Ständigen Ausschusses für Geographische Namen für die Anwendung der Rechtschreibreform auf geografische Namen weiterhin die gültige Schreibweise. In dem Zusammenhang sei erwähnt, dass sowohl die Schreibweise Cottbuser als auch Cottbusser, mit einem oder zwei s, zulässig ist.
Gemäß Hauptsatzung der Stadt trägt sie den amtlichen Namen „Cottbus/Chóśebuz“. Zusätzlich zu ihrem Namen trägt sie die Bezeichnung „Universitätsstadt/Uniwersitne město“.
Neben dem amtlichen Ortsnamen auf Deutsch und Niedersorbisch gibt es in den slawischen Nachbarsprachen jeweils eigene Bezeichnungen für Cottbus, so Choćebuz im Obersorbischen, Chociebuż im Polnischen und Chotěbuz im Tschechischen.

## Geographie

### Geographische Lage
Cottbus ist die größte Stadt in der Niederlausitz und liegt an der mittleren Spree zwischen dem Lausitzer Grenzwall im Süden und dem Spreewald im Norden bzw. im Nordwesten. Die Stadt dehnt sich in Ost-West-Richtung 15,6 Kilometer aus, in Nord-Süd-Richtung 19,2 Kilometer. Die Spree, die in Cottbus eine Breite von 36 Metern erreicht, durchfließt die Stadt auf einer Strecke von 23 Kilometern.
Die Gesamtfläche der Stadt beträgt 164,2 Quadratkilometer, davon sind 35,2 Quadratkilometer Waldfläche, weitere 3 Quadratkilometer Wasserfläche. Die nächstgelegenen Großstädte sind Dresden, etwa 90 Kilometer südwestlich, Zielona Góra in Polen, ca. 90 Kilometer nordöstlich, und Berlin, ca. 100 Kilometer nordwestlich von Cottbus.

### Stadtgliederung

Ortsteile von Cottbus

Das Stadtgebiet von Cottbus ist in 19 Ortsteile gegliedert. Die angegebenen Einwohnerzahlen beziehen sich auf den 31. Januar 2025. Ausgehend vom Stadtzentrum handelt es sich um folgende Ortsteile (niedersorbische Bezeichnungen in Klammern):
| Nr. | Ortsteil                                    | Einwohner | Fläche in km² | Einwohnerdichte | Ersterwähnung | Eingemeindung        | Ortsbeiräte |
| --- | ------------------------------------------- | --------- | ------------- | --------------- | ------------- | -------------------- | ----------- |
| 1   | Mitte (Srjejź)                              | 10.882    | 1,67          | 6.516           |               |                      | –           |
| 2   | Schmellwitz (Chmjelow)                      | 14.445    | 8,06          | 1.792           | 1414          | 1950                 | –           |
| 3   | Sandow (Žandow)                             | 15.605    | 8,69          | 1.796           | 1415          | 1904                 | –           |
| 4   | Spremberger Vorstadt (Grodkojske Pśedměsto) | 13.855    | 3,63          | 3.817           |               |                      | –           |
| 5   | Ströbitz (Strobice)                         | 15.997    | 11,67         | 1.371           | 1452          | 1950                 | –           |
| 6   | Sielow (Žylow)                              | 3.518     | 18,82         | 187             | 1300          | 1993                 | 7           |
| 7   | Saspow (Zaspy)                              | 729       | 4,29          | 170             | 1455          | 1950                 | 3           |
| 8   | Merzdorf (Žylowk)                           | 1.066     | 7,41          | 144             | 1411          | 1993                 | 3           |
| 9   | Dissenchen (Dešank)                         | 1.092     | 31,51         | 35              | 1536          | 1993                 | 3           |
| 10  | Branitz (Rogeńc)                            | 1.428     | 5,43          | 263             | 1449          | 1993                 | 3           |
| 11  | Madlow (Módłej)                             | 1.602     | 2,93          | 547             | 1346          | 1950                 | –           |
| 12  | Sachsendorf (Knorawa)                       | 10.436    | 6,61          | 1.579           | 1779          | 1950                 | –           |
| 13  | Döbbrick (Depsk)                            | 1.662     | 15,54         | 107             | 1551          | 1993                 | 3           |
| 14  | Skadow (Škódow)                             | 565       | 4,58          | 123             | 1407          | 1974 (nach Döbbrick) | 3           |
| 15  | Willmersdorf (Rogozno)                      | 626       | 6,27          | 100             | 1449          | 1993                 | 3           |
| 16  | Kahren (Kórjeń)                             | 1.227     | 14,04         | 87              | 1300          | 1993                 | 3           |
| 17  | Kiekebusch (Kibuš)                          | 1.283     | 3,76          | 341             | 1427          | 2003                 | 5           |
| 18  | Gallinchen (Gołynk)                         | 2.757     | 5,47          | 504             | 1421          | 2003                 | 4           |
| 19  | Groß Gaglow (Gogolow)                       | 1.456     | 4,59          | 317             | 1389          | 2003                 | 5           |
|     | Cottbus (Chóśebuz)                          | 100.231   | 164,97        | 608             | 1156          |                      |             |

In den Ortsteilen, die 1993 und später eingemeindet wurden, sowie in Saspow sind gemäß der Hauptsatzung der Stadt Cottbus Ortsbeiräte zu wählen. Diese sollen unter anderem die Stadtverordneten und die Stadtverwaltung in ihrer Arbeit unterstützen.
Darüber hinaus gibt es 20 weitere Gemeindeteile und sonstige Siedlungsplätze.

### Nachbargemeinden und -kreise
Die Stadt Cottbus wird als kreisfreie Stadt vollständig vom Landkreis Spree-Neiße umschlossen und grenzt im Norden und Nordosten an die Gemeinden Drachhausen, Drehnow und Turnow-Preilack, die Stadt Peitz sowie die Gemeinden Teichland und Heinersbrück. Im Osten und Süden grenzt sie an die Gemeinden Wiesengrund und Neuhausen/Spree, im Südwesten an die Stadt Drebkau mit Klein Oßnig und im Westen an die Gemeinden Kolkwitz, Briesen und Dissen-Striesow.

### Naturschutzgebiete

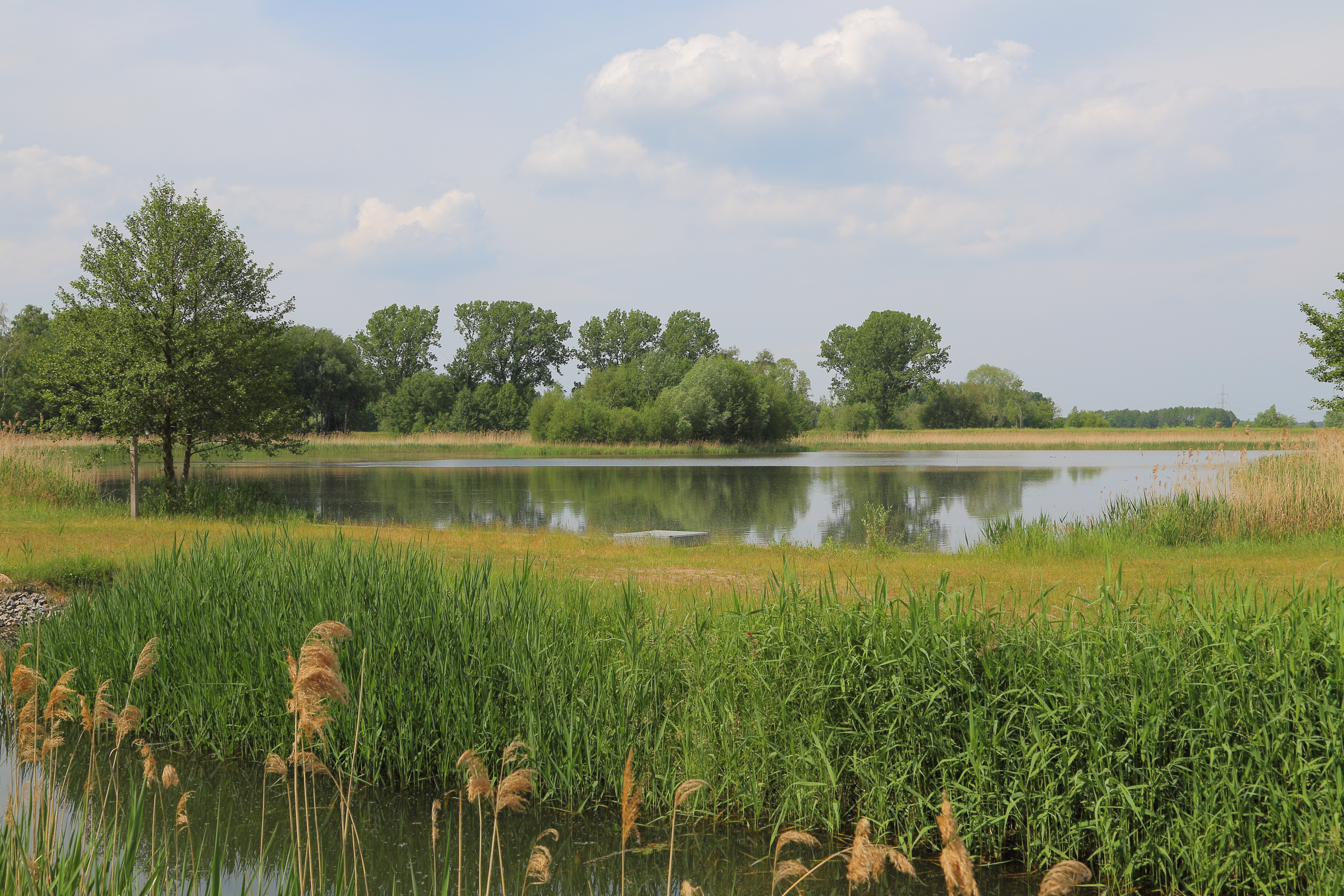
Modderteich im Biotopverbund Spreeaue bei Maiberg

Im Stadtgebiet von Cottbus sind (Stand Dezember 2022) insgesamt vier Naturschutzgebiete ausgewiesen. Der Biotopverbund Spreeaue liegt im Norden des Stadtgebietes zwischen dem Stadtteil Sielow und dem Wohnplatz Maiberg. Das Gebiet wurde im 19. und 20. Jahrhundert durch Melioration zum Zweck einer landwirtschaftlichen Nutzung trockengelegt und eingedeicht. Zwischen 2007 und 2010 entstand in dem Biotopverbund eine künstlich angelegte Teichlandschaft, die als Ausgleichsmaßnahme nach der Devastierung der Lakomaer Teiche im Tagebau Cottbus-Nord dienen sollte. Hinter Döbbrick erstreckt sich das Gebiet weiter entlang der Spree bis zur Spreewehrmühle.

## Geschichte
| Staat                           | Verwaltungseinheit/ Gliedstaat | Zugehörigkeit |
| ------------------------------- | ------------------------------ | ------------- |
| Heiliges Römisches Reich        | Markgrafschaft Lausitz         | 1156–1445     |
| Heiliges Römisches Reich        | Markgrafschaft Brandenburg     | 1445–1701     |
| Heiliges Römisches Reich        | Königreich Preußen             | 1701–1806     |
| Königreich Preußen              | Markgrafschaft Brandenburg     | 1806–1807     |
| Königreich Sachsen              | Markgrafschaft Niederlausitz   | 1807–1813     |
| Preußen                         | von Preußen besetzt            | 1813–1815     |
| Preußen                         | Provinz Brandenburg            | 1815–1867     |
| Norddeutscher Bund              | Königreich Preußen             | 1867–1871     |
| Deutsches Reich                 | Königreich Preußen             | 1871–1918     |
| Deutsches Reich                 | Freistaat Preußen              | 1918–1933     |
| Deutsches Reich                 | Freistaat Preußen              | 1933–1945     |
| Sowjetische Zone                | Preußen                        | 1945–1947     |
| Sowjetische Zone                | Land Brandenburg               | 1947–1949     |
| Deutsche Demokratische Republik | Land Brandenburg               | 1949–1952     |
| Deutsche Demokratische Republik | Bezirk Cottbus                 | 1952–1990     |
| Bundesrepublik Deutschland      | Land Brandenburg               | seit 1990     |

### Mittelalter
Die Cottbuser Siedlungsgeschichte im heutigen Altstadtgebiet kann fast 2000 Jahre zurückverfolgt werden. Im 3. und 4. Jahrhundert siedelten sich im Altstadtbereich germanische Siedler an. Im Laufe der Völkerwanderung wanderten diese dann wieder ab. Das weitestgehend leere Land zwischen Elbe/Saale und Oder wurde von slawischen Stämmen ab dem 6. Jahrhundert wiederbesiedelt. Im 8. Jahrhundert folgten die Lusitzi, ein westslawischer Stamm. Sie erbauten auf einer Talsandinsel am Westufer der Spree einen mittelslawischen Burgwall. Im Schutze der slawischen Burg legten die Wenden eine Vorburgsiedlung an, die sich im 11. und 12. Jahrhundert zu einer frühstädtischen Siedlung entwickelte. Am 30. November 1156 fand der Ort „Chotibus“ seine erste urkundliche Erwähnung. Die Stadtrechte scheint Cottbus zwischen 1216 und 1225 erhalten zu haben. Im 14. Jahrhundert wurde die Cottbuser Stadtmauer angelegt.
Die Herren von Cottbus, aus einem fränkischen Adelsgeschlecht, herrschten von 1199 bis 1445 in der Herrschaft Cottbus. Das Geschlecht Kotebuz wurde auch Kottwitz genannt. In alten Karten des 15. und 16. Jahrhunderts wurde deshalb auch der Ortsname Kottevitz, Kotwitz und Kottwitz gebraucht und geschrieben. Die von Cottbus/Kottwitz gründeten noch fünf weitere Orte namens Kottwitz, Chotěvice in Sachsen, Schlesien und Böhmen. 1304 mussten die Wettiner wegen Geldschwierigkeiten die Lausitz verkaufen. Bis 1370 kam es aus diesem Grund zu einem häufigen Besitzwechsel der Stadt Cottbus. In den Jahren 1405 und 1406 erteilte Johann III. den Tuchmacher- und Leineweberzünften ihr Privileg.

### Neuzeit

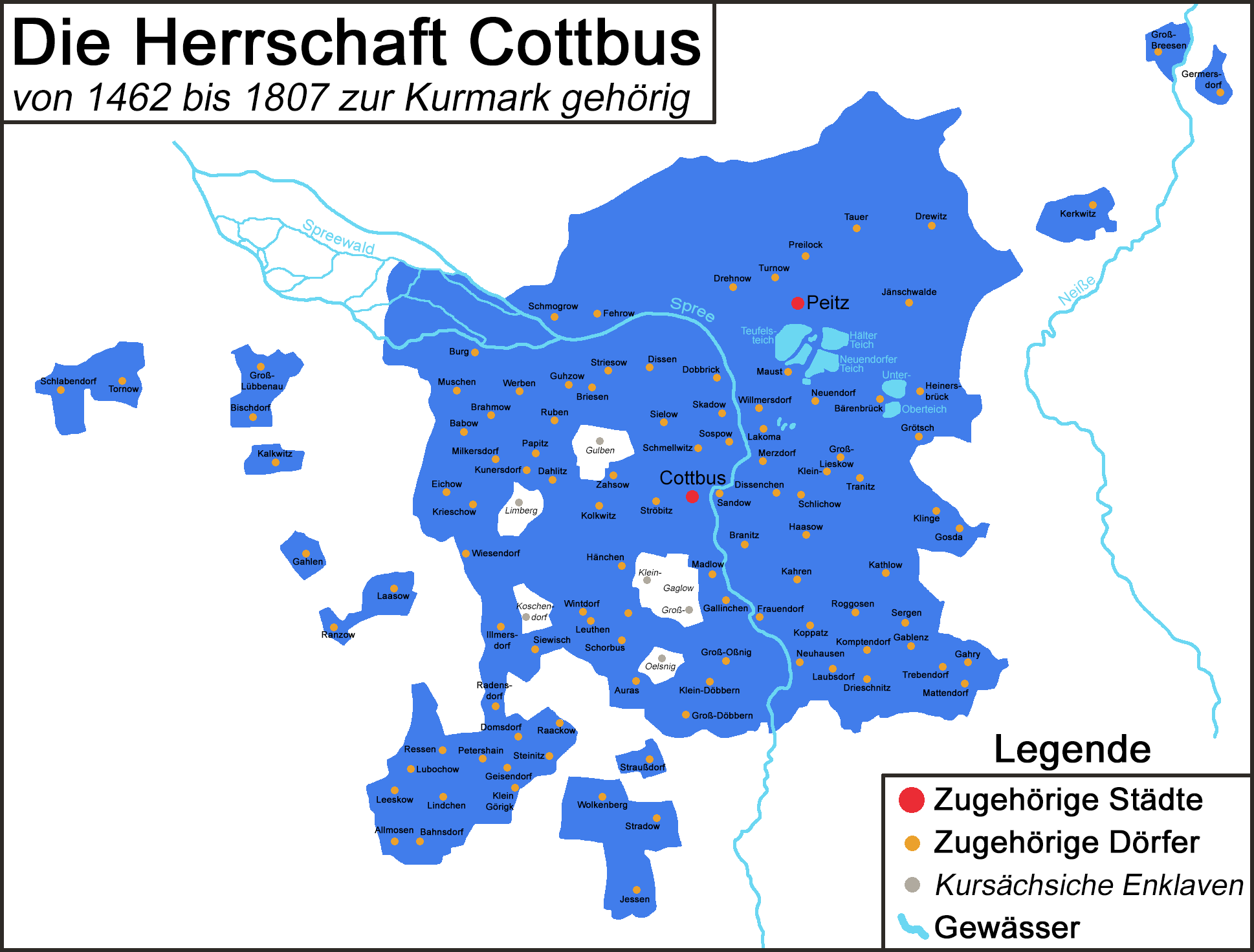
Gebiet der brandenburgischen Herrschaft Cottbus und der zugehörigen Dörfer zwischen 1462 und 1807

Seit 1445 stand Cottbus unter brandenburgischer bzw. preußischer Herrschaft, ausgenommen die Zeit von 1807 (Tilsiter Frieden) bis 1815 (Wiener Kongress), in der die Stadt dem Königreich Sachsen angegliedert war. 1468 schlug der Blitz in die Stadt ein und legte ganz Cottbus mitsamt der Oberkirche in Schutt und Asche. 1479 vernichtete ein Feuer die Stadt abermals.
1522 wurde ein erster Versuch unternommen, in der Stadt die Reformation einzuführen. Die endgültige Etablierung der evangelischen Konfession gelang erst Markgraf Johann von Küstrin 1537. Die Stadt war über Jahrhunderte überwiegend protestantisch. Gotteshäuser waren die Pfarrkirche St. Nikolai (Oberkirche) und die Kirche des um 1300 gegründeten Franziskanerklosters (Klosterkirche). Außerdem gab es an der Stelle der heutigen Schlosskirche eine Katharinenkirche, die 1600 abbrannte. Nach der Reformation blieb nur ein geringer Rest katholischer Gläubiger in Cottbus und Umgebung. Diese wurden vom Kloster Neuzelle betreut. Gelegentliche Gottesdienste fanden in der Katharinenkirche bis 1590 statt. Vorherrschend war das lutherische Bekenntnis, doch gab es ab 1620 auch eine reformierte Gemeinde auf dem Schloss. Ab 1646 gestattete der Rat der Stadt an zwei Sonntagen im Jahr Gottesdienste in der Gottesackerkirche Ad sanctam portam. 1714 wurde die Schlosskirche erbaut.
Im Jahr 1600 kam es in Cottbus zu einem großen Brand, bei dem fast die gesamte Stadt zerstört wurde. Auch Pestwellen und Verheerungen während des Dreißigjährigen Krieges brachten Zerstörung, Not und Elend für die Stadt und ihre Bevölkerung. Im August 1626 zog Wallenstein mit seinen Truppen durch Cottbus. Die Stadt erlebte mehrfach Besatzung, Plünderungen und Zerstörungen. Am Ende des Krieges 1648 lebten nur noch wenige hundert Menschen in Cottbus, vor Kriegsausbruch waren es knapp 3500 Einwohner. Mitte März 1671 kam es zu einem weiteren Großbrand. Danach wurde eine Verordnung erlassen, nach der Neubauten fortan in Ziegelmauerwerk errichtet werden mussten und nicht mehr mit Stroh eingedeckt werden durfen.

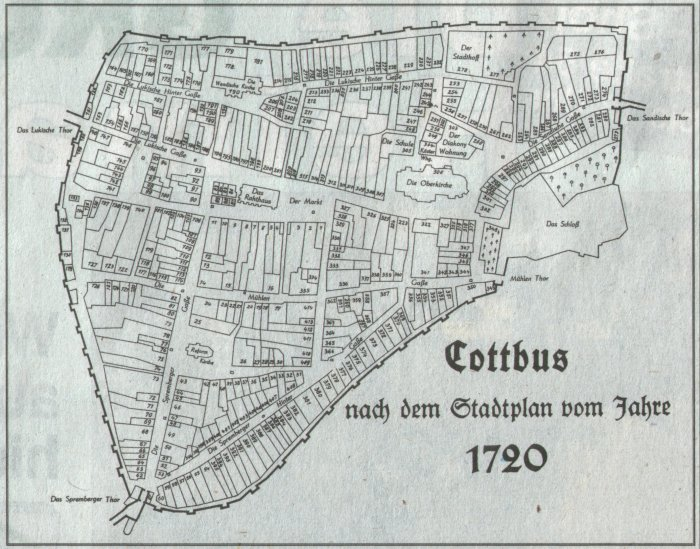
Der erste Stadtplan von Cottbus aus dem Jahr 1720

Ab Anfang des 18. Jahrhunderts siedelten sich die französischen Hugenotten an und Cottbus erlebte einen wirtschaftlichen Aufschwung. Im selben Jahrhundert wurde ein Teil der Wehranlagen abgerissen und die Cottbuser nutzten das Gelände, um Maulbeerbäume für die Seidenspinnerzucht zu pflanzen. Gärten wurden angelegt und die Stadt begann sich in alle Richtungen auszudehnen. Seyfried Handschky fertigte im Jahr 1720 den ersten Stadtplan von Cottbus an. Von 1756 bis 1763 tobte der Siebenjährige Krieg, der sich auch in Cottbus bemerkbar machte: Wenn auch keine direkten Kampfhandlungen stattfanden, so gab es doch Durchzüge und Einquartierungen von Truppen. Die Herrschaft Cottbus als brandenburgisch-preußische Exklave in der sächsischen Niederlausitz kam 1807 nach dem Tilsiter Frieden ans Königreich Sachsen. Durch die Bestimmungen des Wiener Kongresses 1815 zur Teilung des Königreiches Sachsen erfolgte der Anschluss des Kreises Cottbus mitsamt der Niederlausitz an Preußen.

### Industrialisierung im 19. Jahrhundert

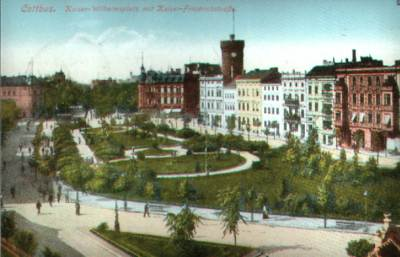
Kaiser-Wilhelm-Platz, bis 1888 Neustädter Platz, ab 1946 Ernst-Thälmann-Platz, heute Brandenburger Platz

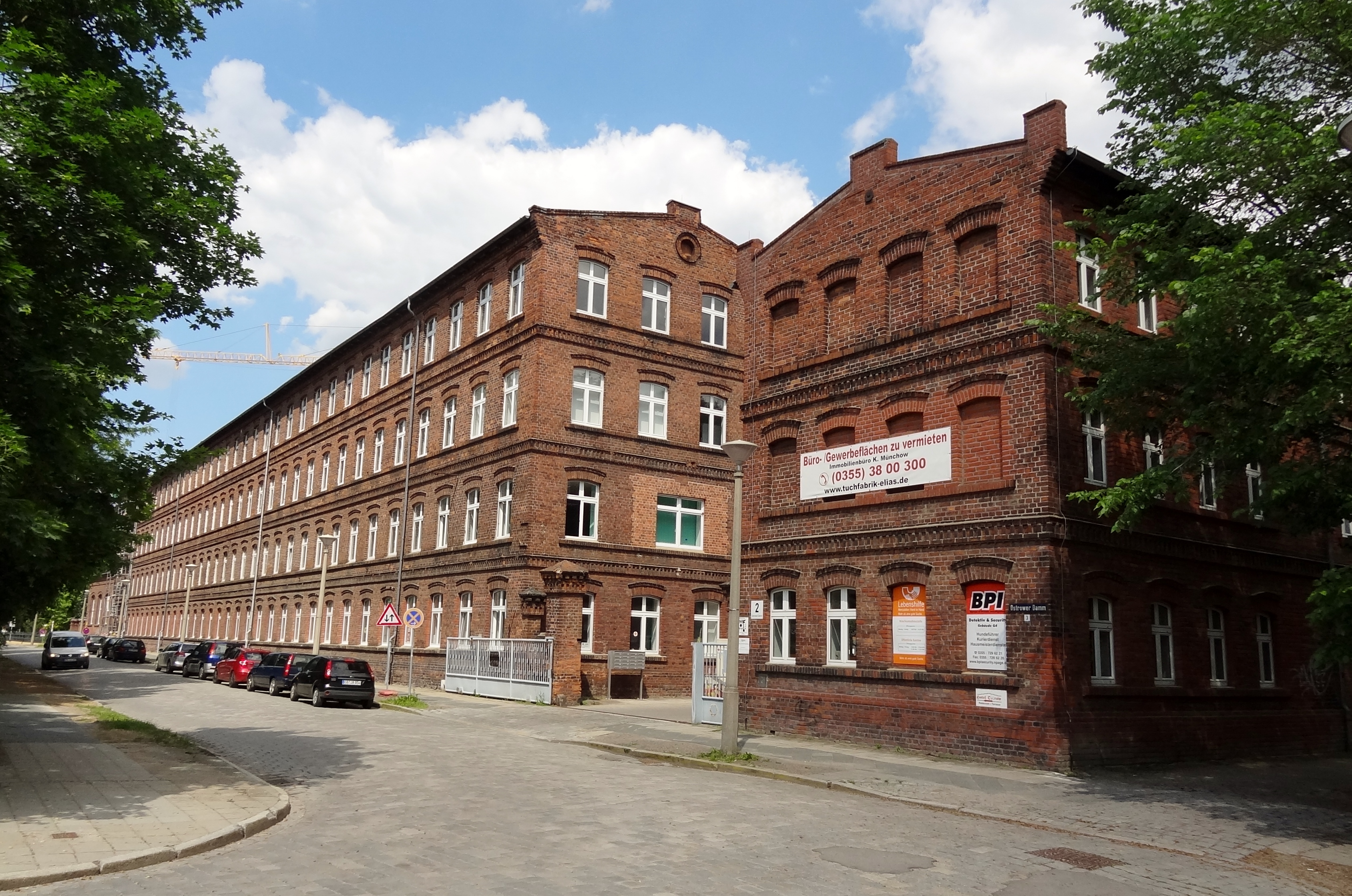
Werkshallen der ehemaligen Tuchfabrik C. S. Elias

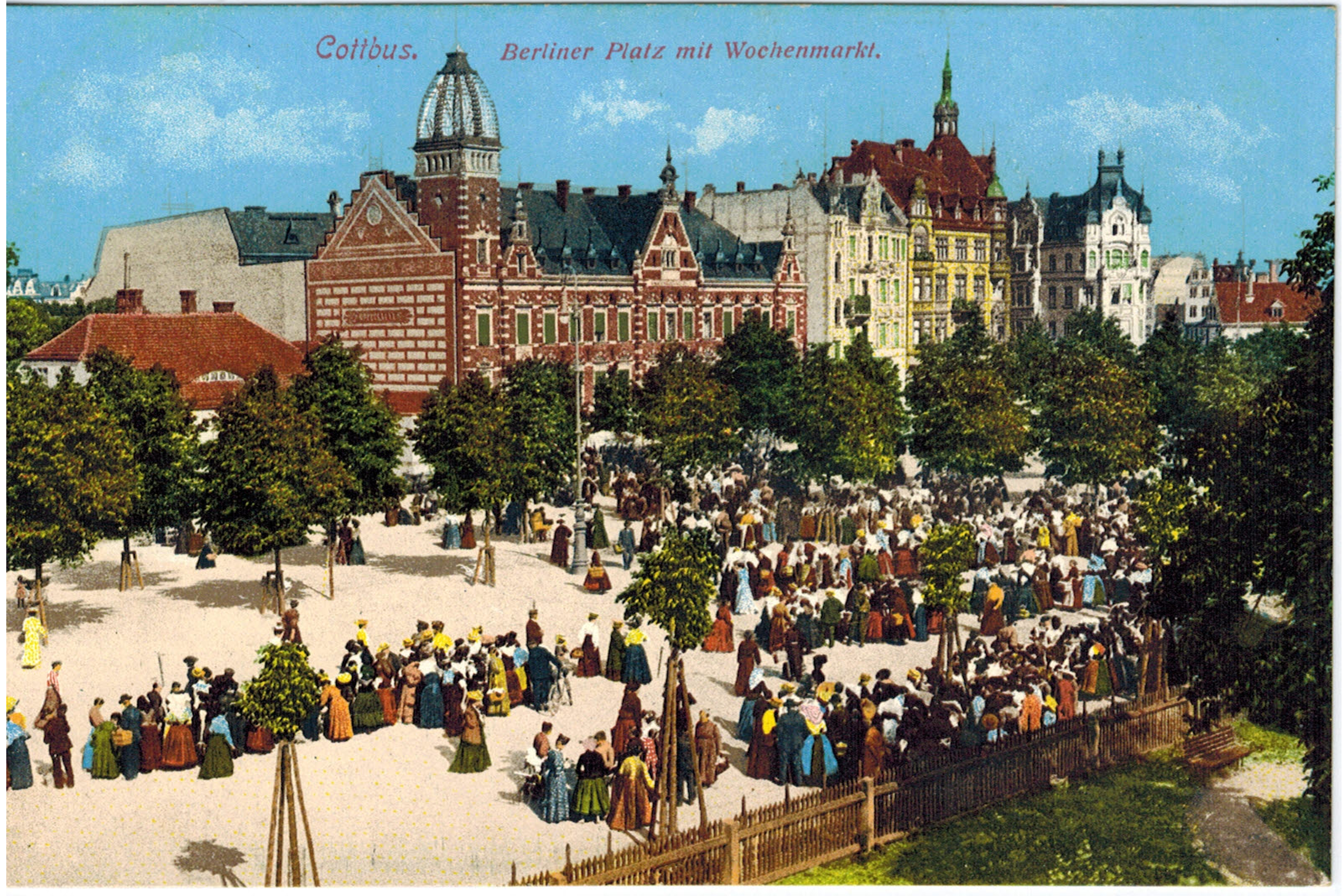
Wochenmarkt auf dem Berliner Platz im späten 19. oder frühen 20. Jahrhundert; im Hintergrund in der Mitte die ehemalige Hauptpost

Mit der Industrialisierung im 19. Jahrhundert nahm die Stadt einen bedeutenden Aufschwung. Cottbus wurde zu einem Zentrum der Niederlausitz – zu einer Industriestadt mit moderner Infrastruktur, mit Kultur- und Sozialbauten. Sie entwickelte sich durch den Bau der Eisenbahnen zu einem bedeutenden Verkehrsknotenpunkt. In dieser Zeit wurden viele neue Gewerbe in Cottbus gegründet. Dazu gehören beispielsweise eine Wollgarn-Spinnerei und eine Baumkuchen-Bäckerei. Im Zuge des Verwaltungsaufbaus erhielt Cottbus im Oktober 1824 ein Landgericht. Am 17. März 1831 wurde die revidierte Städteordnung eingeführt. Die vom Landrat, dem Bürgermeister und Vertretern der Bürgerschaft ausgearbeitete Stadtverfassung erhielt am 14. Dezember 1831 die Regierungsgenehmigung. Vom 12. bis 15. Februar 1832 fanden dann die Wahlen zum ersten Stadtparlament statt. Im Oktober 1835 erhielt der Tuchmacher Heinrich Kittel eine Fabrikkonzession. Er vereinigte Spinnerei, Weberei, Walke und Appretur unter einer Leitung. Noch wurden die alten Maschinen von einem Pferdegöpel angetrieben. Anfang der 1840er-Jahre wurden aber Dampfmaschinen und der Jacquardwebstuhl vorherrschend. Es waren die Anfänge der Großbetriebe in der Cottbuser Textilindustrie, an denen der englische Textilmaschinen- und Wollfabrikant William Cockerill, Junior maßgeblichen Anteil hatte.
1830 wurden durch König Friedrich Wilhelm III. beide Konfessionen innerhalb Preußens zu einer einheitlichen Landeskirche (Unierte Kirche) vereinigt, auch die protestantischen Gemeinden von Cottbus gehörten zur „Evangelischen Kirche in Preußen“ bzw. deren Provinzialkirche Brandenburg, deren Oberhaupt der jeweilige König von Preußen als „summus episcopus“ war. Als Reaktion auf diese staatliche Zwangsvereinigung entstand im gesamten Königreich Preußen die evangelisch-lutherische (altlutherische) Kirche. Sie forderte ihr Recht auf Religionsfreiheit, indem sie uneingeschränkt lutherische Verfassung, Gottesdienst und Lehre in Geltung wissen wollte. So entstand in Cottbus 1846/47 zunächst eine Kirchengemeinde, die ihre evangelisch-lutherische Kreuzkirche jedoch erst 1878/79 errichten konnte.

### 1914 bis 1945
Am 1. August 1914 nahmen viele Bürger auch in Cottbus den Beginn des Ersten Weltkrieges jubelnd auf. Am Gymnasium fanden Notreifeprüfungen statt, und einige Tage später zog das Infanterieregiment Nr. 52 unter dem Jubel Tausender Cottbuser zum Bahnhof. Im September wurde auf der Rennbahn im Norden der Stadt ein Lager für 10.000 Kriegsgefangene eingerichtet. Am 4. September 1914 traf der erste Transport mit 7000 russischen Kriegsgefangenen ein. Im Jahr 1915 kam noch das Gefangenenlager bei Merzdorf dazu.

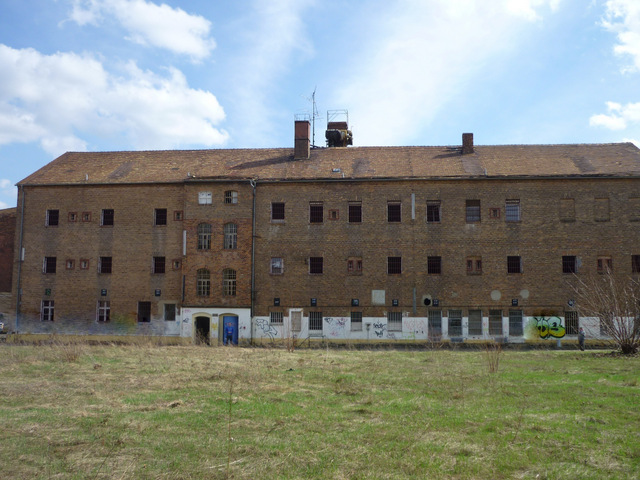
Gefangenentrakt des Zuchthauses Cottbus

Wirtschaftlich dominierte nach dem Ersten Weltkrieg weiterhin die Textilindustrie, allerdings war die Arbeitslosigkeit teilweise hoch. Bei den Wahlen 1932 errang die NSDAP bereits eine Stimmenmehrheit. Im Jahr 1934 sorgte der Goldfund von Cottbus für Aufsehen. Zwischen 1934 und 1937 erhielt die Stadt ein neues Rathaus, nachdem das alte Gebäude auf dem Altmarkt dem wachsenden Verwaltungsaufwand nicht mehr gerecht werden konnte. Während der Zeit des Nationalsozialismus wurde das alte preußische Gefängnis ab Anfang 1937 zunächst als Männergefängnis und anschließend ab August 1937 als Frauengefängnis genutzt. Im Januar 1939 wurde das Gefängnis in ein Frauenzuchthaus umgewandelt. Ab 1938 produzierten die Zittauer Phänomen-Werken das Kettenfahrzeug ZKW für die Wehrmacht. 1939 verlegten die Flugzeugwerke Focke-Wulf Teile ihrer Produktion nach Cottbus. Außerdem entstanden eine Deutsche Verkehrsfliegerschule und ein Hydrierwerk. Zur antisemitischen Verfolgung siehe unten.

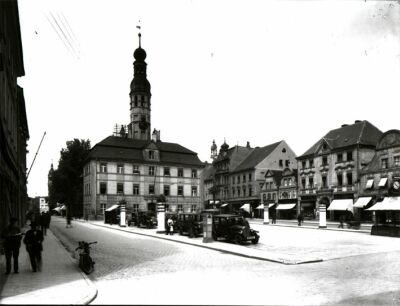
Das 1945 zerstörte Alte Rathaus auf dem Altmarkt

Im Herbst des Jahres 1940 erlebten die Cottbuser die ersten Luftangriffe auf die Stadt. Am 15. Februar 1945 zerstörte ein Luftangriff von 459 US-amerikanischen B-17-Bombern große Teile der Stadt. Mehr als 1000 Menschen starben. Am 22. April 1945 nahmen Truppen der 1. Ukrainischen Front der Roten Armee nach dreitägigen verlustreichen Kämpfen die Stadt ein. Unter anderem das historische Rathaus am Altmarkt und das Empfangsgebäude des Bahnhofs wurden zerstört. Heute besteht Cottbus zu etwa einem Drittel aus Gebäuden von vor dem Zweiten Weltkrieg.

### Cottbus in der DDR
Nach Kriegsende gehörte Cottbus der Sowjetischen Besatzungszone an, aus der 1949 die Deutsche Demokratische Republik entstand. Am 1. Juli 1950 wurde Cottbus in den Landkreis Cottbus eingegliedert und verlor dadurch den Status einer kreisfreien Stadt. 1952 wurde Cottbus zur Hauptstadt des neu gegründeten DDR-Bezirks Cottbus. Am 17. Juni 1953 kam es auch in Cottbus zum Volksaufstand. Als Beschränkungen im Lebensstandard vorgenommen werden sollten, gingen die Menschen auf die Straße und erhoben auch politische Forderungen. Sowjetische Panzer und Arbeiterwehren schlugen den Aufstand nieder. Im Jahr 1954 wurde Cottbus wieder kreisfrei, der die Stadt umgebende Landkreis wurde in Kreis Cottbus-Land umbenannt. Ebenfalls 1954 wurde die Hochschule für Bauwesen gegründet. Diese wurde 1963 zunächst geschlossen und im Jahr 1969 als Ingenieurhochschule für Bauwesen neu gegründet.

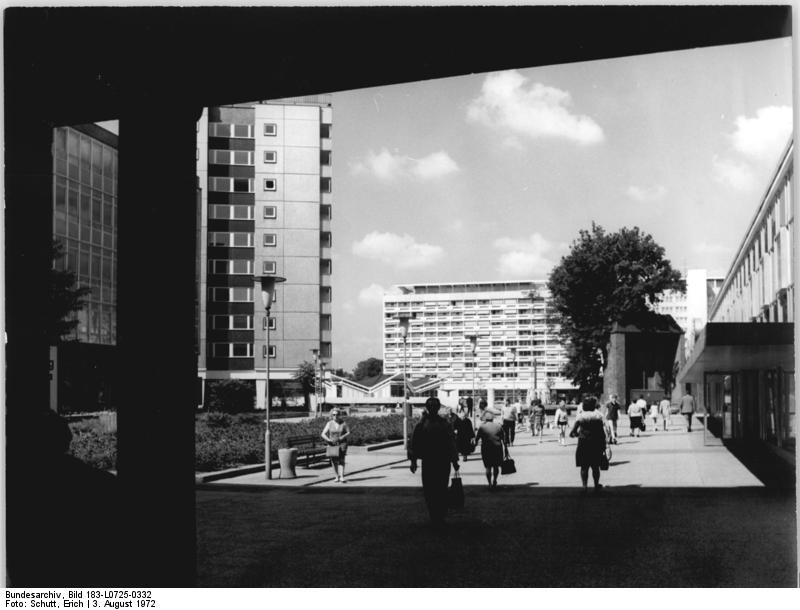
Die als neues Stadtzentrum geplante Stadtpromenade im Jahr 1972

Im Jahr 1952 erklärte die SED, den Bezirk Cottbus zum Kohle- und Energiebezirk der DDR entwickeln zu wollen. Das Gebiet um die Stadt wurde daraufhin zum wichtigsten Kohle- und Energielieferanten. Aber auch das Bauwesen mit dem Bau- und Montagekombinat, die Textil- und Möbelindustrie sowie die Nahrungsmittelproduktion bestimmten die Wirtschaftsstruktur der Stadt. Die ersten Wohngebäude in Typenbauweise entstanden in den späten 1950er Jahren in der Spremberger Vorstadt. Zwischen 1968 und 1970 entstand unmittelbar westlich der Altstadt die Stadtpromenade mit der knapp 175 Meter langen Wohnscheibe Stadtpromenade, die städteplanerisch als neues Stadtzentrum konzipiert war. Am 14. Januar 1975 stürzte ein Jagdflugzeug vom Typ MiG-21 über dem Cottbuser Stadtgebiet in einen Wohnblock. Der Pilot und fünf Bewohnerinnen starben sofort; eine weitere Bewohnerin starb später.

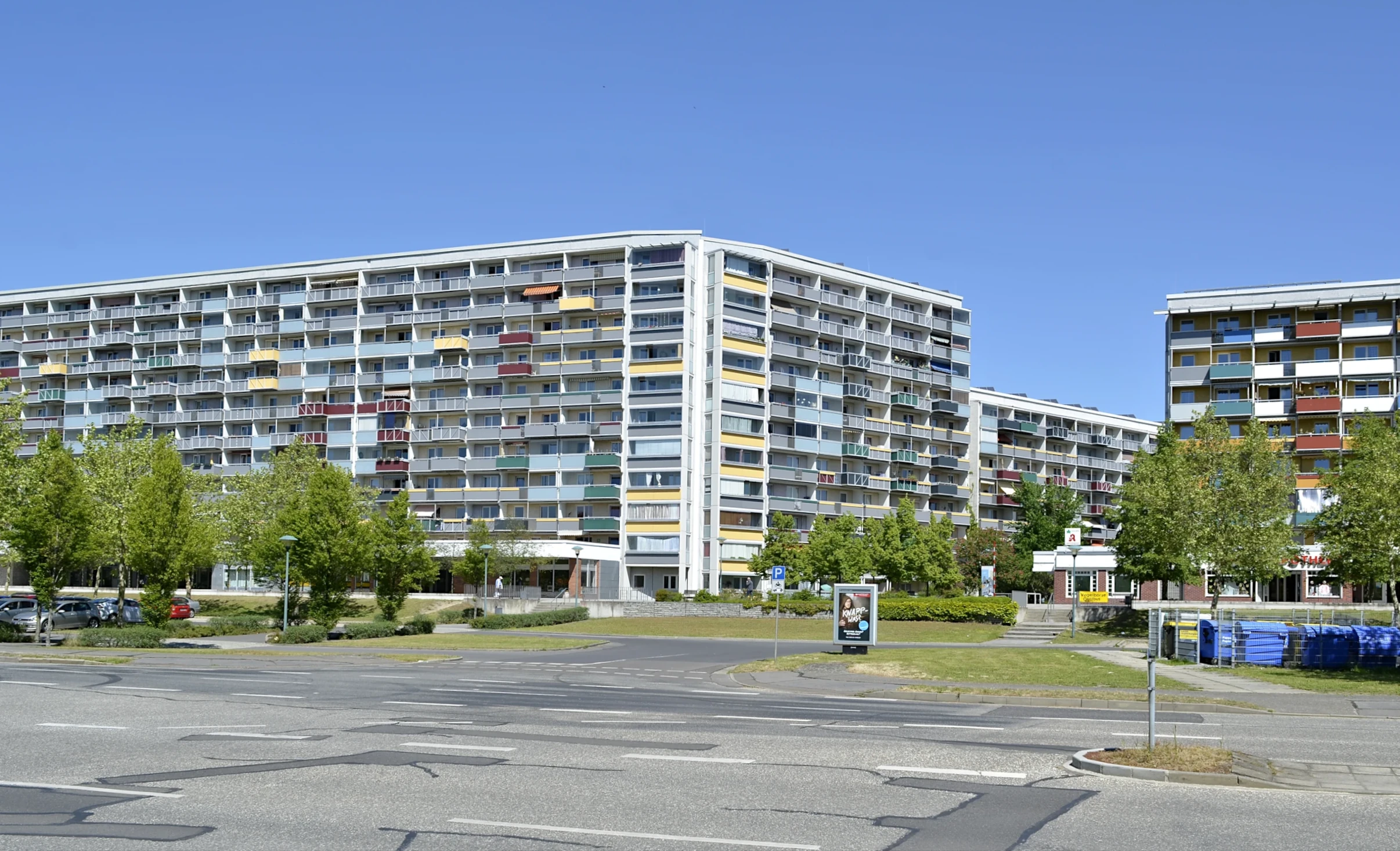
Plattenbauten in der ab 1975 entstandenen Großwohnsiedlung Sachsendorf-Madlow

Am 17. September 1975 wurde zwischen den inzwischen nach Cottbus eingemeindeten Dörfern Sachsendorf und Madlow mit dem Bau der Großwohnsiedlung Sachsendorf-Madlow begonnen. Die Wohnblöcke waren überwiegend Plattenbauten des Typs P2. Die ersten Wohnungen waren bereits im Januar 1976 bezugsfertig; insgesamt entstanden 12.500 neue Wohnungen. Am 4. September 1976 überschritt Cottbus die 100.000-Einwohner-Marke und wurde somit zur Großstadt. Als letzte Großwohnsiedlung entstand ab 1983 der Stadtteil Neu-Schmellwitz mit Wohnblöcken des Typs WBS 70, der überwiegend als Wohnraum für die Beschäftigten des nahegelegenen Textilkombinats diente. Unmittelbar vor der Wiedervereinigung erreichte die Stadt im Jahr 1989 mit 128.943 Einwohnern ihren Bevölkerungshöchststand.
Das Zuchthaus Cottbus war ein zentraler Sammelpunkt von politischen Gefangenen, die durch die westdeutsche Regierungsadministration freigekauft wurden. Heute besteht dort die Gedenkstätte Zuchthaus Cottbus.

### Zeit nach der Wiedervereinigung
Mit dem Vollzug der deutschen Einheit im Oktober 1990 begann durch die Privatisierung der Wirtschaft ein tiefgreifender Strukturwandel in Stadt und Region. Cottbus wurde zu einem Dienstleistungs-, Wissenschafts- und Verwaltungszentrum. Aufgrund der sinkenden Einwohnerzahlen wurden, insbesondere in Neu-Schmellwitz und im Süden von Sachsendorf, zahlreiche Wohnblöcke zurückgebaut. Im Zuge der brandenburgischen Kreisreform von 1993 ging der größte Teil des Landkreises Cottbus im neu gebildeten Landkreises Spree-Neiße auf. Sechs Gemeinden aus dem Landkreis wurden nach Cottbus eingemeindet, die Stadt selbst blieb kreisfrei.

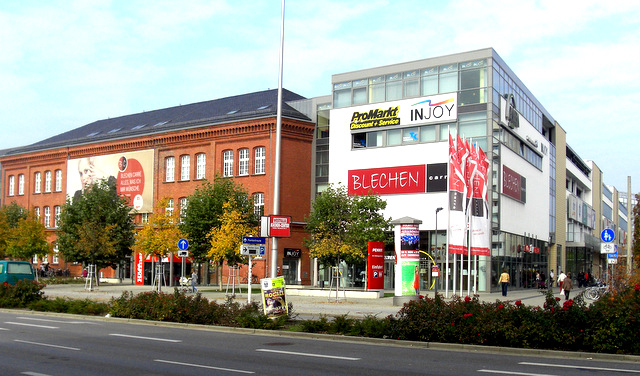
Das 2008 eröffnete Einkaufszentrum Blechen Carré

Zwischen April und Oktober 1995 fand in Cottbus die erste Bundesgartenschau in den neuen Bundesländern statt. 2001 gewann die Stadt Gold beim Bundeswettbewerb „Unsere Stadt blüht auf“. Im Jahr 2006 beging die Stadt die 850-Jahr-Feier der urkundlichen Ersterwähnung. Seit dem 1. Januar 2007 ist Cottbus der Sitz des Finanzgerichts Berlin-Brandenburg. Zwischen 2006 und 2008 wurden große Teile der Stadtpromenade umgestaltet. So wurden unter anderem die Fußgängerbrücke, die Verkaufspavillons und die Kosmos-Eisbar, teils unter Protest der Bevölkerung, abgerissen. Am 26. September 2008 wurde auf dem südlichen Teil das unter Einbeziehung der ehemaligen Bürger-Töchterschule errichtete Einkaufszentrum Blechen Carré eröffnet, der nördliche Teil ist seitdem eine Brachfläche.
Bei der für 2019 geplanten Verwaltungsstrukturreform in Brandenburg sollte die Stadt Cottbus ihre Kreisfreiheit verlieren und nach einem ersten Entwurf der brandenburgischen Landesregierung mit den Landkreisen Elbe-Elster, Oberspreewald-Lausitz und Spree-Neiße zu einem neuen Landkreis Niederlausitz vereinigt werden. Im Juli 2017 wurde ein überarbeiteter Gesetzentwurf vorgestellt, der eine Fusion der Stadt Cottbus mit dem Landkreis Spree-Neiße zum Landkreis Cottbus-Spree-Neiße vorsah. Die Pläne der Landesregierung stießen auf kommunaler Ebene auf heftigen Widerstand. Unter anderem verfasste die Verwaltung der Stadt Cottbus bereits im Oktober 2015 ein Positionspapier, in dem sich für einen Erhalt der Kreisfreiheit ausgesprochen wurde. Da sich auch die Kreistage der anderen brandenburgischen Landkreise gegen die Reform positionierten und es auch innerhalb der Landesregierung Uneinigkeiten gab, wurden die Planungen im November 2017 verworfen.

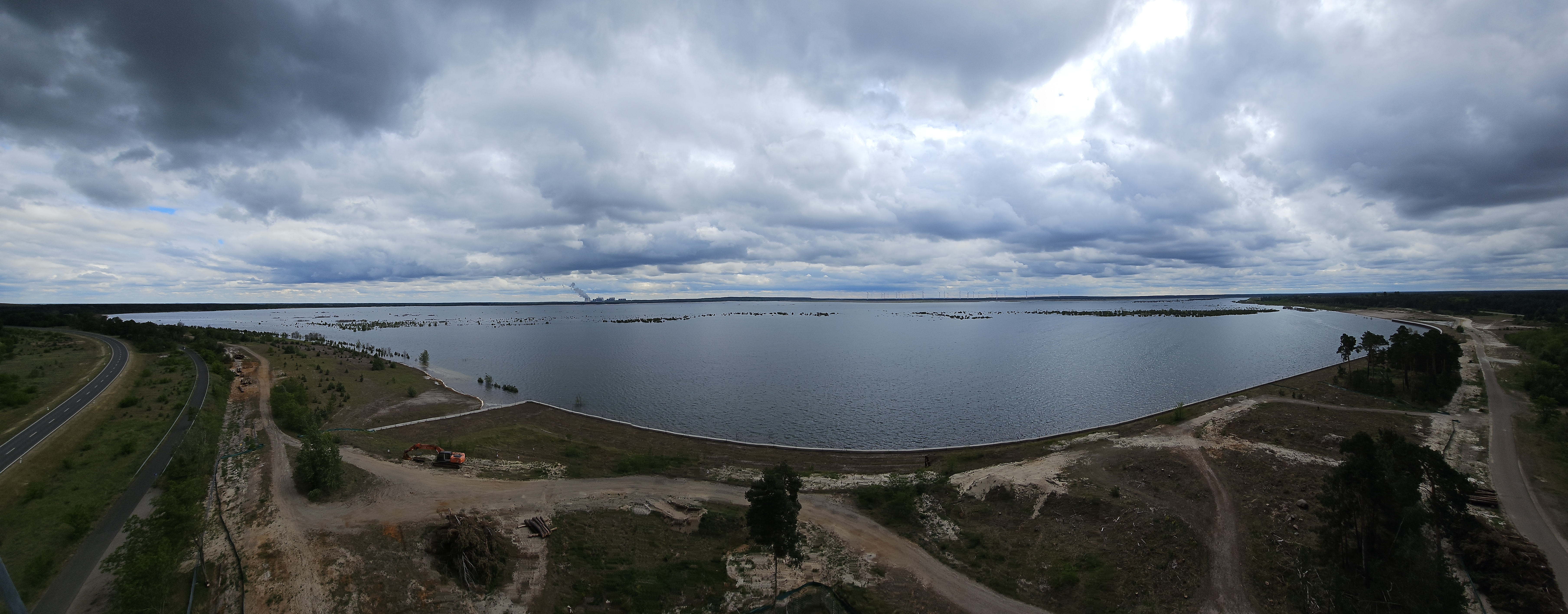
Cottbuser Ostsee, 2024

Mit dem  geplanten Kohleausstieg sind die Stadt Cottbus und die umliegende Region verstärkt vom Strukturwandel betroffen. Der Braunkohletagebau Cottbus-Nord im östlichen Teil des Stadtgebiets wurde im Dezember 2015 eingestellt und wird seitdem mit dem Ziel einer touristischen Nutzung rekultiviert. Von April 2019 bis Ende 2024 wurde das Tagebaurestloch geflutet, es entstand mit dem Cottbuser Ostsee der flächenmäßig größte künstliche See Deutschlands. Im Januar 2024 wurde nordwestlich des Bahnhofsgeländes ein ICE-Instandsetzungswerk der Deutschen Bahn eröffnet.

### Eingemeindungen

Entwicklung des Stadtgebiets von 1993 bis heute

In der Geschichte der Stadt wurden folgende Gemeinden bzw. Gemarkungen nach Cottbus eingegliedert:
- 1871: Schlossgebiet, Mühleninsel, Metze und Markgrafeninsel[28]
- 1872: Brunschwig am Berge, Brunschwig in der Gasse, Brunschwig Rittergut und Gemeinde Ostrow
- 1904: Landgemeinde Sandow und Gutsbezirk Brunschwig
- 1926: Teilgebiet von Madlow
- 1927: Teilgebiet von Branitz und Ströbitz
- 1. Juli 1950: Madlow, Sachsendorf, Saspow, Schmellwitz und Ströbitz[29] sowie Teilgebiete von Groß Gaglow und Klein Gaglow
- 1974: Branitzer Park (Ausgliederung aus Branitz)
- 6. Dezember 1993: Branitz, Dissenchen (mit Schlichow), Döbbrick (mit Skadow), Kahren, Merzdorf und Willmersdorf[29]
- 26. Oktober 2003: Gallinchen, Groß Gaglow und Kiekebusch[30]

### Bevölkerungsentwicklung

Einwohnerentwicklung von Cottbus von 1871 bis 2018

Die Bevölkerungsentwicklung von Cottbus ist starken Schwankungen ausgesetzt. Die Schwankungen der Einwohnerzahl zwischen dem 14. und 17. Jahrhundert sind Folgen der Pest. Die Bevölkerungszahl von Cottbus überschritt am 4. September 1976 die Grenze von 100.000, wodurch sie zur Großstadt wurde. In nur 13 Jahren bis 1989 erreichte sie vor allem durch das Braunkohlekombinat mit 128.943 Einwohnern ihren historischen Höchststand. Innerhalb der seit 2003 bestehenden Stadtgrenzen lebten zu diesem Zeitpunkt insgesamt 137.366 Einwohner.
Seit dem friedlichen Revolution in der DDR hat die Stadt in ihrem Stadtgebiet von 1990 durch Wegzüge und Geburtenrückgang bis 2007 rund 46.000 Einwohner verloren. Es gab mehr Sterbefälle als Geburten und auch mehr Wegzüge als Zuzüge. Der Status als Großstadt mit über 100.000 Einwohnern konnte in den ersten 13 Jahren nach der Wende nur durch Eingemeindungen von etwa 17.000 Einwohnern aus dem Umland erhalten werden. Als Ergebnis des Zensus 2011 wurde die Bevölkerungszahl zum 9. Mai 2011 mit 99.984 angegeben, Cottbus verlor dann den Status einer Großstadt, den sie darauf nur kurze Zeit zurückerlangte. Im Jahr 2019 sank die Einwohnerzahl wieder unter die 100.000-Einwohner-Grenze.
Nach der auf Basis des Zensus 2011 ermittelten Einwohnerzahl überschritt die Stadt Cottbus am 31. Dezember 2023 mit 100.010 Einwohnern wieder knapp die Grenze zur Großstadt. Nach der Volkszählung in Deutschland 2022 wurde diese Einwohnerzahl auf 94.778 nach unten korrigiert, womit Cottbus den Status als Großstadt wieder verlor. Das Einwohnermeldeamt der Stadt Cottbus gab für den gleichen Stichtag eine Einwohnerzahl von 99.968 an. Für den 31. Dezember 2024 ermittelte das Einwohnermeldeamt eine Einwohnerzahl von 100.275, womit Cottbus wieder eine Großstadt wäre, während die Bevölkerungszahl nach Hochrechnung des Zensus 2022 bei 95.123 Einwohnern lag. Die Stadt Cottbus erklärt die Differenz von rund 5000 Einwohnern unter anderem damit, dass zum Zeitpunkt der Volkszählung aufgrund der COVID-19-Pandemie in Deutschland in Cottbus gemeldete auswärtige Studenten nicht erfasst wurden, und hat gegen das Volkszählungsergebnis Widerspruch eingelegt.
Als Folge des Einwohnerrückgangs und der Vergrößerung des Stadtgebietes sank die Bevölkerungsdichte erheblich. Während sie am 31. Dezember 2000 noch bei 720 Personen je Quadratkilometer lag, lebten am 31. Dezember 2020 598 Personen auf einem Quadratkilometer.
Der Ausländeranteil (Einwohner ohne deutsche Staatsangehörigkeit) lag Ende 2000 bei 2,8 Prozent, 2021 bei 9,1 Prozent. Insgesamt handelte es sich im Jahr 2021 um etwa 9.000 Personen. Einen Migrationshintergrund hatten 2011  6,1 % der Cottbuser.
Die bevölkerungsreichsten Ortsteile mit jeweils mehr als 10.000 Einwohnern sind Sandow, Ströbitz, Schmellwitz, die Spremberger Vorstadt und Sachsendorf. Die bevölkerungsärmsten Ortsteile mit jeweils weniger als 1000 Einwohnern sind Skadow, Saspow und Willmersdorf. Im Jahr 1991 betrug das Durchschnittsalter der Stadtbevölkerung 35,5 Jahre. Im Jahr 2000 lag es bereits bei 40,9 Jahren, 2011 bei 45,7 Jahren. Ende 2018 lag das Durchschnittsalter bei 46,2 Jahren; „jüngster“ Stadtteil war Ströbitz mit 41,7 Jahren, das höchste Durchschnittsalter hatten die Einwohner des Stadtteils Madlow mit 53,1 Jahren. Am 31. Dezember 2019 waren in Cottbus 14,5 Prozent der Einwohner jünger als 18 Jahre, 30,9 Prozent waren zwischen 18 und 44 Jahre alt, 28,4 Prozent waren zwischen 45 und 65 Jahre alt und 26,1 Prozent der Einwohner waren älter als 65 Jahre.

## Politik
- Linke: 3
- SPD: 9
- Grüne/SUB: 3
- UC!/FDP: 5
- CDU/FW: 9
- MiBrb/ZSC: 3
- AfD: 14

### Stadtverordnetenversammlung
Die Stadtverordnetenversammlung hat neben dem Oberbürgermeister Tobias Schick (SPD) 46 Mitglieder. Seit der Kommunalwahl vom 9. Juni 2024 setzt sie sich wie folgt zusammen:
| Partei/Wählergruppe                          | Stimmenanteil | Sitze |
| -------------------------------------------- | ------------- | ----- |
| AfD                                          | 29,3 %        | 14    |
| SPD                                          | 19,6 %        | 09    |
| CDU                                          | 16,0 %        | 07    |
| Unser Cottbus!                               | 09,0 %        | 04    |
| Die Linke                                    | 07,1 %        | 03    |
| Bündnis 90/Die Grünen                        | 04,9 %        | 02    |
| Aktive Unabhängige Bürger – BVB/Freie Wähler | 04,3 %        | 02    |
| Mittelstandsinitiative Brandenburg           | 04,1 %        | 02    |
| FDP                                          | 02,0 %        | 01    |
| Sozialer Umbruch                             | 01,9 %        | 01    |
| Zukunftssicheres Cottbus                     | 01,7 %        | 01    |

Bei der konstituierenden Sitzung der Stadtverordnetenversammlung wurden folgende Fraktionen gebildet: Die Linke (3 Sitze), SPD (9 Sitze), Bündnis 90/Die Grünen/Sozialer Umbruch (3 Sitze), Unser Cottbus!/FDP (5 Sitze), CDU/Freie Wähler (9 Sitze), Mittelstandsinitiative Brandenburg/Zukunftssicheres Cottbus (3 Sitze) und AfD (14 Sitze).
Vorsitzender der Stadtverordnetenversammlung ist Wolfgang Bialas (CDU), seine Stellvertreter sind Kerstin Kircheis (SPD) und Benjamin Hantschke (Unser Cottbus!).

### Bürgermeister
An der Spitze der Stadt Cottbus stand wohl seit dem 13. Jahrhundert ein Bürgermeister, jedoch sind nur einige Namen überliefert. Sie fungierten als Sprecher der Bewohner und waren dem Schlossherrn unterstellt. Spätestens seit dem 16. Jahrhundert gab es auch einen Rat, der aus Ratsmännern und vier Bürgermeistern bestand. Später änderte sich die Zahl der Bürgermeister. Seit dem 19. Jahrhundert trug das Stadtoberhaupt meist den Titel „Oberbürgermeister“. Der Rat trug dann die Bezeichnung Stadtverordnetenversammlung.
Der Oberbürgermeister wird heute direkt von den Bürgern gewählt. Er ist oberster Repräsentant der Stadt und Leiter der Stadtverwaltung Cottbus. Die letzte Bürgermeisterwahl fand am 11. September 2022 statt, sieben Kandidaten standen zur Wahl. Da keiner der Kandidaten die absolute Mehrheit erreichte, fand am 9. Oktober 2022 zwischen den beiden bestplatzierten Kandidaten Tobias Schick (SPD) mit 31,8 Prozent und Lars Schieske (AfD) mit 26,4 Prozent eine Stichwahl statt. Diese Stichwahl konnte Tobias Schick mit 68,6 Prozent für sich entscheiden, am 30. November 2022 trat er das Amt an.
Die Amtszeit des Oberbürgermeisters beträgt acht Jahre.

### Bürgerschaftliches Engagement
Das Lokale Bündnis für Familie läuft seit 2005 als eines von bundesweit mehreren Modellprojekten. Es dient der Förderung der Familien und des bürgerschaftlichen Engagements in Zusammenarbeit mit Politik, Verwaltung, Bürgern, Bildungseinrichtungen und Vereinen.

### Hoheitszeichen
Als Hoheitszeichen führt die Stadt Cottbus ein Siegel, ein Wappen und eine Flagge.

#### Wappen
| Wappen von Cottbus | Blasonierung: „Das Wappen der Stadt Cottbus zeigt in Silber eine bezinnte, gequaderte rote Burg mit geschlossenem Tor. Zwischen den mit beknauften Spitzdächern versehenen Türmen ragen über der Mauer zwei kleine Häuschen hervor. Darüber schwebt ein silberner Dreieckschild mit einem aufgerichteten roten Krebs.“ |
| Wappen von Cottbus | Wappenbegründung: Das im Jahre 2000 genehmigte Cottbuser Stadtwappen zeigt ein geschlossenes Tor mit zwei Türmen, zwischen denen ein roter Krebs auf silbernem Schild steht. Unter Forschern heiß diskutiert wird die Frage, wie der Krebs in das Stadtwappen kam und welche Bedeutung er hat. Zweifelsfrei gaben die Herren vor, deren Wappentier der Krebs aus der Aschaffenburger Abstammung war, ihn als Zeichen ihrer Herrschaft über die Stadt, ihres Besitzes, in das Stadtwappen. Wappentiere sind Symbole, der Krebs steht dabei für Schutz (der Panzer) und Wehr (die Scheren). Er symbolisiert außerdem die Wiedergeburt, weil das Krebstier jährlich seinen Chitinpanzer wechselt. Auch eine astrologische Bedeutung des Krebses ist nicht auszuschließen. Andere Forscher vermuten, dass die Herkunft auf die krebsreiche Spree oder den Rohstoff für die Küche zurückzuführen ist. |

Der Krebs als heraldisches Symbol ist relativ selten. Die Behauptung, dass Cottbus den Krebs als einzige Stadt im Wappen führt, ist aber falsch. Ebenfalls einen Krebs als Wappentier haben die Städte Bad Wurzach, Bernkastel-Kues, Kreßberg, Vörstetten und Pram in Oberösterreich. Außerdem haben auch die Landkreise Bernkastel-Wittlich und Spree-Neiße den Krebs im Wappen. Ursprünglich führten ihn streng gläubige Ritter in ihrem Schild. Nach Cottbus kam dieses Wappentier wahrscheinlich aus dem Fränkischen. Fredehelm von Cottbus, der 1307 starb, stammte vom fränkischen Adelsgeschlecht Kottwitz ab, deren Wappensymbole neben dem Krebs auch ein Widderhorn waren. Im ältesten bildhauerischen Kunstwerk der Stadt, dem Grabstein in der Klosterkirche mit dem Bildnis Fredehelms und seiner Gemahlin Adelheid, ist der Krebs auf dem Brustharnisch und dem Schild des Ritters abgebildet. Von dort kam der Krebs wahrscheinlich in das älteste erhaltene Stadtsiegel aus dem 14. Jahrhundert. Dies ist die älteste Überlieferung des Wappens.

#### Flagge

Hissflagge
Bannerflagge

Die Flagge der Stadt Cottbus ist dreistreifig rot-weiß-rot im Verhältnis 1:8:1 und mit dem Stadtwappen im Mittelstreifen.

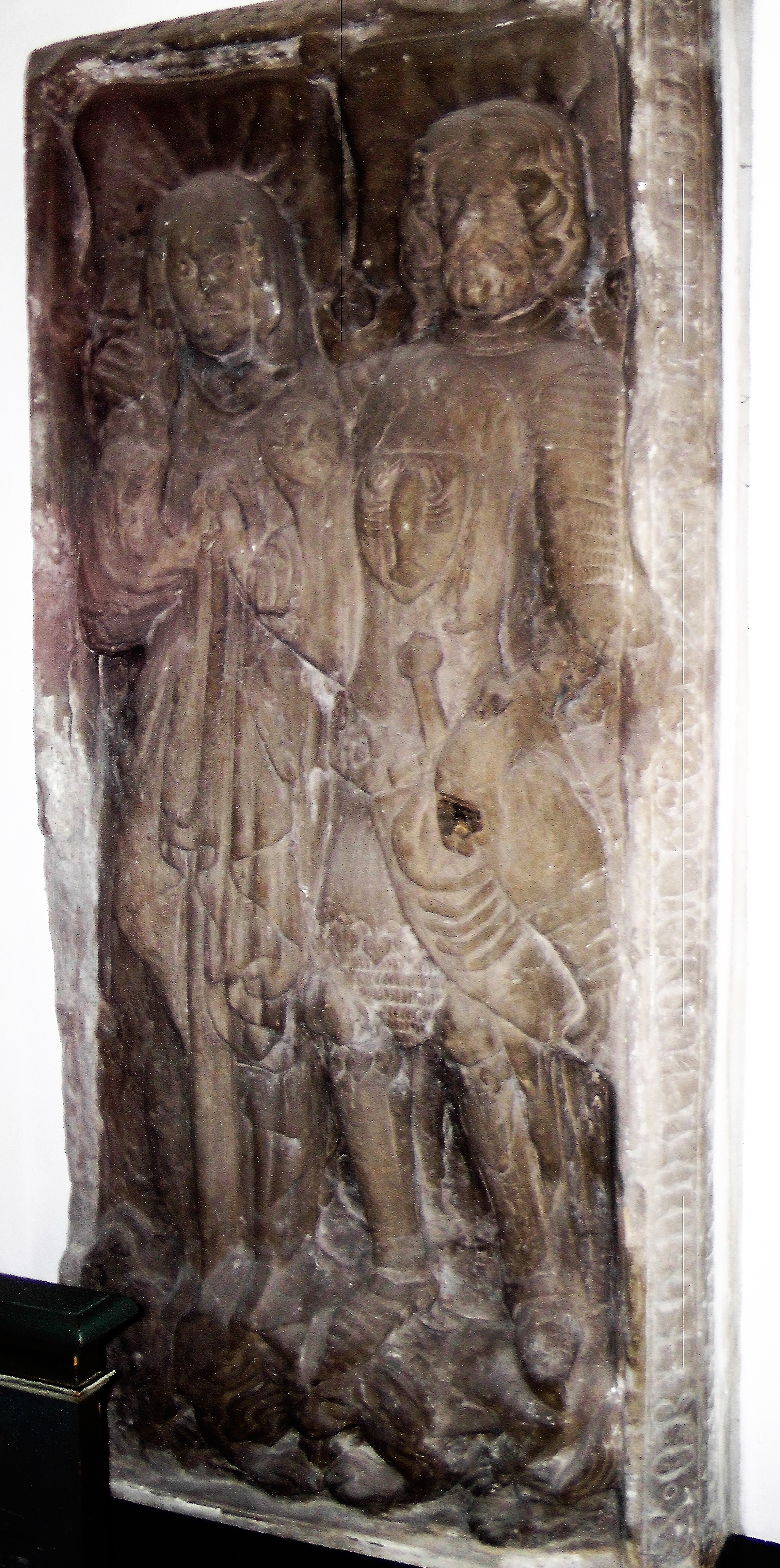
Krebs auf Schild und Brustharnisch von Fredehelm von Cottbus, 1306, Grabplatte in der Klosterkirche

### Städtepartnerschaften
Cottbus unterhält Partnerschaften mit folgenden Städten:
- Montreuil, Frankreich, seit 1959
- Grosseto, Italien, seit 1967
- Lipezk, Russland, seit 1974
- Zielona Góra, Polen, seit 1975
- Targowischte, Bulgarien, seit 1975
- Košice, Slowakei, seit 1978
- Saarbrücken, Saarland, Deutschland, seit 1987
- Gelsenkirchen, Nordrhein-Westfalen, Deutschland, seit 1995
- Nuneaton and Bedworth, Vereinigtes Königreich, seit 1999

Mit Zielona Góra wird eine intensive Partnerschaft gepflegt, da mit der polnischen Stadt Jahresvereinbarungen über die Zusammenarbeit bestehen und für die in der örtlichen Touristeninformation geworben wird. Den Partnerstädten Zielona Góra, Saarbrücken, Gelsenkirchen und Lipezk sind Straßennamen in Cottbus gewidmet.

## Religionen

### Konfessionsstatistik
Gemäß der Volkszählung 2011 waren 11,2 % der Einwohner evangelisch, 3,5 % römisch-katholisch und die überwiegende Anzahl 85,3 % waren konfessionslos, gehörten einer anderen Glaubensgemeinschaft an oder machten keine Angabe. Die Zahl der Protestanten ist seitdem noch weiter gesunken. Ende 2017 hatte Cottbus 100.945 Einwohner, davon 9,7 % Protestanten, 3,5 % Katholiken und 86,8 % hatte entweder eine andere oder keine Religionszugehörigkeit. Der Anteil der Protestanten und Katholiken an der Gesamtbevölkerung sinkt seitdem weiter. Gemäß dem Zensus 2022 (15. Mai 2022) waren 8,9 % der Einwohner evangelisch, 3,2 % katholisch und 87,9 % waren konfessionslos, gehörten einer anderen Glaubensgemeinschaft an oder machten keine Angabe.
Die Zahl der in Cottbus lebenden Muslime wurde 2023 auf zirka 4,1 % (4100) geschätzt. Im Januar 2025 lebten fast 2700 Menschen mit syrischer und fast 900 mit afghanischer Staatsangehörigkeit in Cottbus.

### Christentum
Die Christianisierung der Lausitz erfolgte von Meißen aus und war etwa um 1100 abgeschlossen. Bischof Eido von Rochlitz konnte bei seinen Missionen von 992 bis 1015 durch seine Kenntnis der slawischen Sprachen erfolgreich in der Niederlausitz predigen und auch unter Benno von Meißen wurde die Mission ab 1058 erfolgreich fortgeführt. Die Stadt Cottbus gehörte so anfangs zum Bistum Meißen. Wegen der großen Entfernung der dünn besiedelten Niederlausitz zum sächsischen Meißen gab es in Lübben einen Offizial als Stellvertreter des Bischofs. Cottbus war Sitz eines Erzpriesters.
Es gibt in Cottbus eine Reihe von ökumenischen Veranstaltungen. So wird zum Beispiel seit einigen Jahren in Zusammenarbeit der verschiedenen Kirchen die Veranstaltung Nacht der offenen Kirchen (NdoK) durchgeführt.

#### Evangelische Kirche

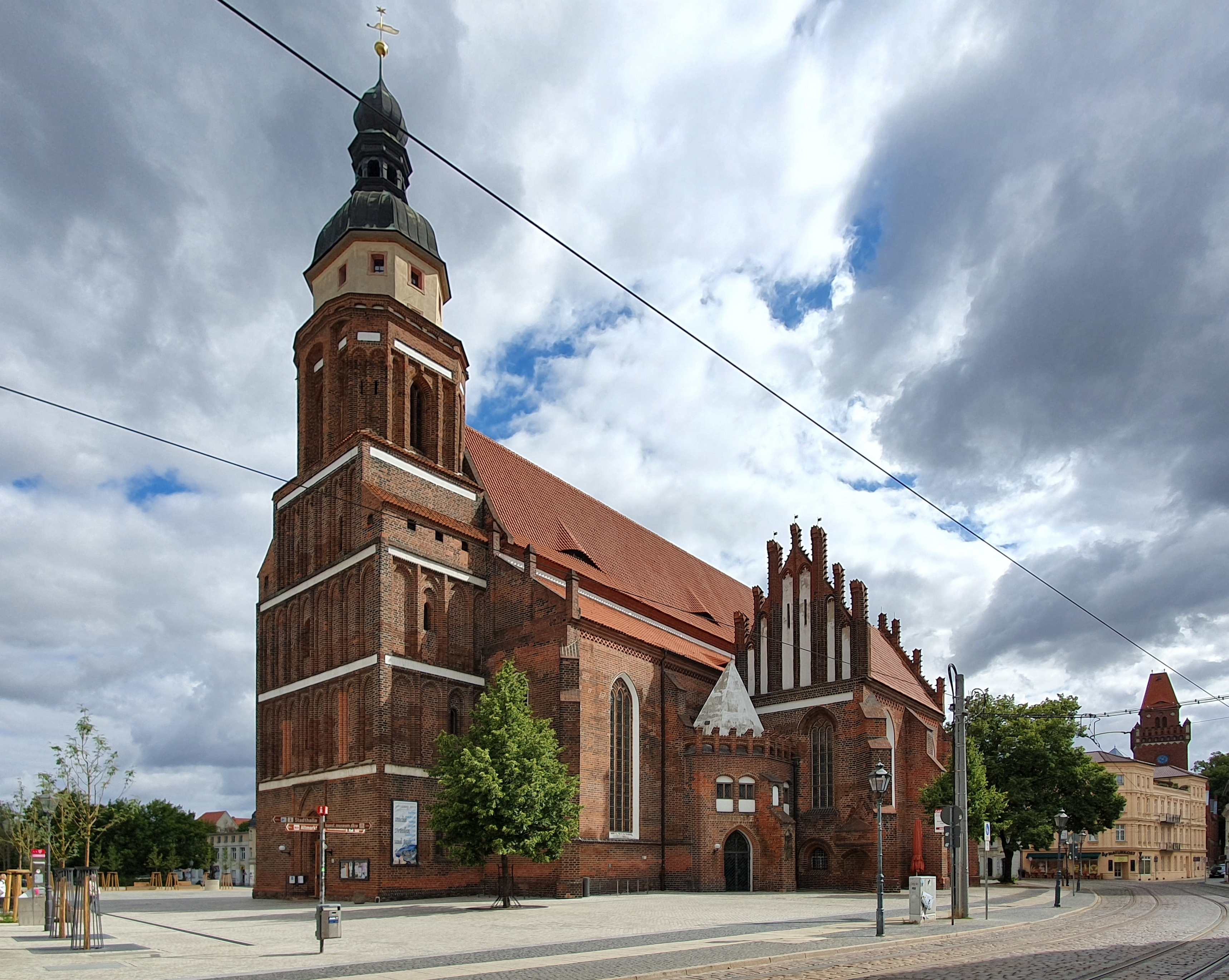
Oberkirche St. Nikolai

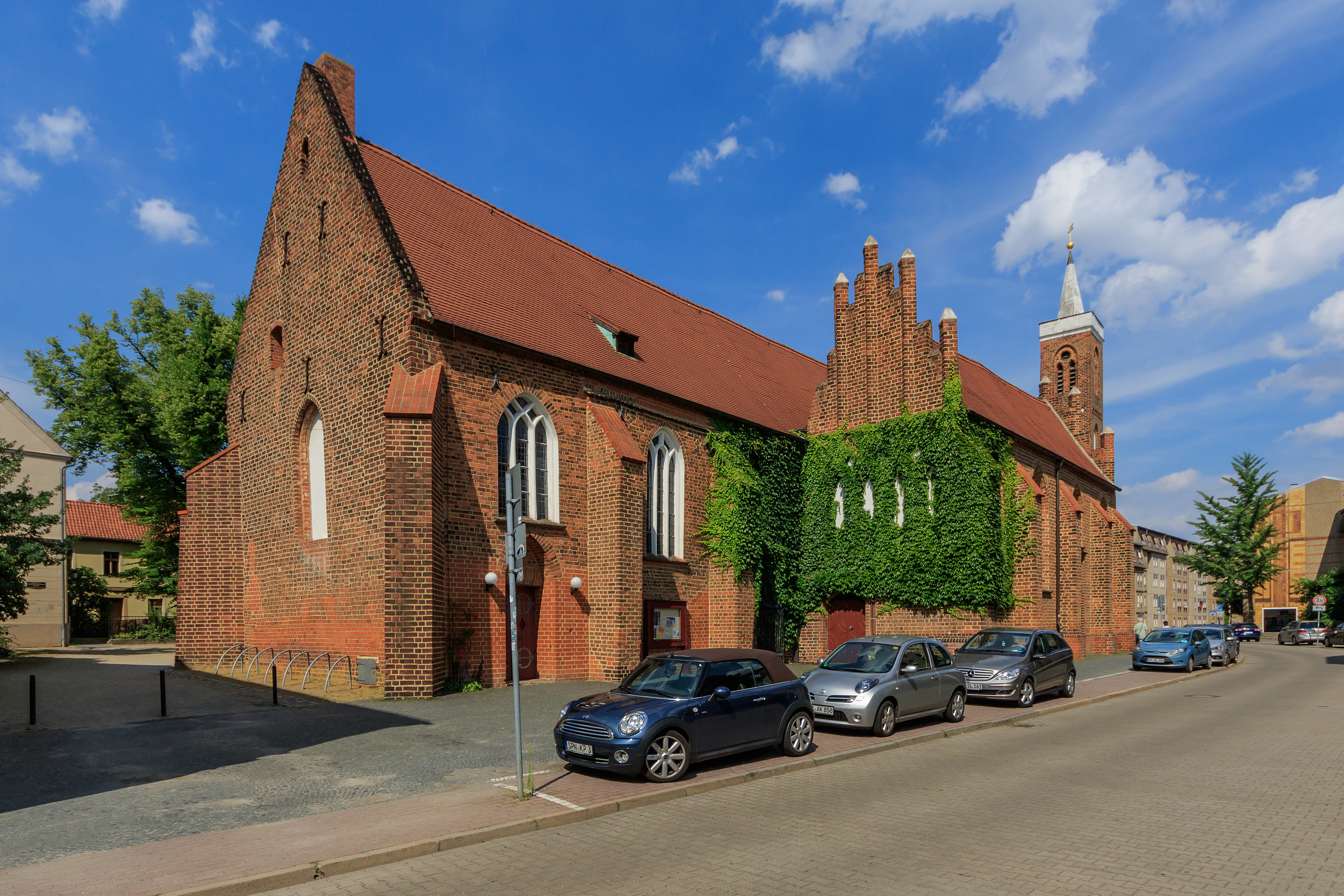
Klosterkirche

Nach Wegfall des Landesherrlichen Kirchenregiments 1918 war die Provinzialkirche Brandenburgs Gründungsmitglied der Evangelischen Kirche der Altpreußischen Union. 1947 wurde sie eine selbstständige Landeskirche mit einem Bischof an der Spitze. 2004 fusionierte die Kirche mit der Evangelischen Kirche der schlesischen Oberlausitz zur Evangelischen Kirche in Berlin-Brandenburg-schlesische Oberlausitz. Die protestantischen Kirchengemeinden von Cottbus gehören – sofern es sich nicht um Freikirchen handelt – zum Kirchenkreis Cottbus innerhalb des gleichnamigen kirchlichen Amtsbezirks (ACK), dessen Sitz sich ebenfalls in Cottbus befindet. Bis heute sind die Altlutheraner mit einem Pfarramt und der Kreuzkirche in der Stadt präsent. Heute gehört die Evangelisch-Lutherische Kreuzkirchengemeinde zum Kirchenbezirk Lausitz der Selbständigen Evangelisch-Lutherischen Kirche.
Neben den landeskirchlichen Gemeinden gibt es mehrere Freikirchen in Cottbus, beispielsweise eine Evangelisch-Freikirchliche Gemeinde (Baptisten), eine Evangelisch-methodistische Kirche, die Apostolische Gemeinschaft, die Biblische Glaubensgemeinde Cottbus e. V. und die Freie Christliche Gemeinde Sachsendorf. Seit 2001 hat auch die Herrnhuter Brüdergemeine (lat. Unitas Fratrum) engl. Moravian Church wieder ein Haus als „Haltestelle Cottbus“ direkt in Cottbus. Die „Kirche für Cottbus“ befindet sich in Gründung. Sie ist eine Gründungsinitiative der FeG Inland-Mission im Bund Freier evangelischer Gemeinden in Deutschland.
Als Gotteshäuser stehen den evangelischen Gläubigen heute u. a. die Oberkirche St. Nikolai, die Klosterkirche, die Lutherkirche und die Madlower Martinskirche zur Verfügung. Die Schlosskirche wurde 2014 umgewidmet.

#### Römisch-katholische Kirche

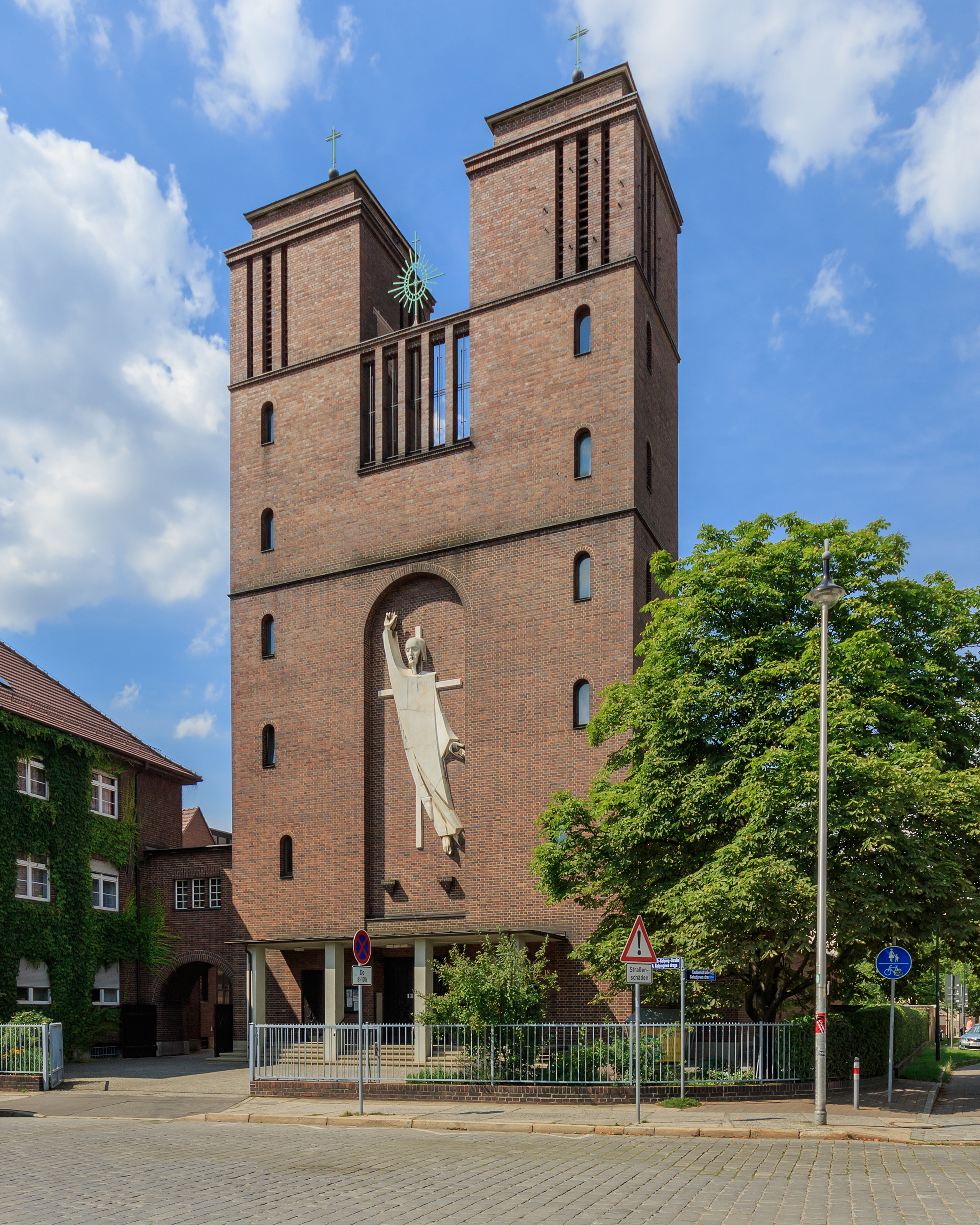
Propstei- und Pfarrkirche St. Maria Friedenskönigin

Nach mehreren Gesuchen an die zuständigen staatlichen und kirchlichen Stellen wurde 1848 für die wachsende Zahl der Katholiken der Grundstein der heutigen Christuskirche gelegt und die Kirche als „Zum Guten Hirten“ am 27. Oktober 1850 geweiht. Insbesondere in und durch die Industrialisierung wuchs die Zahl der Katholiken bald auf über 2500 an und so wurde für die gewachsene Gemeinde am 7. Oktober 1934 ein neues Gotteshaus durch den Breslauer Kardinal Adolf Bertram auf das im Kontext der Zeit wohlgewählte Patrozinium St. Maria Friedenskönigin geweiht. 1964 wurde die kriegsbeschädigte Kirche „Zum Guten Hirten“ wiederhergestellt und es bildete sich eine zweite Cottbuser Pfarrgemeinde um die sogenannte Christuskirche. Seit 2012 sind beide Gemeinden wieder in einer Pfarrei zusammengeführt und führen den alten Titel „Zum Guten Hirten“. Die Gemeinde gehört heute zum Bistum Görlitz.
Den römisch-katholischen Christen stehen die Christuskirche (Zum Guten Hirten), die Edith-Stein-Kirche und die Propstei- und Pfarrkirche St. Maria Friedenskönigin als Gotteshäuser zur Verfügung.
Um die pädagogische und medizinische Versorgung der Bevölkerung überkonfessionell zu unterstützen, siedelte sich am 1. Dezember 1886 der sozial tätige, und insbesondere krankenpflegende katholische Orden Arme Dienstmägde Jesu Christi (auch: Dernbacher Schwestern) aus Dernbach im Westerwald an. Seine Tätigkeit der ambulanten Krankenpflege, im Kindergarten und im Altenheim dauerte bis zum 1. Mai 1965.

#### Vereinigung Evangelischer Freikirchen
Die Vereinigung Evangelischer Freikirchen (VEF) ist mit drei Gemeinden in Cottbus vertreten: Die Adventgemeinde hat ihr Gemeindezentrum an der Gaglower Straße 13. Das Gotteshaus der Evangelisch-methodistischen Kirche befindet sich in der Virchowstraße 41. Die Evangelisch-Freikirchliche Gemeinde (Baptisten) trifft sich zum Gottesdienst in ihrer Kirche an der Bautzener Straße 111.

### Weitere christliche Kirchen und Glaubensgemeinschaften
Auch die Neuapostolische Kirche, die Kirche Jesu Christi der Heiligen der Letzten Tage (Mormonen) und die Zeugen Jehovas sind in Cottbus vertreten.

### Judentum

Die 1938 niedergebrannte Cottbuser Synagoge

Die älteste Nachricht über Juden in Cottbus stammt aus dem Jahr 1448, als Friedrich II. (1413–1471) ihnen Wohnrecht in der Stadt erteilte und sie unter seinen Schutz stellte. 1510 mussten alle Juden nach dem angeblichen Hostienfrevel von Knoblauch Cottbus verlassen.
Erst 1692 ist wieder der erste Antrag auf Ansiedlung einer jüdischen Familie in Cottbus erhalten, 1740 sind jüdische Bürger erwähnt.
1811 wurde erstmals eine Betstube im Hinterhaus eines Tuchmachers an der Mauerstraße genannt. 1814 lebten nur 17 Juden in Cottbus. Mit dem Jahr 1816 und der Zugehörigkeit zu Preußen, wo seit 1812 das Judenedikt galt, wuchs auch die jüdische Gemeinde langsam. Im Jahr 1847 wurde von den Juden der Stadt und ihrer Umgebung beschlossen, die Bildung einer Jüdischen Gemeinde in Angriff zu nehmen. 1858 galt die Gemeinde schließlich als gegründet. 1866 gehörten ihr 31 Personen an, 1902 waren es bereits 90 Mitglieder.
Bereits im Jahr 1933 begann die systematische Entrechtung, Diskriminierung, Verfolgung und Vernichtung jüdischer Bürger durch die Nationalsozialisten. Allein in diesem Jahr wurden 315 Gesetze und Verordnungen zu ihren Ungunsten erlassen. Des Weiteren gründete sich ebenfalls 1933 die ausschließlich für so genannte „Judenangelegenheiten“ zuständige Ortspolizeibehörde Cottbus VI.
Am 31. März 1933 erschien in einer Cottbuser Tageszeitung der Boykottaufruf, der neben Lebensmittelläden auch sämtliche Büroräume jüdischer Rechtsanwälte, die Niederlassungen jüdischer Ärzte und Tuchversandgeschäfte betraf und ab dem 1. April 1933 gelten sollte. Darüber hinaus wurden zahlreiche Einbürgerungen, die zwischen 1918 und 1933 erfolgt waren, rückgängig gemacht. 1936 lebten 334 jüdische Bürger in Cottbus, darunter 87 Kinder, 128 Frauen und 119 Männer. Im Februar 1937 lebten bereits 499 Juden in Cottbus. Viele von ihnen waren aus den umliegenden Gemeinden nach Cottbus geflohen, da sie darauf hofften, in einer größeren Stadt anonymer leben zu können. Gleichzeitig lief eine von der Regierung gewollte Auswanderungswelle, unter Zahlung der geforderten „Reichsfluchtsteuer“, einhergehend mit Zwangsenteignungen von Häusern, Geschäften und Fabriken. So emigrierten am 1. Oktober 1936 34 Juden, hauptsächlich nach Südafrika und Brasilien. Während der Novemberpogrome 1938 brannten die Nationalsozialisten auch die Cottbuser Synagoge nieder. Sie wurde später abgetragen und an ihrer Stelle in den 1960er-Jahren ein Kaufhaus errichtet. Zur Erinnerung an die jüdische Gemeinde und ihre Synagoge steht auf dem Vorplatz der Stadtwerke in der Karl-Liebknecht-Straße eine Tafel, die 1988 aufgestellt und 1998 erneuert wurde. In der Nacht des 9. Novembers wurden männliche Juden verhaftet. Schon Mitte November 1938 verließ der erste Transport mit sogenannten Aktionsjuden die Stadt. Nach dem Kriegsende waren nur noch zwölf Mitglieder der ehemaligen Gemeinde am Leben.

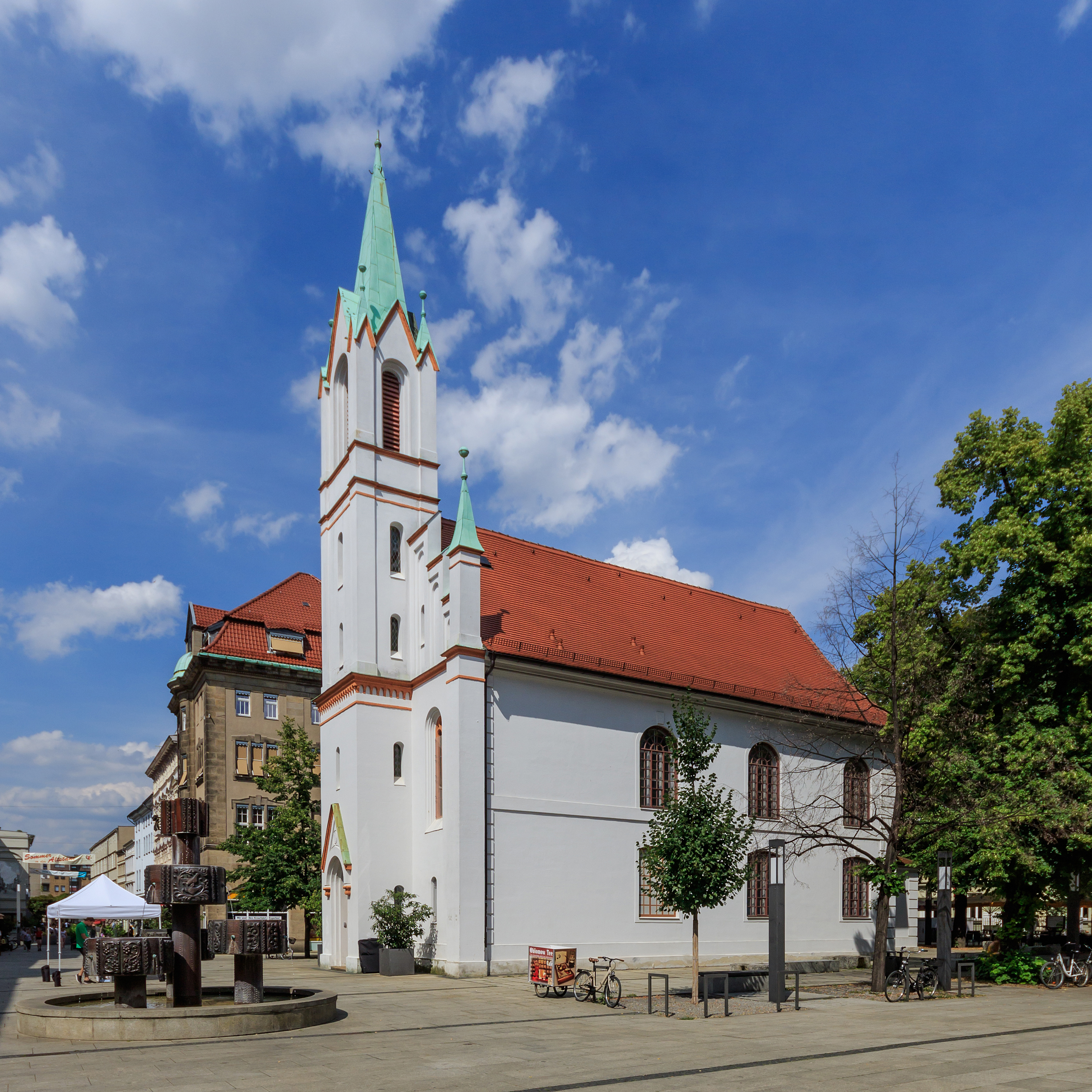
Schlosskirche, Synagoge der jüdischen Gemeinde Cottbus

Am 15. Juli 1998 wurde die jüdische Gemeinde in Cottbus wiedergegründet. Sie wirkt gemeinnützig als eingetragener Verein. Während der 2010er Jahre zählte sie etwa 350 Mitglieder, alle aus der ehemaligen Sowjetunion nach Deutschland gekommen. Die Gemeinde hatte bis Anfang 2015 keine würdige Synagoge und keine ausreichenden räumlichen Kapazitäten. Am 18. September 2014 wurde die evangelische Schlosskirche der jüdischen Gemeinde zur Umnutzung als Synagoge übergeben. Am 27. Januar 2015 erfolgte die offizielle Weihung der neuen Synagoge unter Teilnahme des Landesrabbiners und des Vizepräsidenten des Zentralrates der Juden in Anwesenheit von etwa 1.000 Bürgern.

### Islam
Muslime kamen in größerer Zahl als Studenten nach Cottbus/Chóśebuz. Seit dem Jahr 2000 gibt es deshalb an der Brandenburgischen Technischen Universität Cottbus-Senftenberg einen muslimischen Gebetsraum. Im Jahr 2017 gründete sich der Islamische Gemeinde Cottbus e. V. unter anderem mit dem Ziel, Träger eines weiteren Gebetsraumes zu werden. Die Zahl der in Cottbus lebenden Muslime wurde 2023 auf 4100 geschätzt.

## Kultur und Sehenswürdigkeiten

### Theater, Bühnen und Ensembles

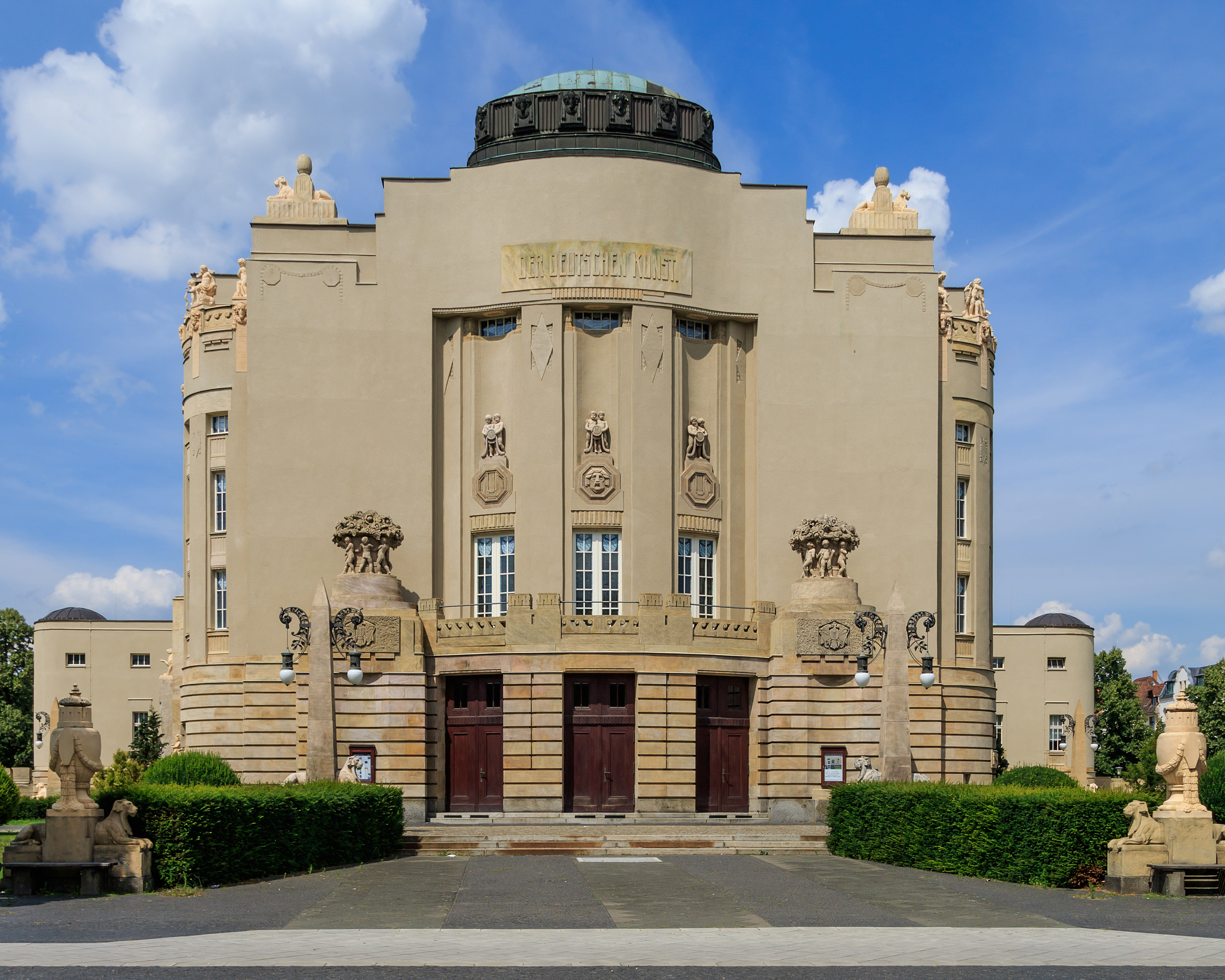
Staatstheater Cottbus

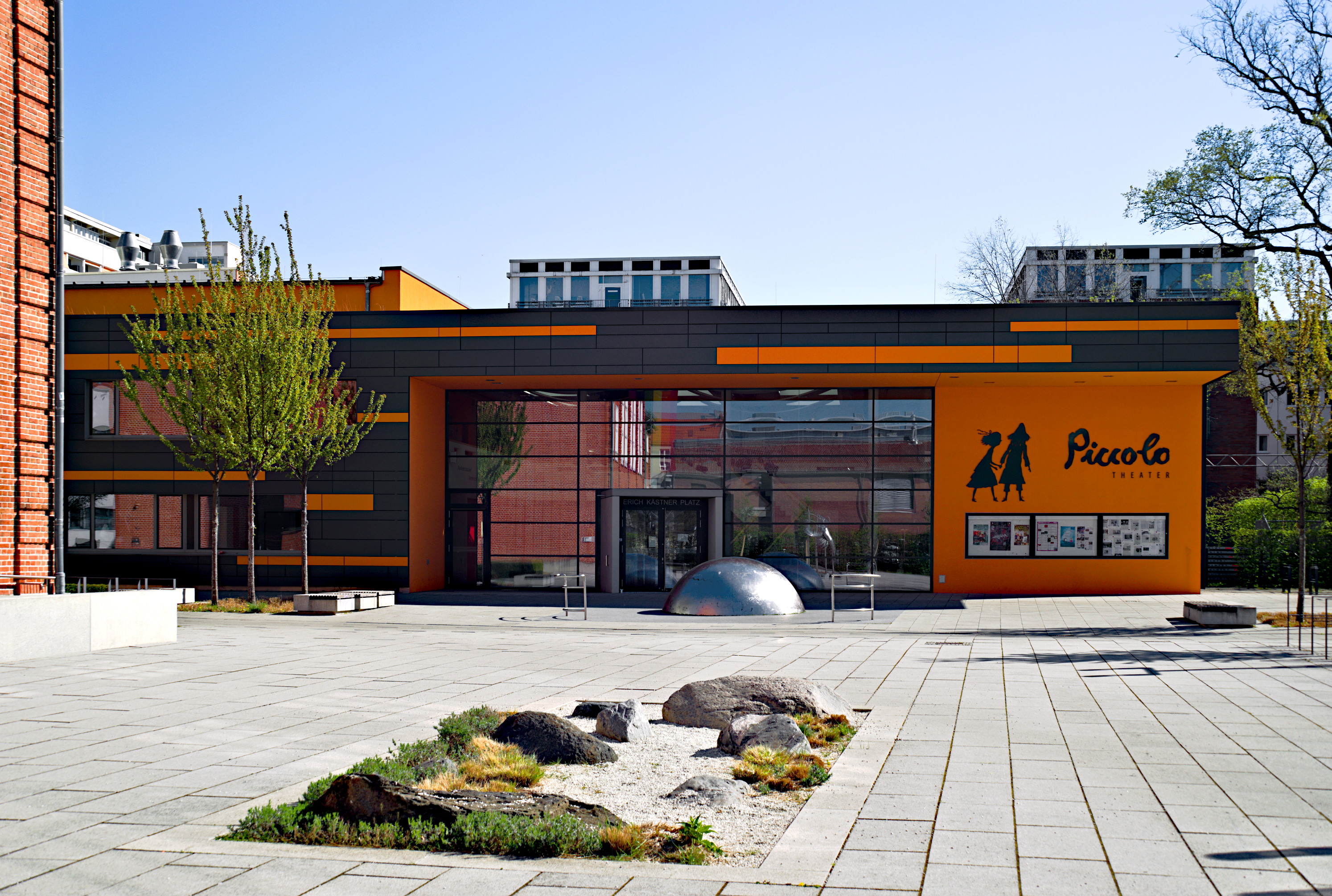
Piccolo-Theater am Erich-Kästner-Platz

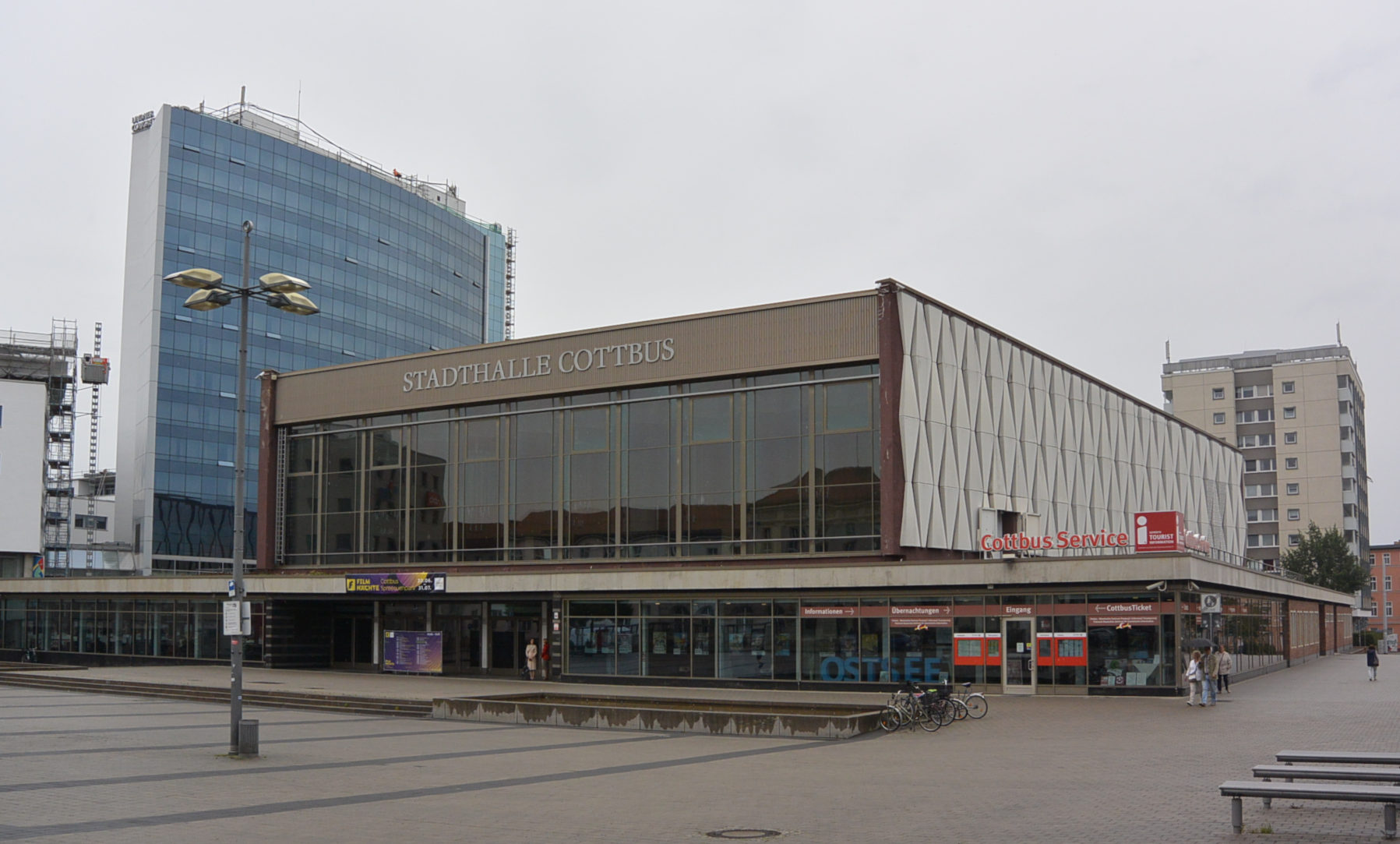
Stadthalle Cottbus

Die Stadt Cottbus verfügt über eine Vielzahl von Theatern, Bühnen und Ensembles. Das bekannteste ist wohl das Staatstheater Cottbus, erbaut nach Entwürfen des Architekten Bernhard Sehring. Es ist das einzige staatliche Theater in Brandenburg und stellt Schauspiel, Musiktheater und Ballett dar. Außerdem bietet die Stadthalle von Cottbus ungefähr 2000 Menschen Platz. In diesem Veranstaltungssaal gastieren regelmäßig internationale Ensemble wie der Chinesische Nationalcircus, das Russische Staatsballett sowie Stars aus Pop, Folk und Schlager: z. B. Harry Belafonte, Rosenstolz, Gitte Hænning. Das kleine Theater, die TheaterNative C, wurde als Privattheater 1989 gegründet und ist zu einer bestimmenden Größe in der Cottbuser Kunstszene geworden. Es bietet Schauspiel, Kabarett, Boulevard sowie Kindertheater und experimentelle Inszenierungen. Das piccolo-Theater ist seit 1991 ein Theater für Kinder und Jugendliche. Das Publikum der Puppenbühne Regenbogen besteht überwiegend aus Kindern im Alter von vier bis zehn Jahren, für die der Besuch oft das erste Theatererlebnis ihres Lebens ist und bleibende Eindrücke hinterlässt.
Musikalisch sind in der Stadt das Philharmonische Orchester Cottbus, die Singakademie Cottbus, das Cottbuser Kindermusical und an Ensembles das Kinder- und Jugendensemble Pfiffikus, das Studententheater Bühne 8, sowie das Theater an der Wendeschleife im Gladhouse ansässig.

### Kinos
Mit dem Filmtheater Weltspiegel besitzt Cottbus den nach dem Burg Theater in Burg (bei Magdeburg) zweitältesten Kinozweckbau Deutschlands. Dieser wurde im Jugendstil erbaut. Das „Obenkino“ im Gladhouse und das „KinOh Stadthalle“ sind weitere kleine Kinos im Stadtzentrum. Zudem gibt es eine UCI Kinowelt im Ortsteil Groß Gaglow, in der Nähe des Einkaufszentrums Lausitz Park.
Jährlich im Herbst findet seit 1991 in Cottbus das Filmfestival Cottbus mit einem Schwerpunkt auf das osteuropäische Kino statt. Das Festivalzentrum befindet sich in der Stadthalle Cottbus. Spielstätten sind weiterhin das Staatstheater, die Kammerbühne, das Filmtheater Weltspiegel, das Obenkino und das Zelig.

### Museen und Galerien

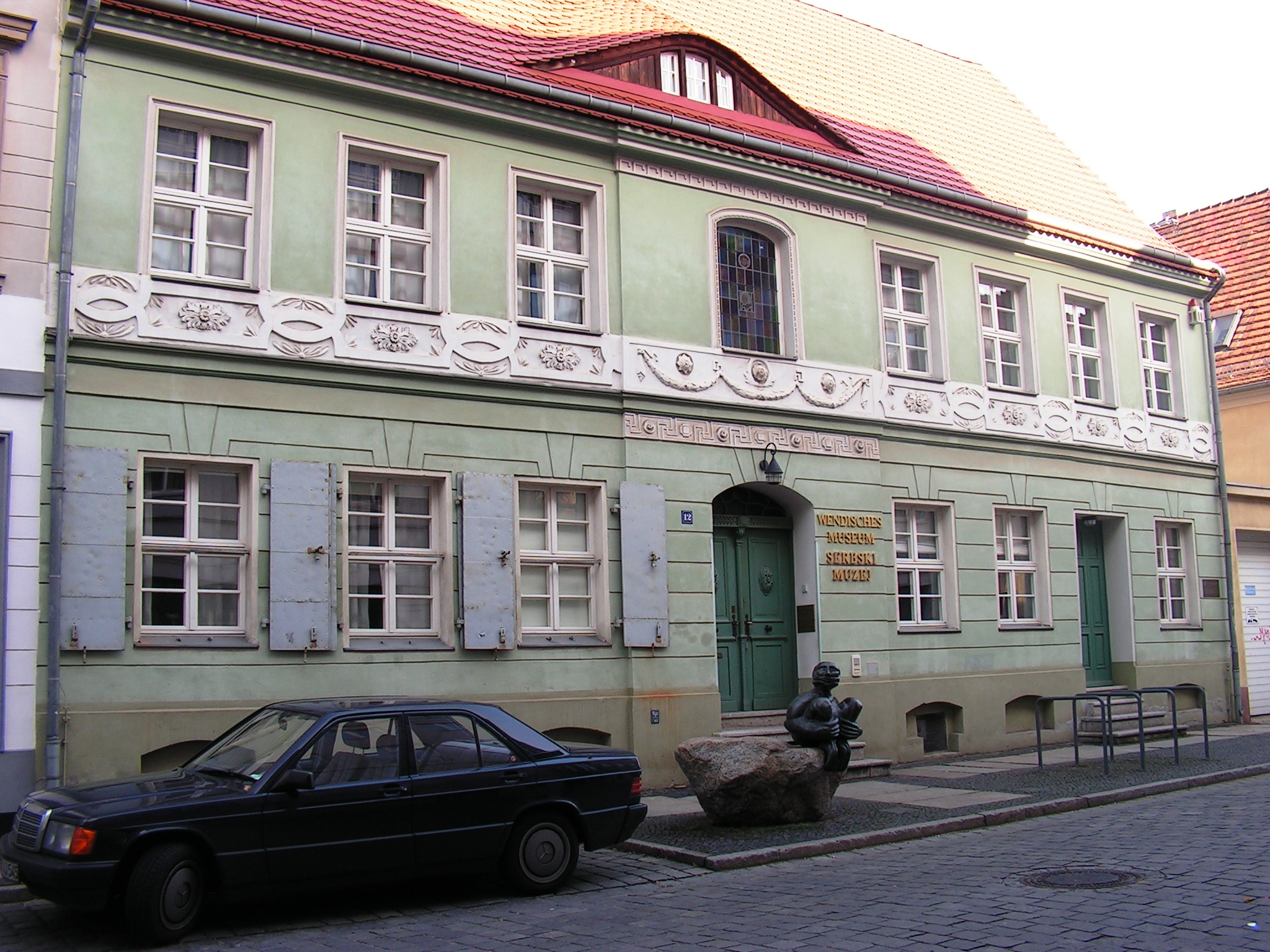
Wendisches Museum

Das Wendische Museum vermittelt Einblicke in Kultur und Geschichte der Wenden der Niederlausitz. Zahlreiche Exponate zur Trachtenkunde, Schrifttum und Literatur, Kunst und Musik sowie zu Brauchtum und Lebensweise belegen die einzigartige Kultur der slawischen Bevölkerung. Das Stadtmuseum und Stadtarchiv Cottbus gilt als historisches Gedächtnis der Stadt. Es ist Ansprechpartner für geschichtsinteressierte Bürger, Heimatforscher und Historiker. Beide Institutionen widmen sich der Stadtgeschichte. Mit Sonderausstellungen im Rathaus und weiteren städtischen Einrichtungen werden zudem interessante Einzelthemen vorgestellt.

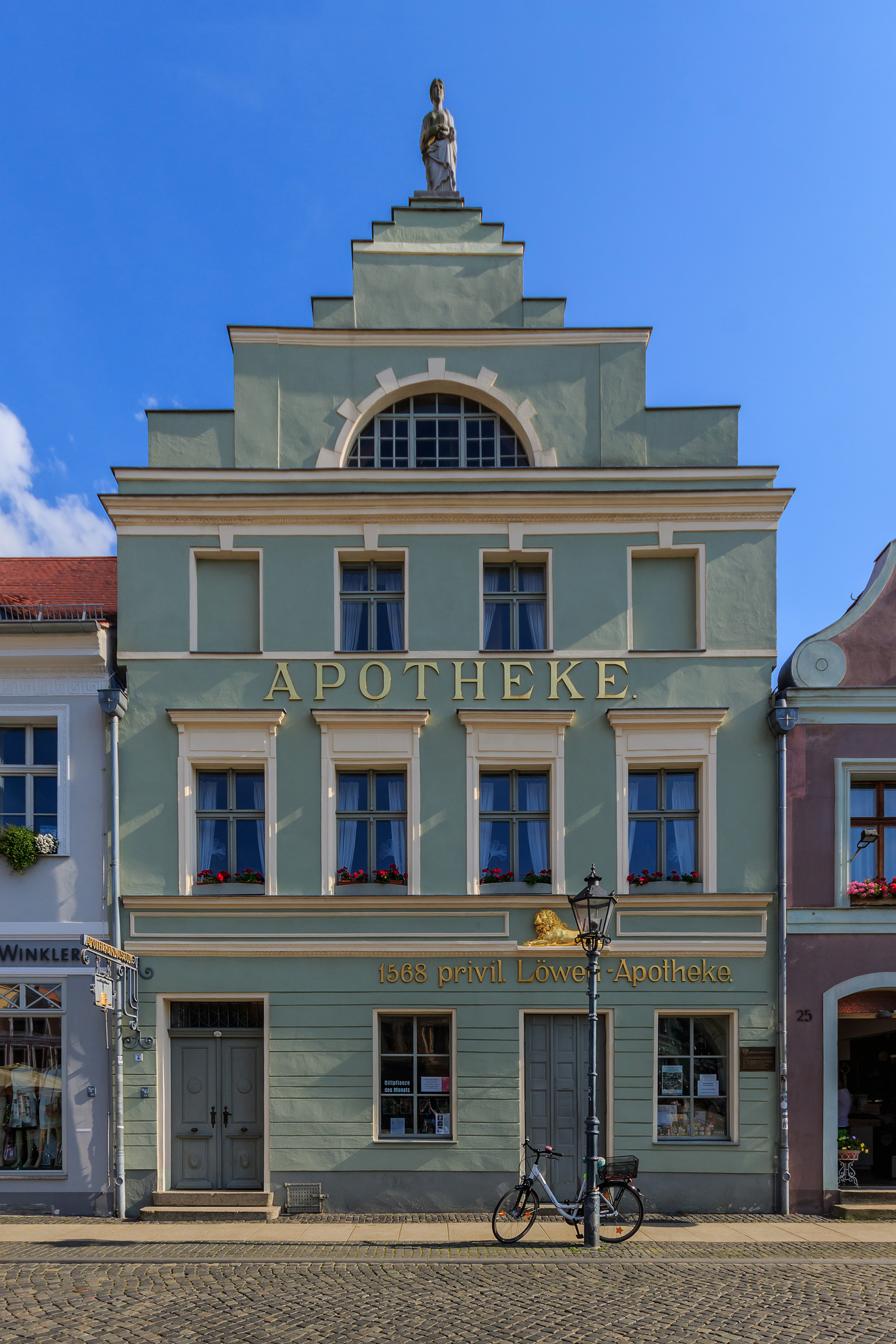
Brandenburgisches Apothekenmuseum

Das Brandenburgische Apothekenmuseum am Altmarkt ist das einzige Apothekenmuseum des Landes Brandenburg. Komplette Apothekeneinrichtungen aus der Zeit um 1830 und der ersten Hälfte des 20. Jahrhunderts werden dort gezeigt. Das Kunstmuseum Dieselkraftwerk beherbergt Werke aus den Gattungen Malerei, Skulptur, Grafik, Fotografie und Plakat und sie arbeitet vornehmlich mit dem Themenkomplex von Landschaft, Raum, Natur und Umwelt. Die Galerie Haus 23, die Galerie Fango und die Galerie auf Zeit bieten Bildhauern, Malern, Fotografen und Filmemachern aus Cottbus und der Region die Möglichkeit, ihre Werke auszustellen.
Das 1994 auf dem ehemaligen Flugplatz Cottbus-Nord eröffnete Flugplatzmuseum zeigt die Geschichte der Cottbuser Flugplätze und der Luftfahrt in der Lausitz. Weitere Museen sind das Wassermuseum im Wasserwerk Cottbus sowie die technischen Denkmale Spreewehrmühle und Parkschmiede Cottbus-Branitz. Die Stiftung Fürst-Pückler-Museum Park und Schloss Branitz bringt dem Besucher im Schloss sowie in der Multimedia-Ausstellung im Gutshof die Geschichte des Parks und dessen Schöpfer Fürst Hermann von Pückler-Muskau näher.

### Planetarium

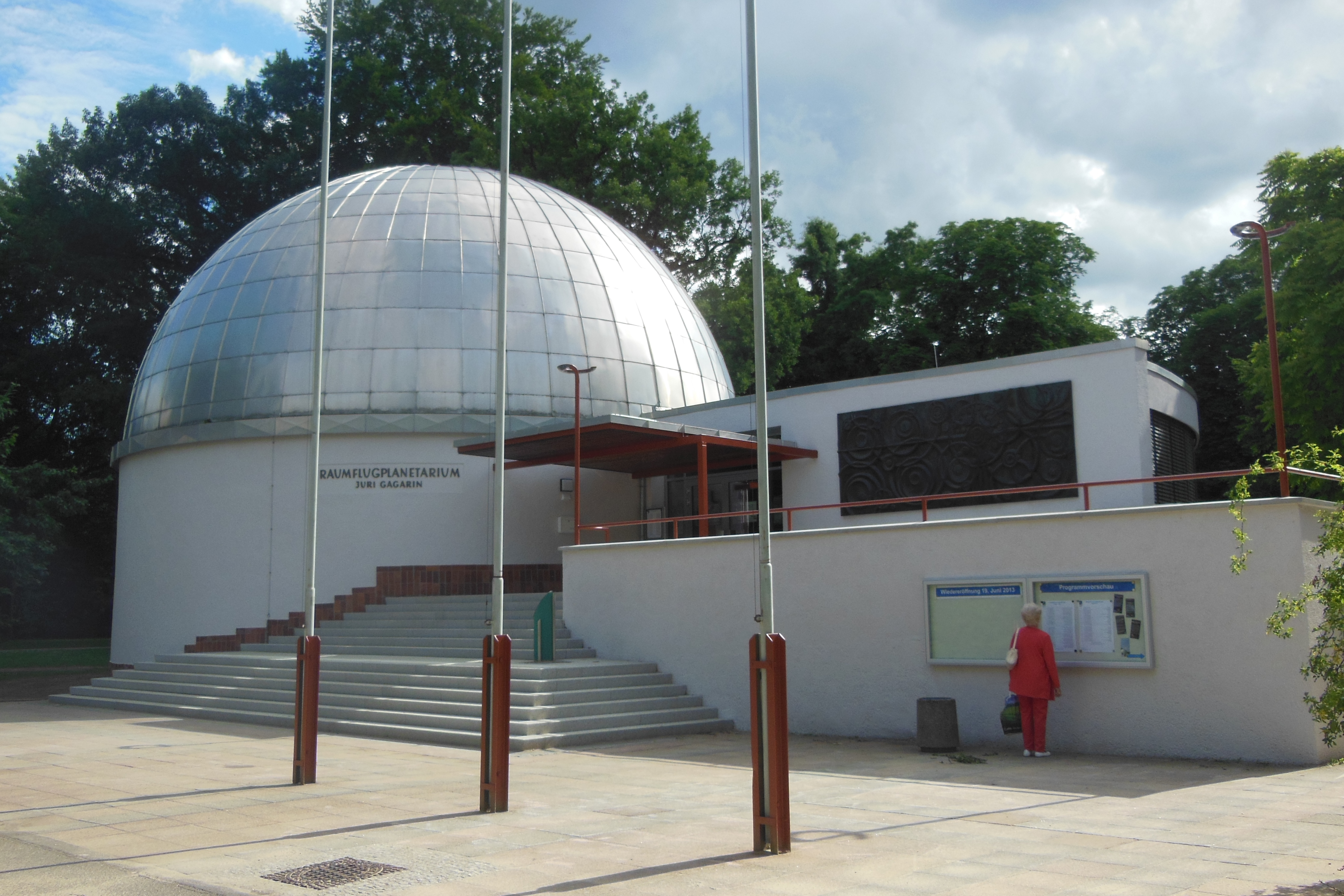
Raumflugplanetarium „Juri Gagarin“

Das Raumflugplanetarium „Juri Gagarin“ wurde am 26. April 1974 am heutigen Lindenplatz eröffnet und es befand sich bis Ende 2012 der originale Sternprojektor „Spacemaster – Raumflugplanetarium“ von Carl Zeiss aus Jena im Einsatz. Seine Kuppel mit einem Durchmesser von 12,5 m bietet 91 Besuchern Platz. Seit dem 19. Juni 2013 wird ein neues Hybrid-Projektionssystem vom Typ „Chronos II – InSpace“ verwendet.

### Bauwerke

#### Einzelbauwerke
Das Staatstheater am Schillerplatz wurde 1907/1908 von Bernhard Sehring im Jugendstil erbaut und am 1. Oktober 1908 eingeweiht. Es wurde im Zweiten Weltkrieg als Munitionslager genutzt. 1966 wurde das Theater als Denkmal unter Schutz gestellt und zwischen 1981 und 1986 umfassend saniert.

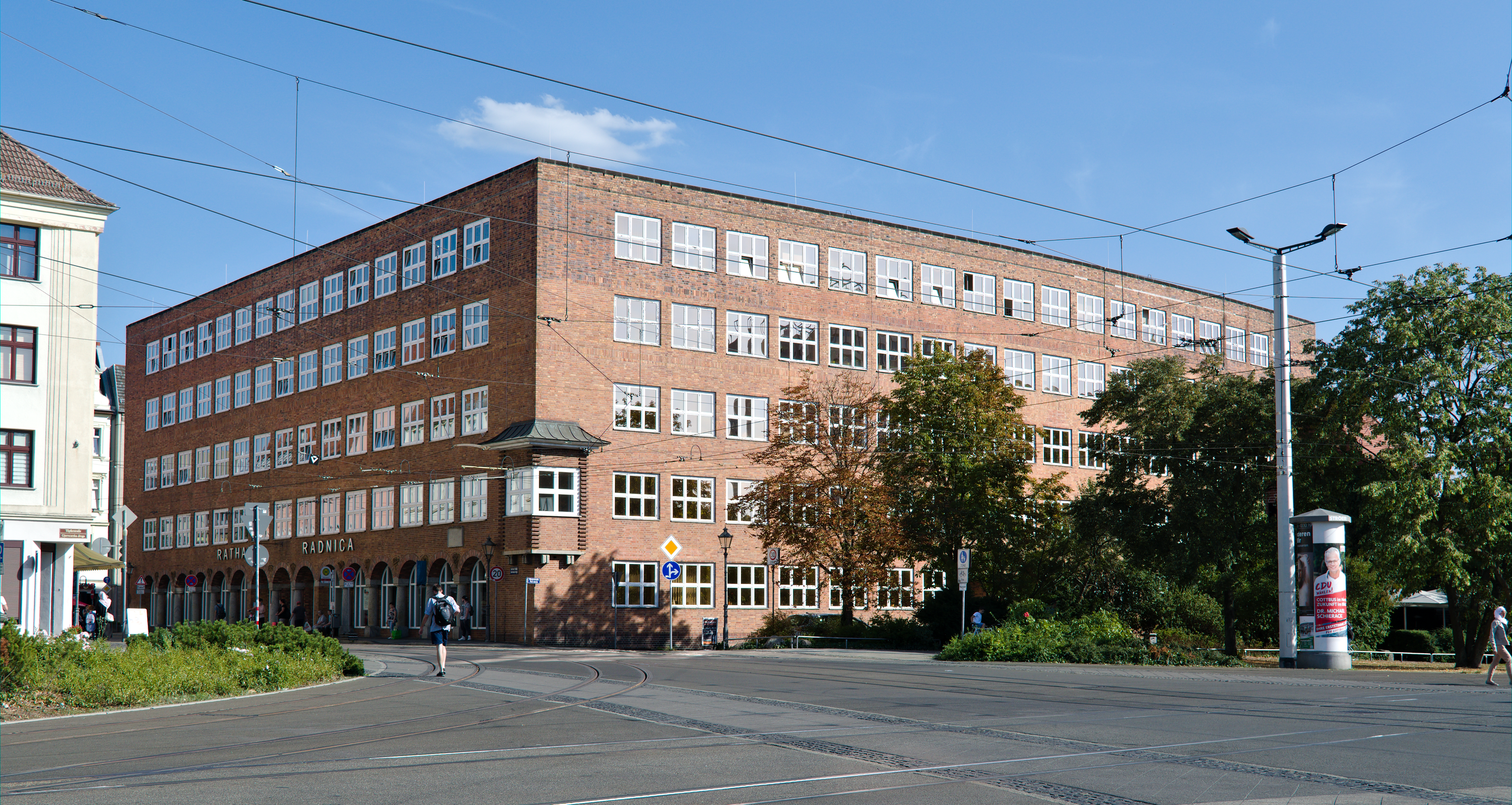
Neues Rathaus am Neumarkt

Zwischen 1934 und 1936 wurde auf dem Neumarkt das Neue Rathaus erbaut. An seiner Stelle befand sich zuvor unter anderem das Geburtshaus Carl Blechens, an das eine Tafel erinnert. Die Säulenkolonnaden an der Berliner Straße zeigen Reliefs Symbole alter Cottbuser Handwerkskunst. Im Zweiten Weltkrieg brannte das Gebäude nach einem Bombentreffer aus. In den Jahren 1966 und 1967 wurde das Rathaus aus Platzgründen um zwei Etagen aufgestockt. Schräg gegenüber dem Rathaus wurde am 3. Oktober 1975 die Cottbuser Stadthalle gebaut.

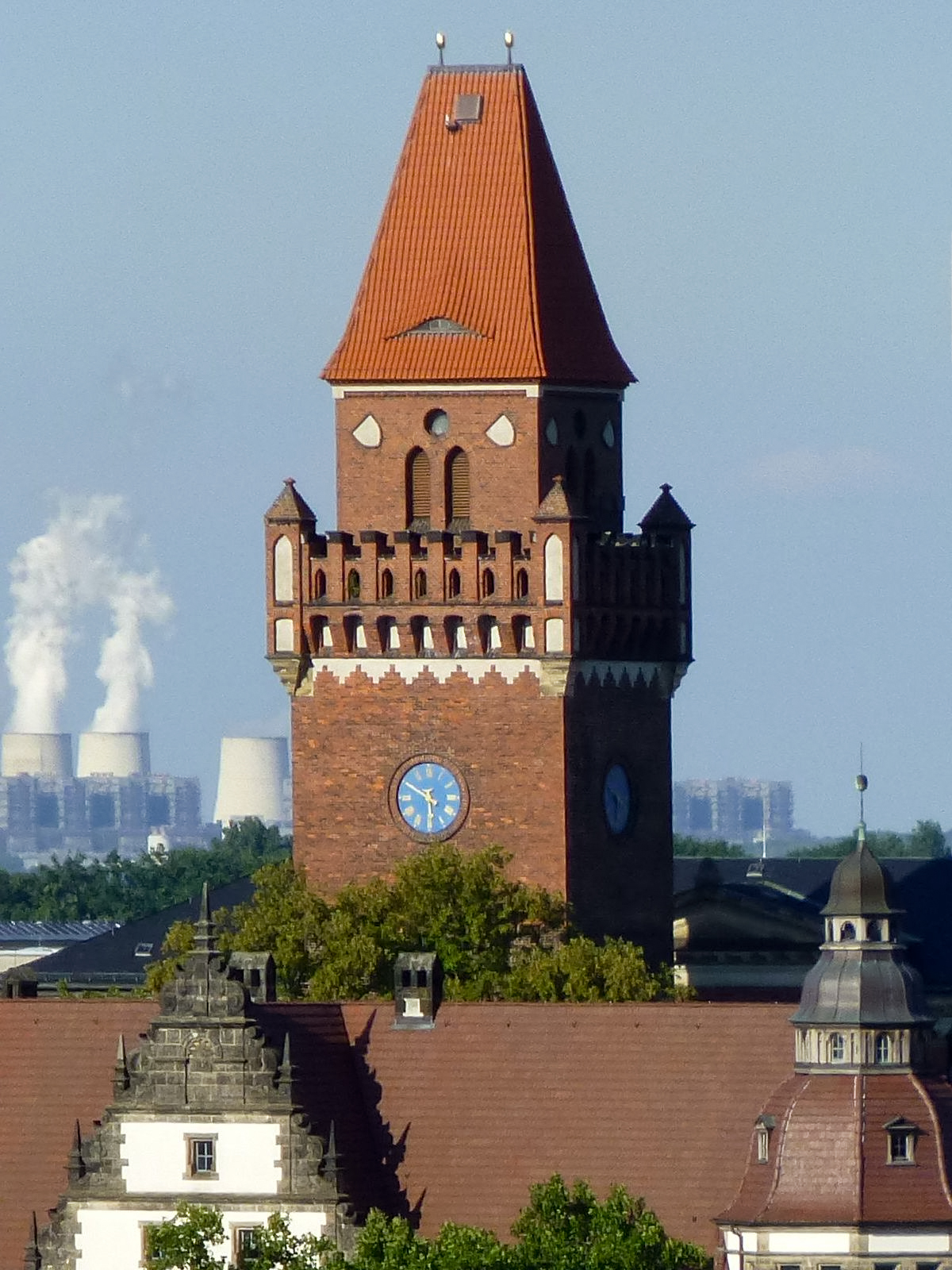
Schlossturm
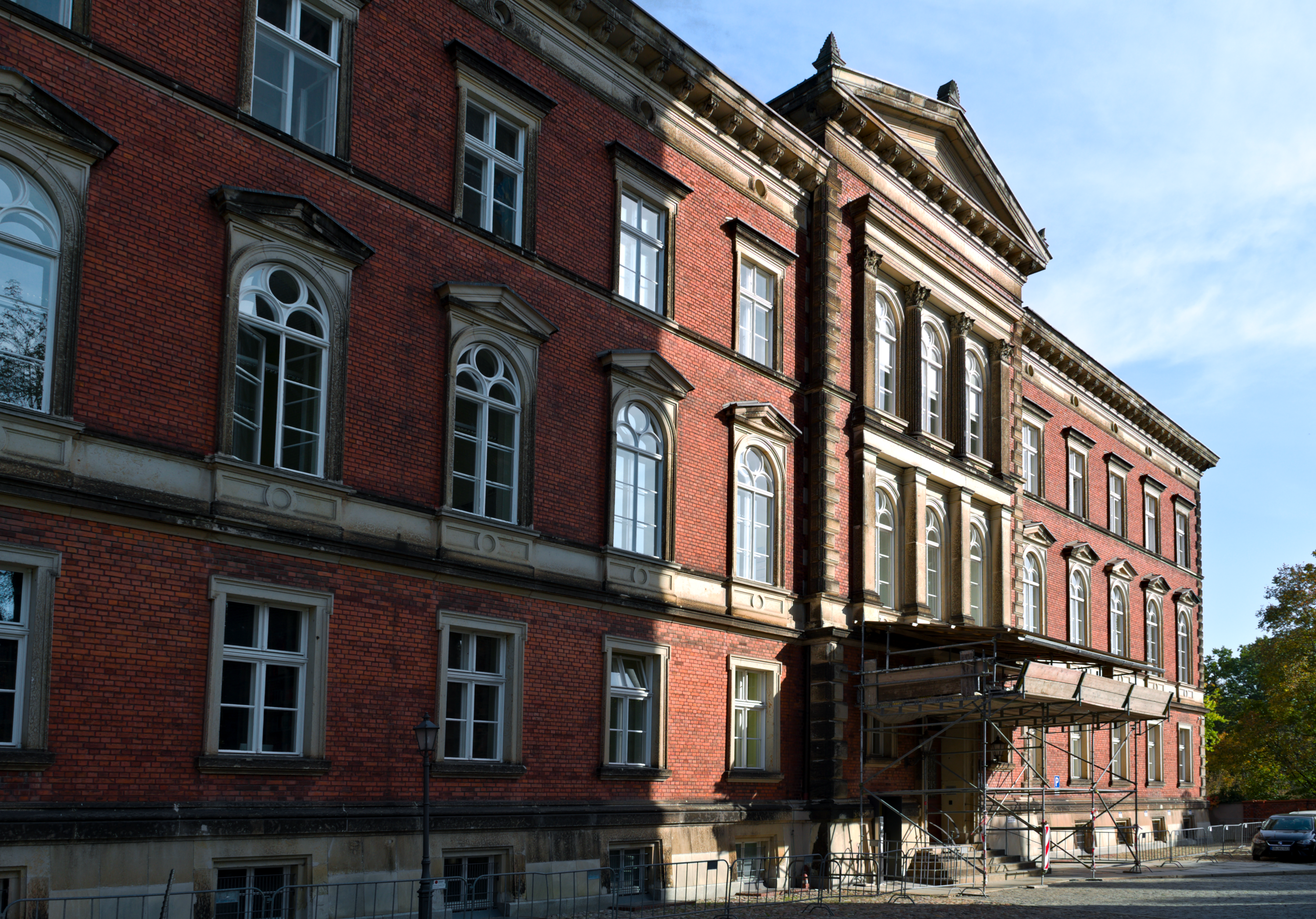
Landgericht
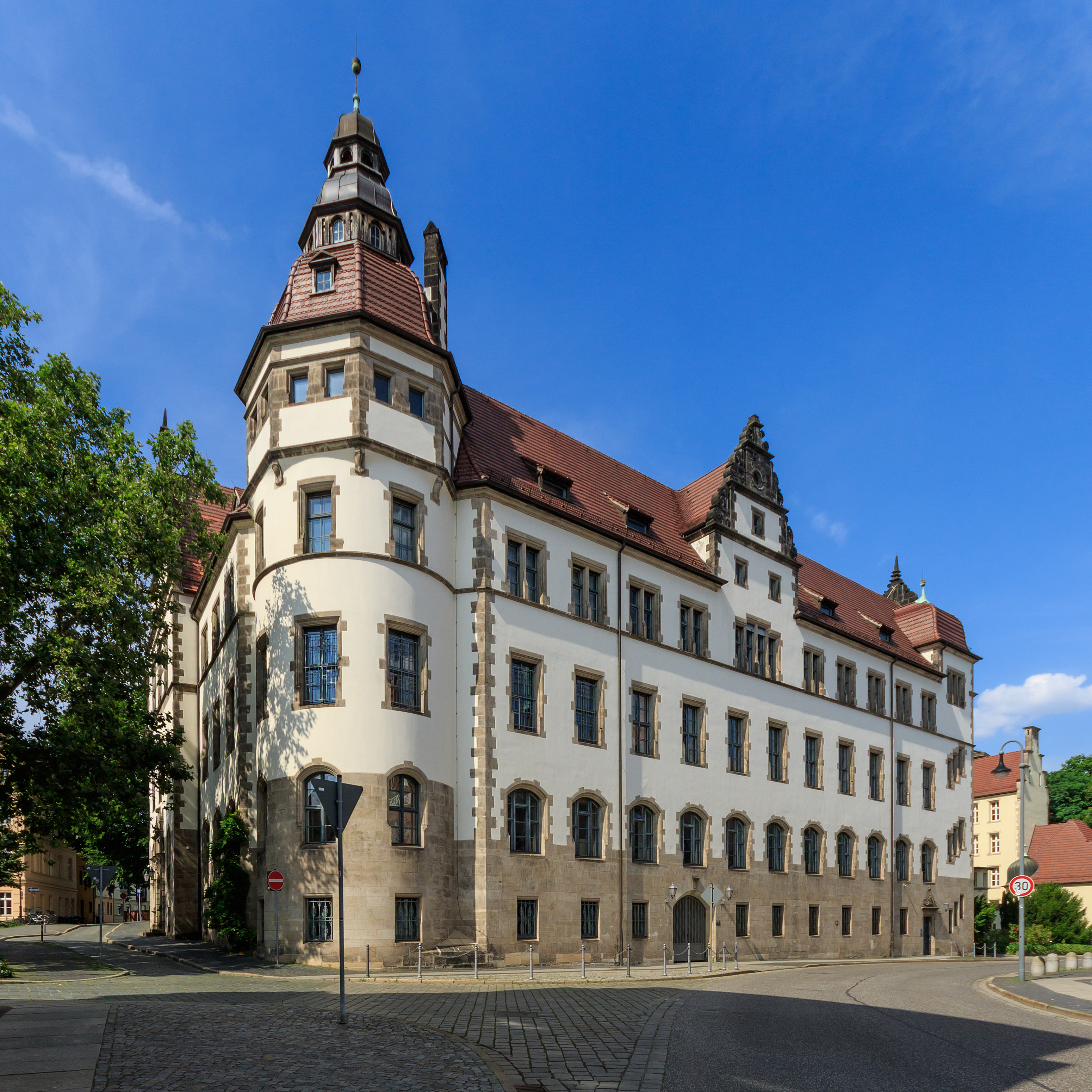
Amtsgericht
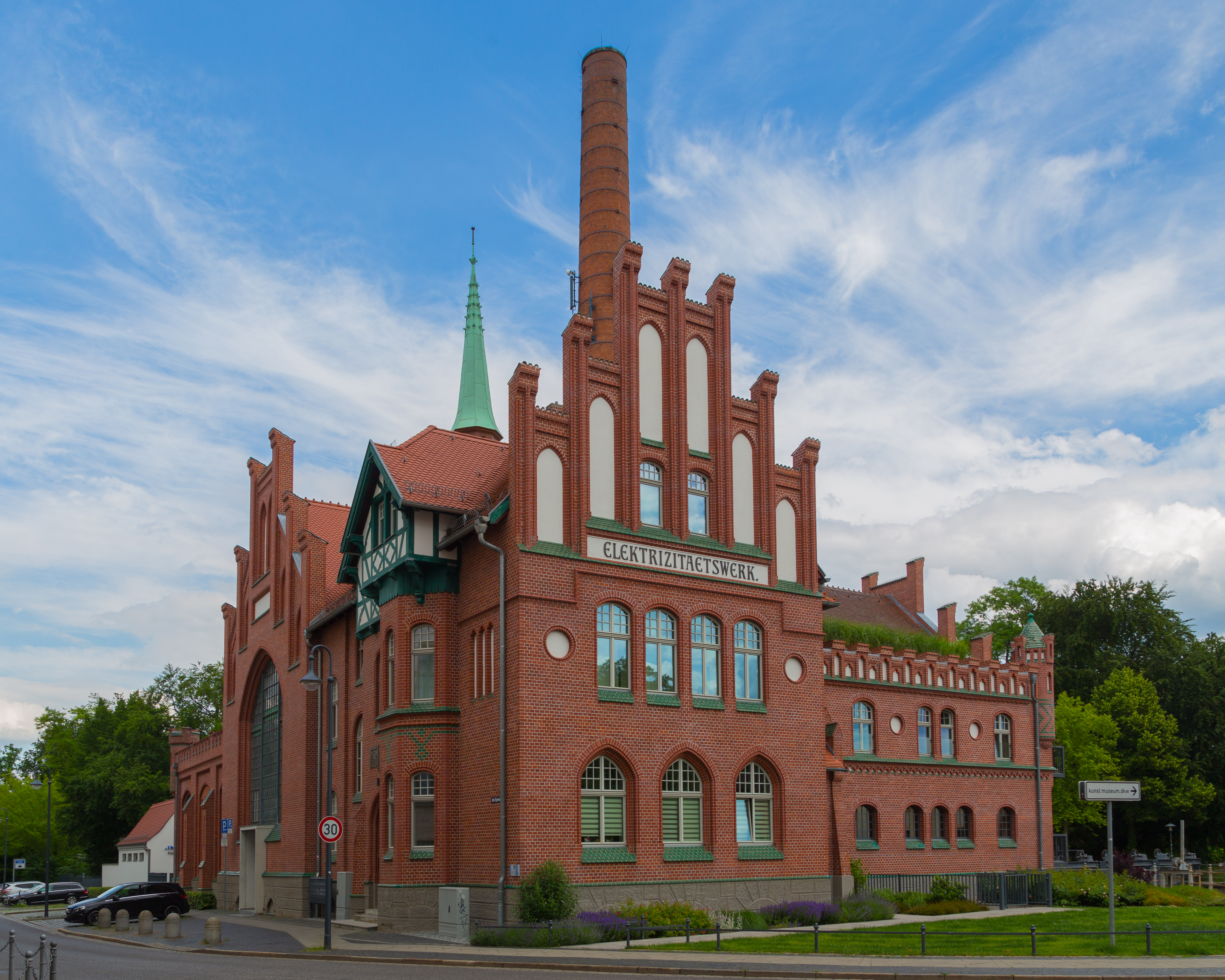
Altes Elektrizitätswerk

Im 10. Jahrhundert erbauten die Wenden auf der Talsandinsel am Westufer der Spree einen slawischen Burgwall, die größte slawische Burg der Niederlausitz und heutiger Schlossberg. Der Schlossturm ist das älteste erhaltene Bauwerk in Cottbus. Anstelle des abgebrannten Schlosses wurde zwischen 1874 und 1878 das Landgericht gebaut, im Zuge dessen erhielt der Turm eine Zinnenkrone und eine neugotische Haube. Das Gebäude für das Amtsgericht Cottbus wurde zwischen 1905 und 1907 gebaut. Auf der gegenüberliegenden Straßenseite, am Mühlengraben der Spree, entstand zwischen 1901 und 1903 das Elektrizitätswerk wurde von 1901 bis 1903 in neugotischer, das mit zwei Wasserturbinen, Dampfmaschinen und Kesselanlagen zur Versorgung der städtischen Straßenbahn diente. Die südlich gelegene Wilhelmsmühle war eine Walkmühle, deren Betrieb 1941 eingestellt wurde.

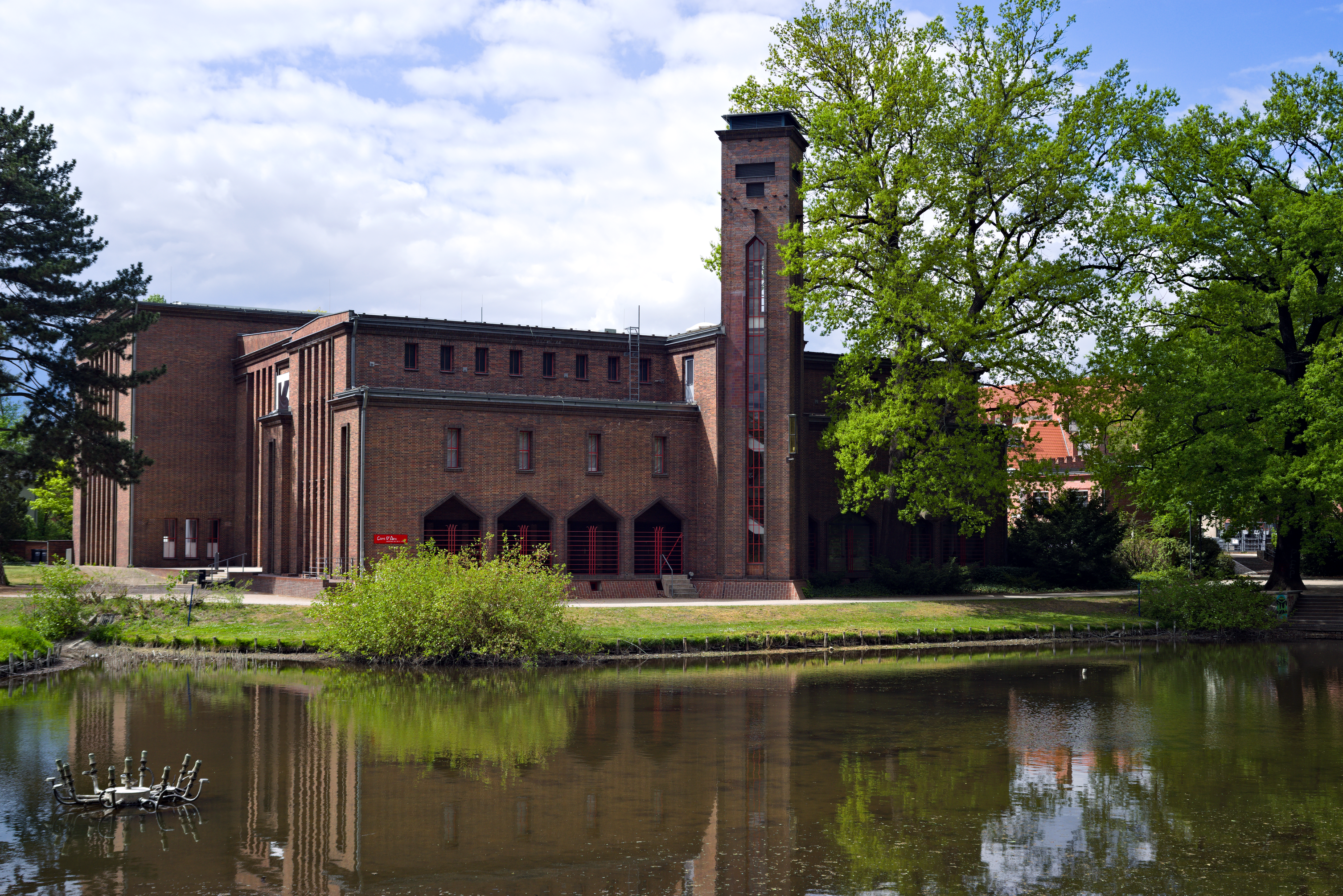
Dieselkraftwerk Cottbus

Das Dieselkraftwerk Cottbus wurde von dem Architekten Werner Issel konzipiert und nahm am 1. April 1928 den Betrieb auf. Es umfasste ein Maschinen-, ein Umformer- und ein Schalthaus für einen 1500-PS-Dieselgenerator, der bei Bedarfsspitzen im Cottbuser Stromnetz zugeschaltet wurde. Der in der Fassade verbaute Klinker stammt aus den Werken der Ilse Bergbau AG in Großräschen. Ins Auge sticht der expressionistische Dreiklang aus Feuerrot (Fensterrahmen), Taubenblau (Stahltüren) und Türkis (Fliesenspiegel in Ullersdorfer Spaltvierteln). Der gezielte Einsatz von Farben als gliedernde Architekturelemente ist typisch für die Bauzeit der 1920er-Jahre. Der Kraftwerksbetrieb endete 1959. Im Jahr 2008 wurde das Haus nach langem Leerstand und aufwendigem Umbau durch die Stadt Cottbus auf Initiative des Fördervereins als Brandenburgisches Landesmuseum für moderne Kunst wiedereröffnet. Die Haus-in-Haus-Konstruktion für die Ausstellungsräume im ehemaligen Maschinenhaus erlaubten den Erhalt der Innenfassade mit den Originalklinkern. Im Schalthaus sind ein Café und die Büros der Verwaltung zu finden. Auch hier erinnern Ausstattungsdetails an die ehemalige Nutzung.

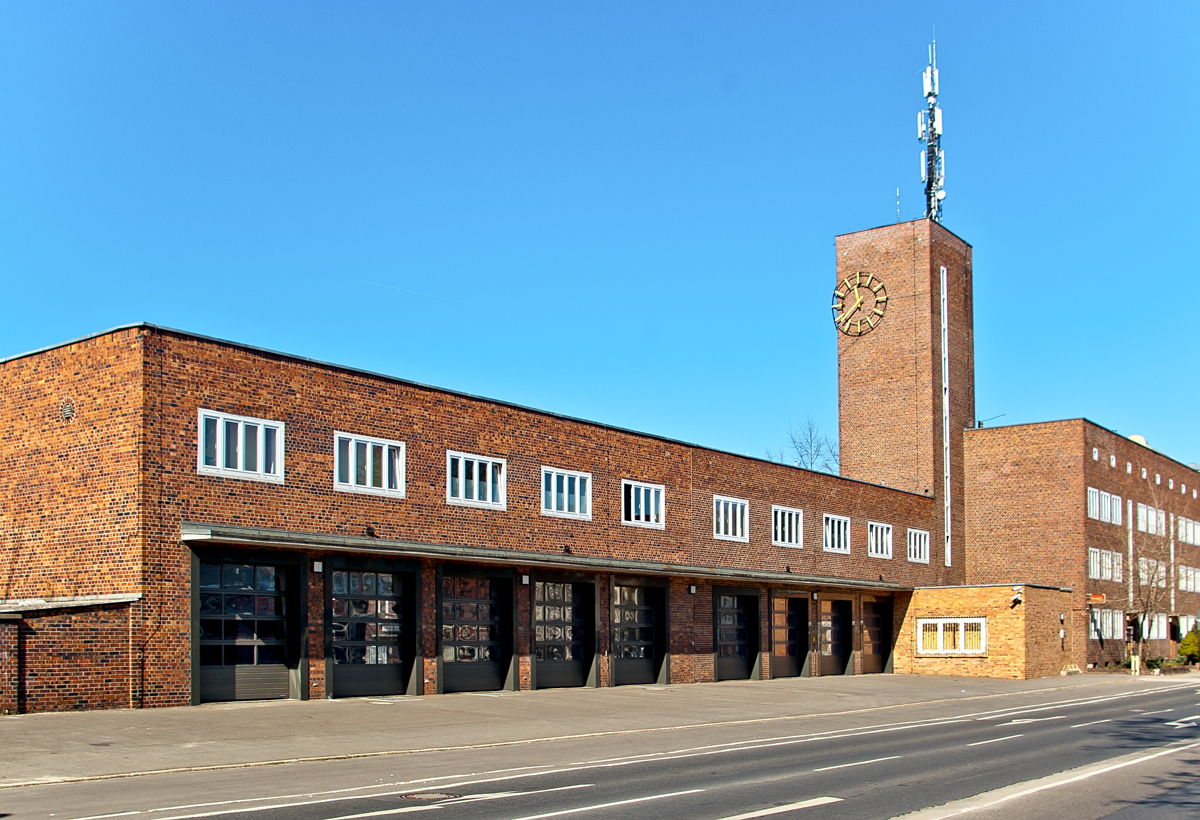
Feuerwache Sandow

In der Weimarer Republik wurde der Wohnungsnot mit staatlichen Programmen begegnet. Neben preisgünstigem Wohnraum wurde eine leistungsfähigere Feuerwehr benötigt. Der Bau der neuen Feuerwache trug diesen Anforderungen im einfachen sachlichen Baustil der Moderne Rechnung. Seine Einweihung wurde 1930 zum 31. Brandenburger Verbandstag gefeiert. Der Gebäudekomplex wird durch den markanten Turm mit zwei Uhren, der den Gegenpunkt zum Turm der Oberkirche am anderen Ende der Straße bildet, bestimmt. In seiner Struktur folgt die Hauptfeuerwache den Idealen des Neuen Bauens: kubische Formen bestimmen die Höhen- und Tiefenstaffelung und die Fenster und Türen sind bandartig gereiht. Zum Komplex gehört das rechts anschließende Wohnhaus mit Wohnungen für die Feuerwehrleute. Als die Anforderungen an die Feuerwehr nach dem Zweiten Weltkrieg weiter stiegen, wurden 1967/68 Fahrzeugunterstellplätze und Unterkunftsräume im linken Hauptgebäude angebaut. Nach 1990 wurde eine Wohnung im benachbarten Wohnhaus genutzt, um darin eine Leitstelle unterzubringen. Seit 1999 die neue Leitstelle der Feuerwehr in der Dresdener Straße eingeweiht wurde, ist die historische Feuerwache Sitz der Berufsfeuerwehr, des Rettungsdienstes und seit 2000 der Freiwilligen Feuerwehr Sandow.

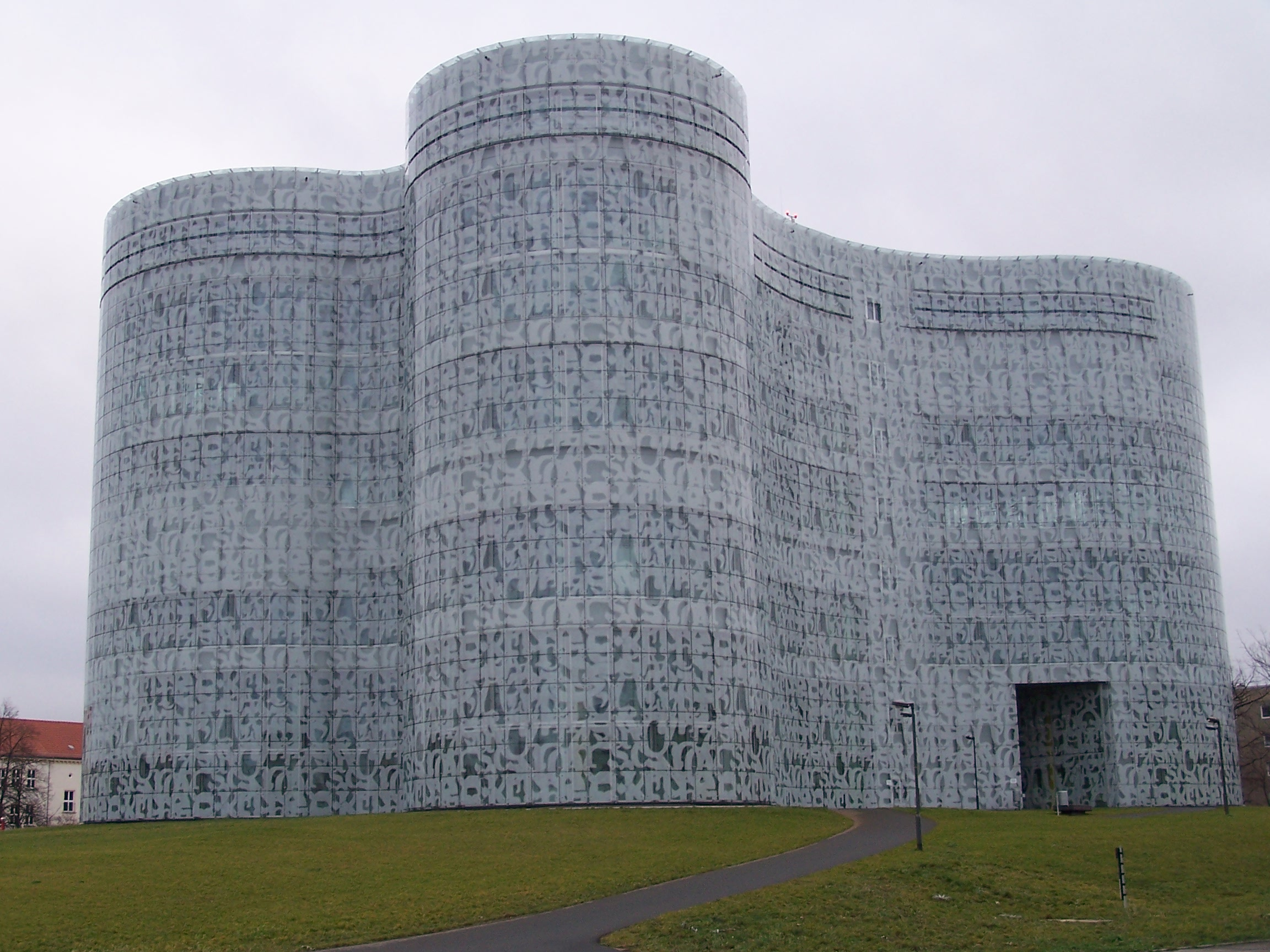
Universitätsbibliothek

Seit Februar 2005 gehören das architektonisch außergewöhnliche Informations-, Kommunikations- und Medienzentrum und die Panta-Rhei-Halle des Campus der Brandenburgischen Technischen Universität zu den überregional beachteten Sehenswürdigkeiten von Cottbus. Das von Herzog & de Meuron entworfene Gebäude wurde unter anderem 2007 mit dem Deutschen Architekturpreis ausgezeichnet.

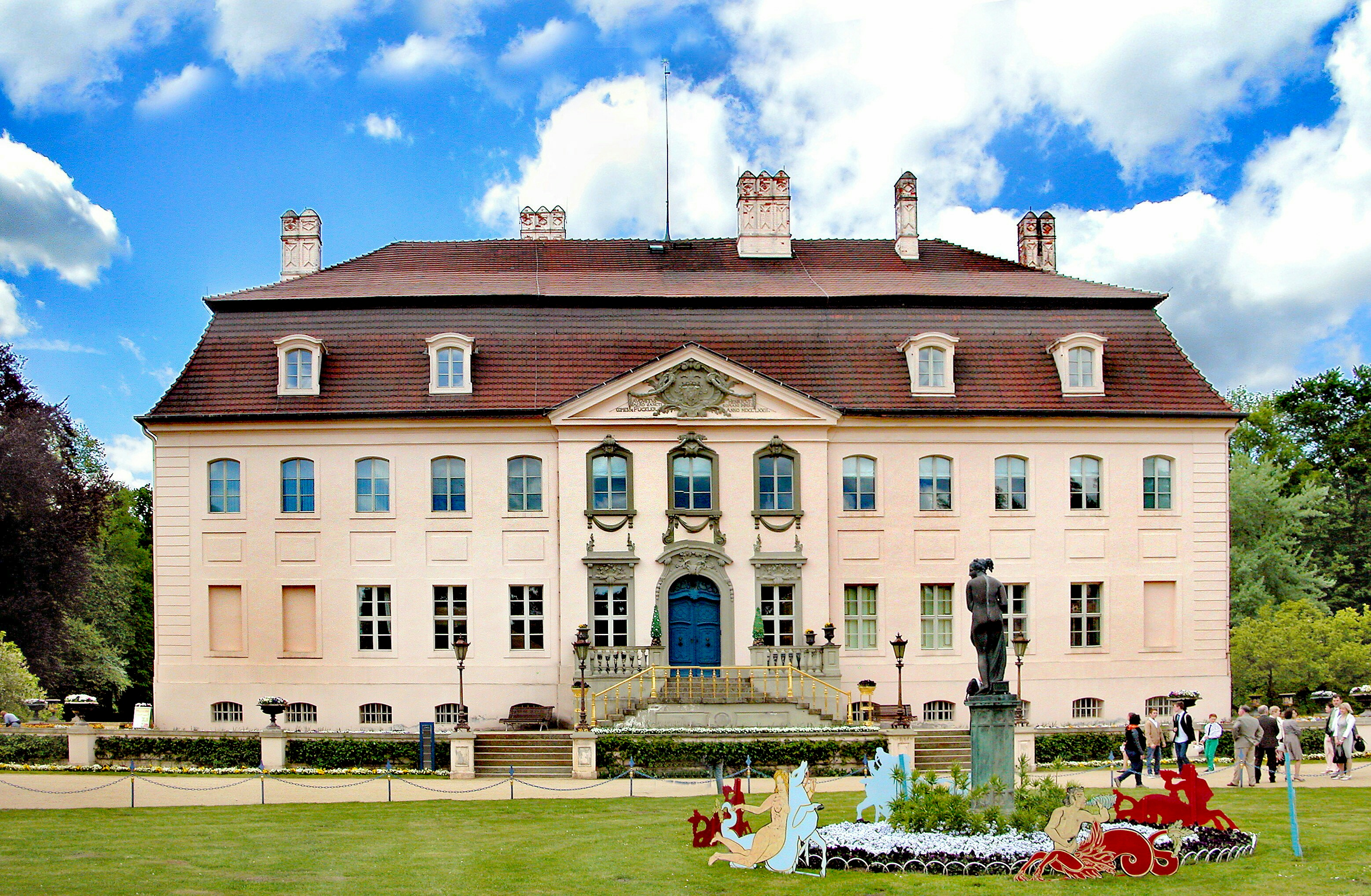
Schloss Branitz

Das Schloss Branitz im Branitzer Park wurde zwischen 1770 und 1772 im Spätbarock errichtet. Nachdem Fürst Hermann von Pückler-Muskau im Jahr 1845 den Hauptsitz der Familie nach Branitz verlagert hatte, wurde das Schloss von den Bauleitern der Berliner Bauakademie um- und ausgebaut. Des Weiteren ließ Pückler einen Landschaftspark anlegen. 1934 wurde der Schlosspark aus der Gemeinde Branitz in die Stadt Cottbus umgegliedert. Zu den Gebäuden im Park gehören neben dem Schloss auch der Marstall und das Kavaliershaus, die Parkschmiede und das ehemalige Inspektorenwohnhaus mit dem heutigen Besucherzentrum.

##### Stadtbefestigung

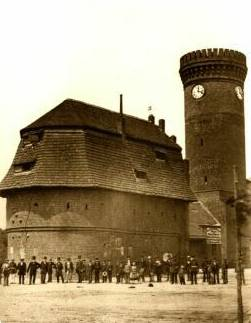
Spremberger Turm mit Bastei (ca. 1875)
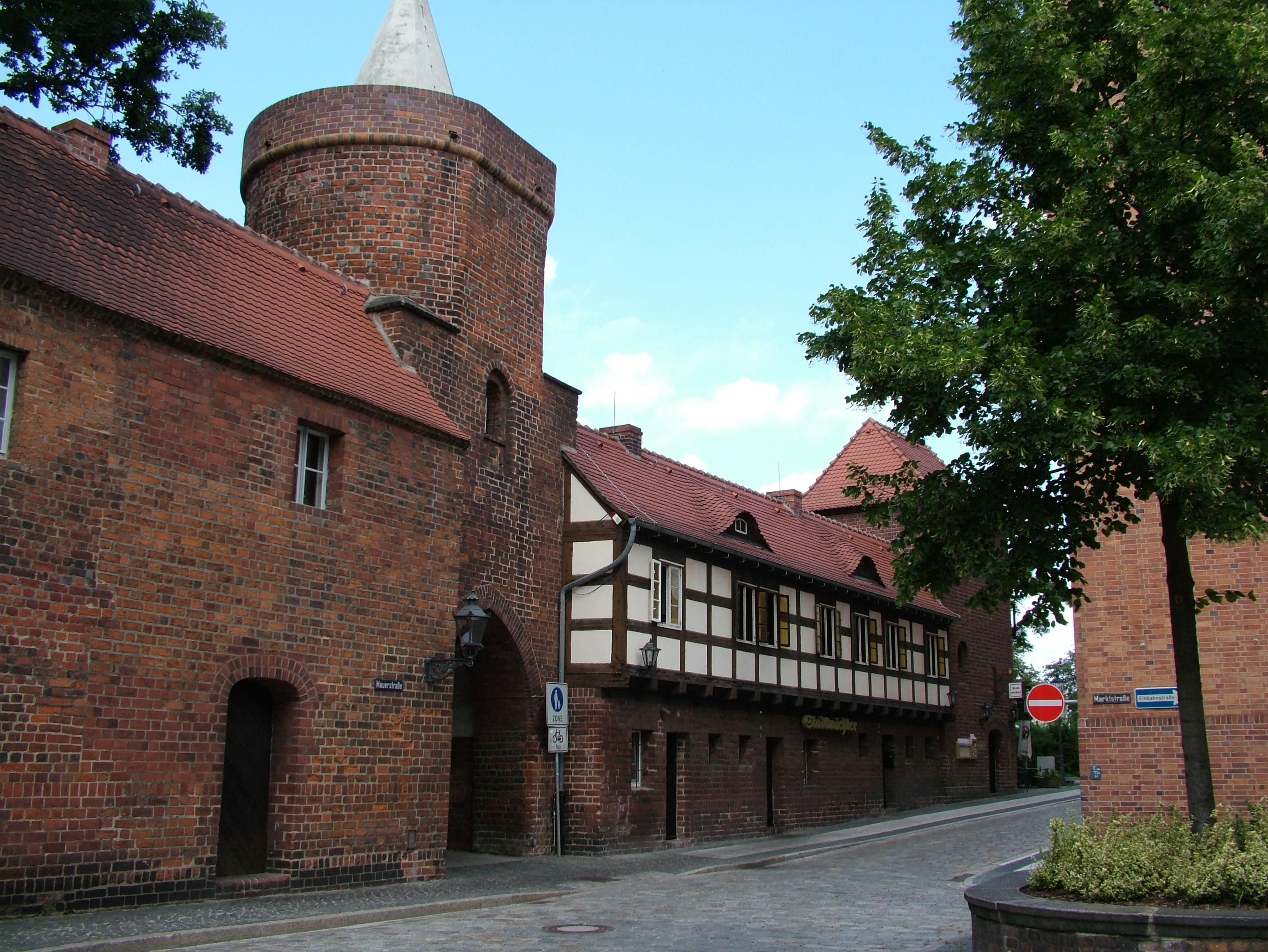
Lindenpforte
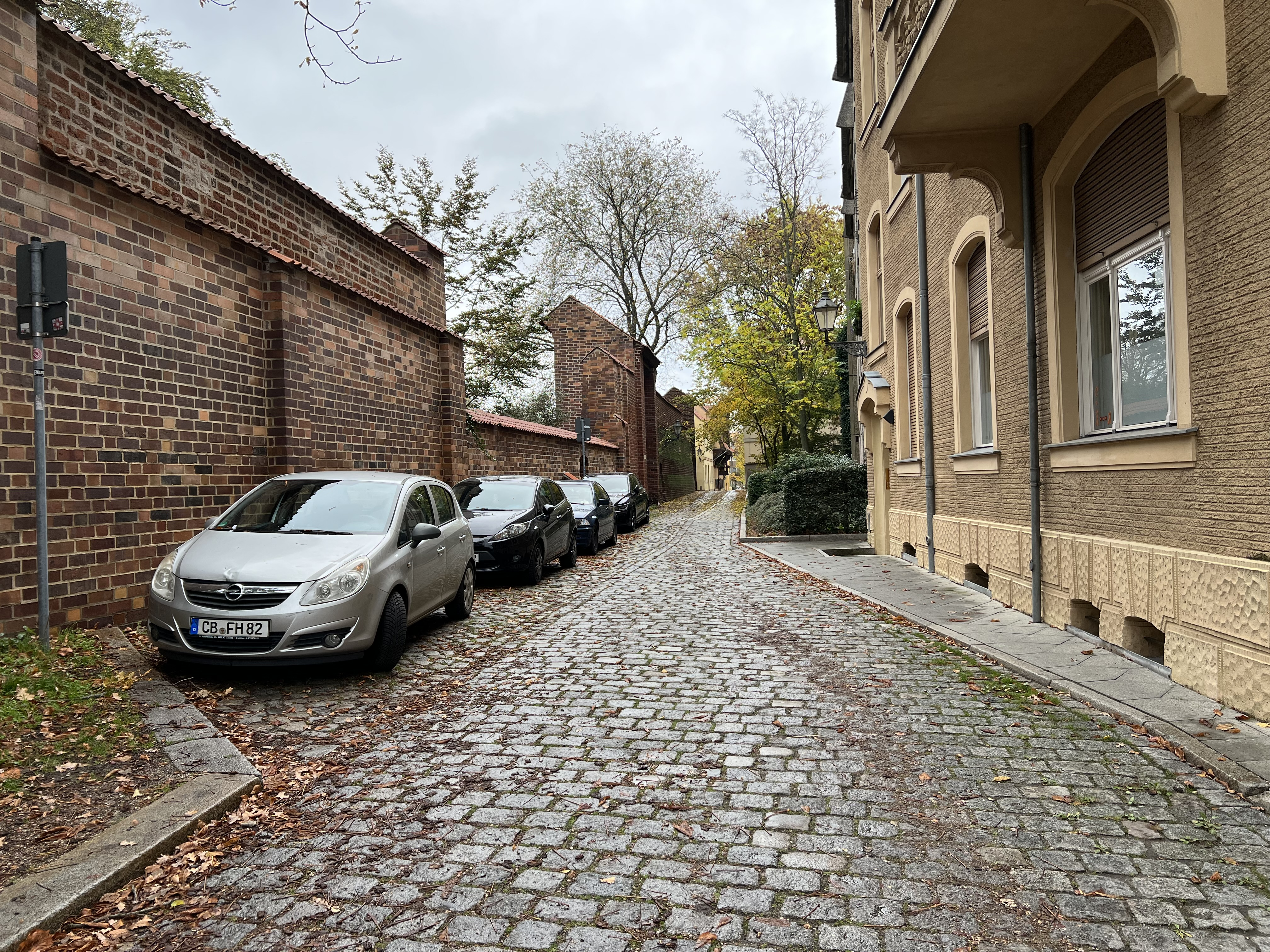
Stadtmauer in der Töpferstraße
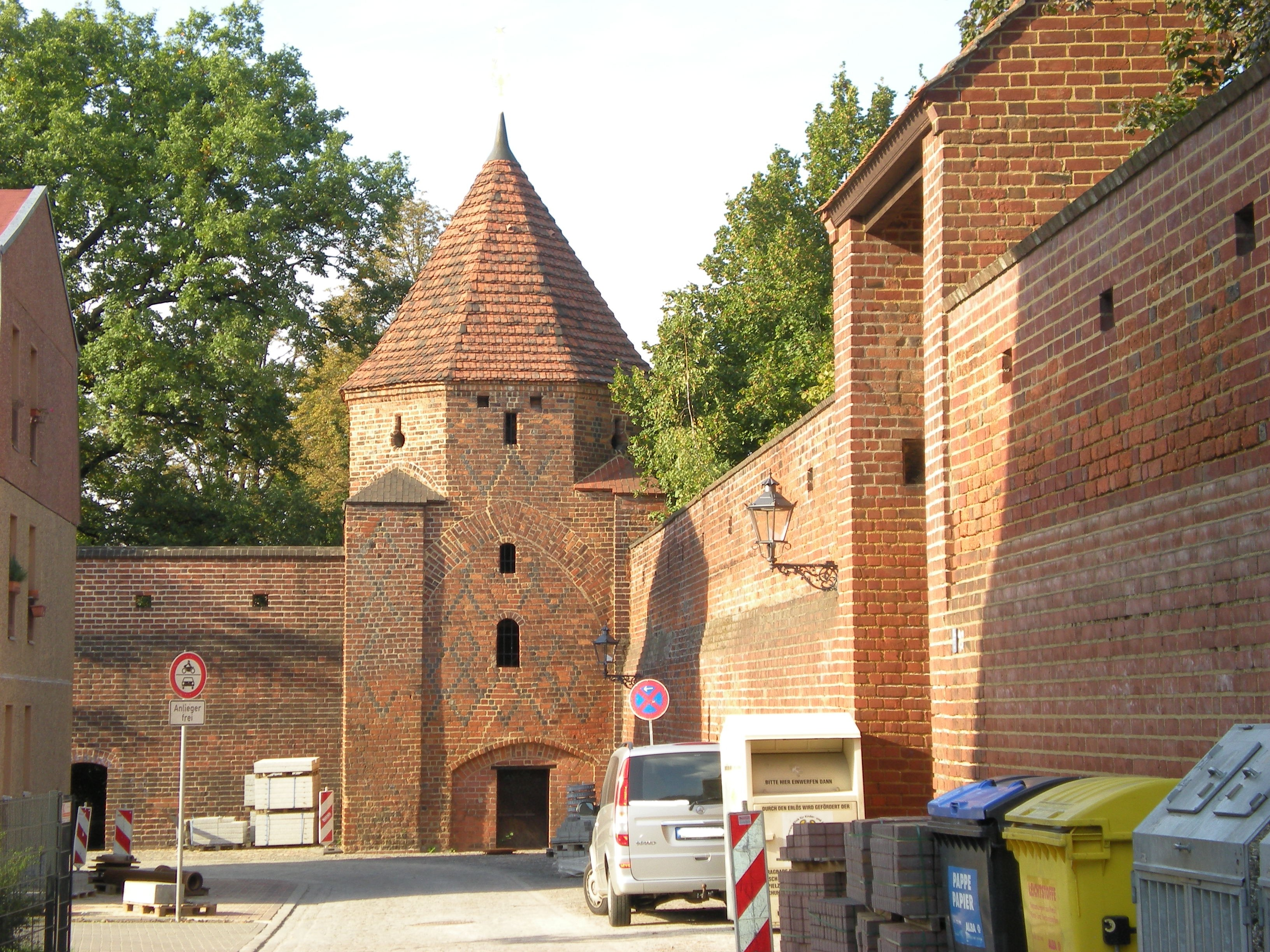
Münzturm

Die Altstadt ist von einer rund 1200 Meter langen Wehranlage umgeben. Der 31 Meter hohe Spremberger Turm wurde im 13. Jahrhundert als Teil der Anlage erbaut und bildete mit Bastei und Torhaus das südliche Stadttor. Die Zinnenkrone erhielt er in den Jahren 1823 bis 1825. Die Bastei wurde 1878 abgerissen.
Der Münzturm ist der älteste Turm der Stadt. Die „Herren von Cottbus“ ließen hier wahrscheinlich schon 1483 den Cottbuser Heller mit dem Cottbuser Wappentier, dem Krebs, prägen. Türme, Tore und Wiekhäuser entlang der mittelalterlichen Stadtmauer lassen den Grundriss der Altstadt erkennen. Die Lindenpforte entstand, um schneller von der Altstadt den Markt in der Neustadt erreichen zu können. Dazu wurde im Jahre 1879 der Mauerturm in der Mauerstraße durchbrochen.

##### Bauensembles

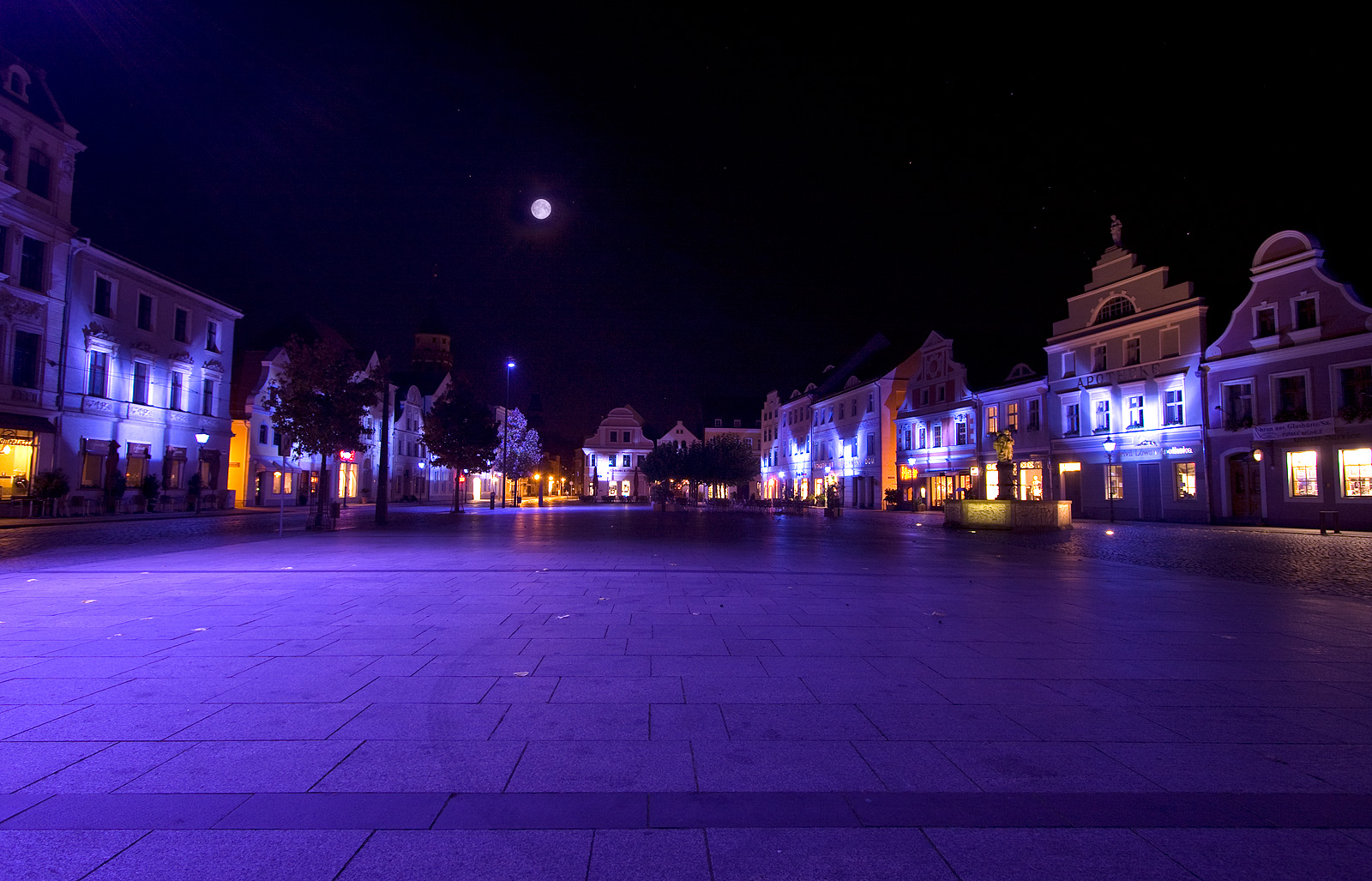
Der Cottbuser Altmarkt während des Festival des osteuropäischen Films

Der Altmarkt wurde vermutlich bereits im 13. Jahrhundert angelegt und war einst wichtiger Handelsplatz. Die Ursprungsbebauung mit Fachwerkhäusern wurde beim Stadtbrand 1671 zerstört, gegen Ende des 18. und Anfang des 19. Jahrhunderts entstanden um den Markt Bürgerhäuser im Barockstil. Das Alte Rathaus auf dem Markt wurde im Zweiten Weltkrieg zerstört und 1948 ersatzlos abgerissen. Südwestlich des Altmarktes schließt sich die als Fußgängerzone neu gestaltete 300 Meter lange Spremberger Straße an, die von Wohn- und Geschäftshäusern aus dem 19. Jahrhundert sowie aus den 1950er-Jahren geprägt ist. Am Schlosskirchplatz in der Mitte der Spremberger Straße vereinen sich vier Bauepochen. Das Haus am östlichen Platzende war Sitz des Bürgermeisters, des Pastors und des französischen Richters. Im Süden steht ein Werk des Architekten Erich Mendelsohn im Stil der Neuen Sachlichkeit.

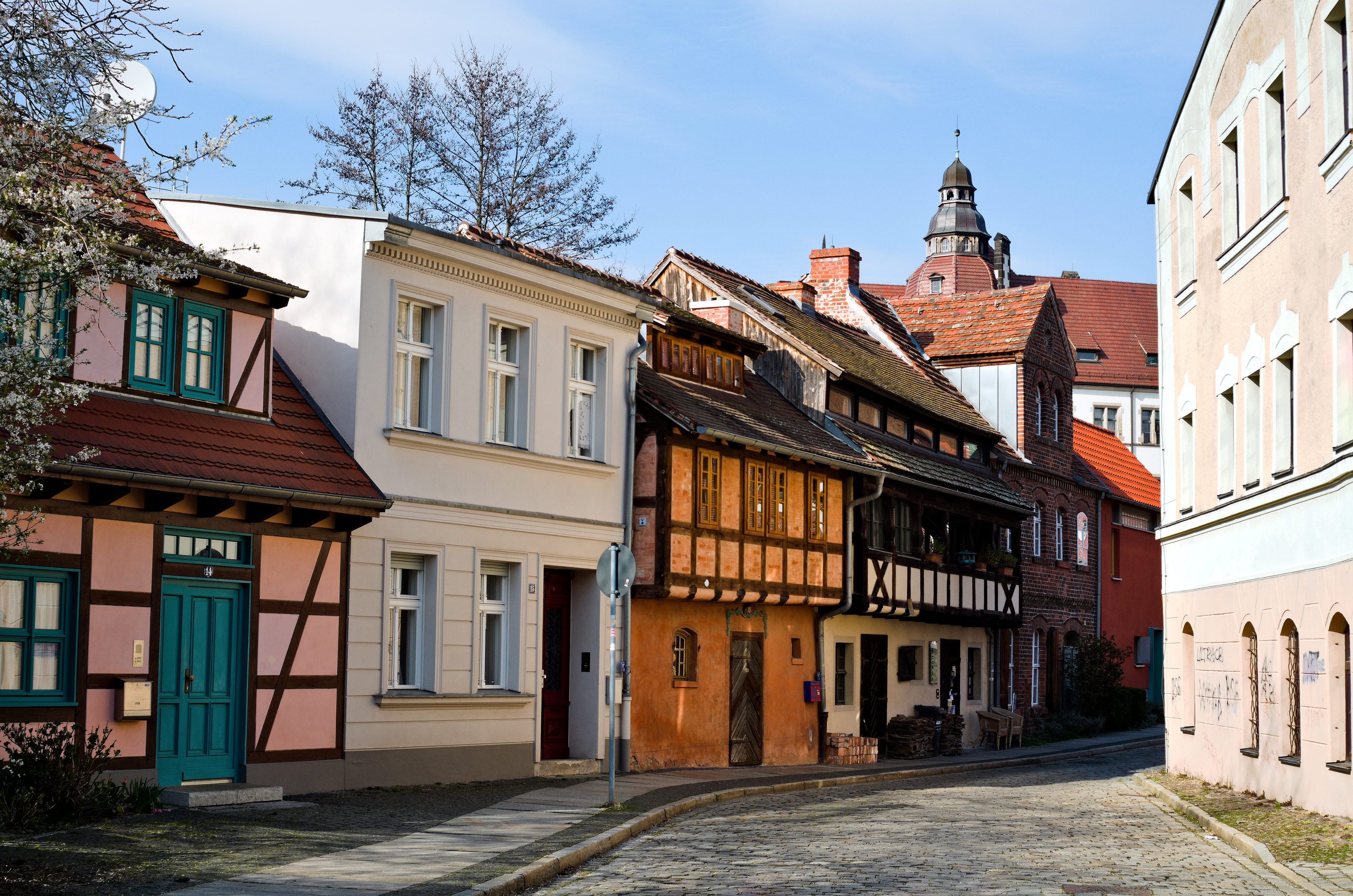
Gerberhäuser am Mühlengraben

Am Mühlengraben befinden sich die ältesten erhaltenen Cottbuser Gebäude, die Loh- und Weißgerberhäuser. Diese belegen die drei Entwicklungsphasen des Gerberhandwerks. Das kleine Haus von 1727 war Werk- und Wohnhaus zugleich. Das Mittlere, das um 1760 erbaut wurde, war bereits ein reines Wiekhaus. Um 1860 entstand der Ziegelbau. Das Wendische Viertel wurde 1984 bis 1989 auf historischem Stadtgrund zwischen Berliner Platz und Oberkirchplatz vorwiegend in Plattenbauweise mit altstadttypischer Fassadenstruktur erbaut. Bildkünstlerische Werke stammen von sorbischen und deutschen Künstlern.

#### Sakralbauten

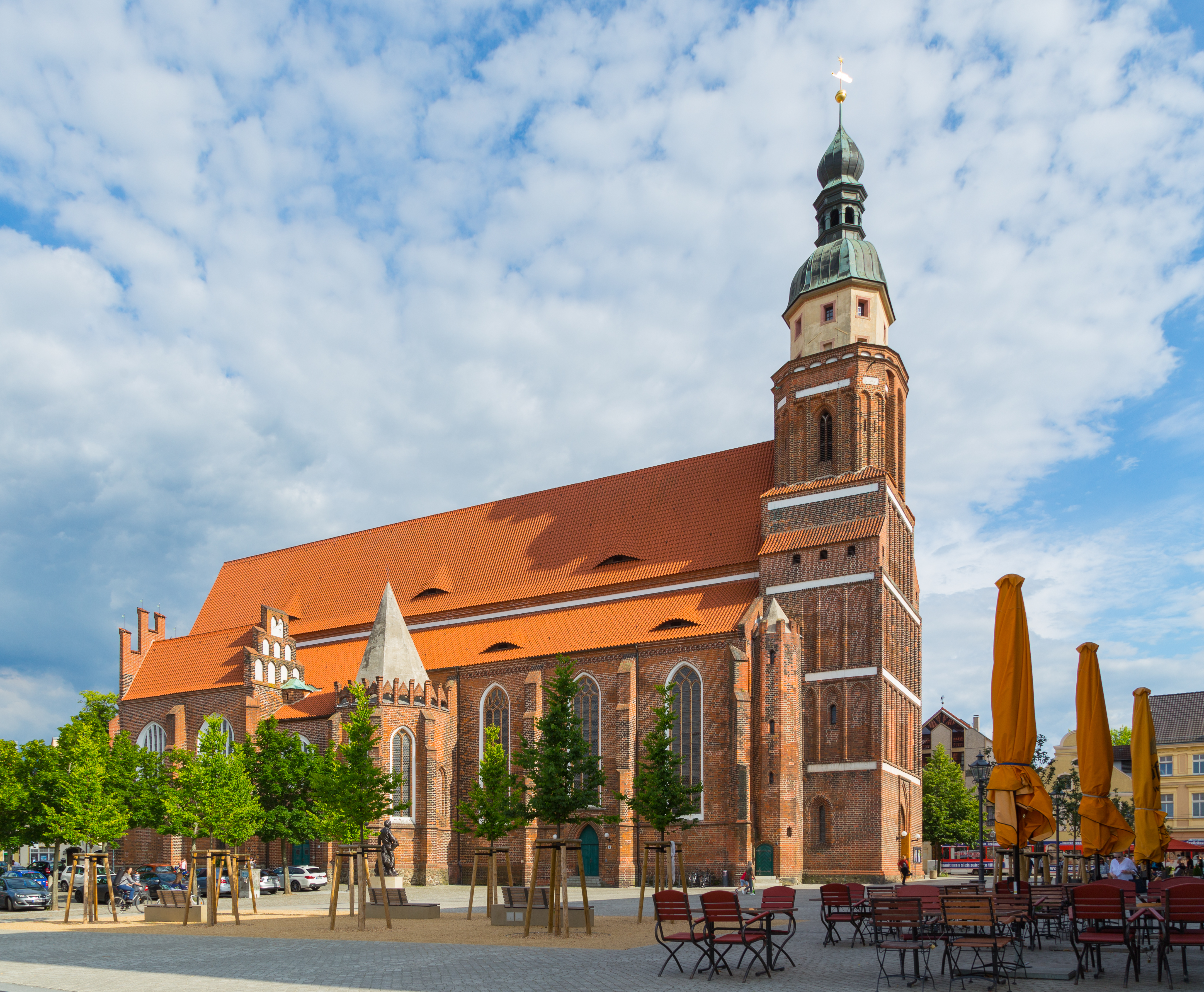
Oberkirche St. Nikolai

Die Hauptkirche in Cottbus ist die evangelische Oberkirche St. Nikolai, ein spätgotischer dreischiffiger Backsteinbau des 14. Jahrhunderts. Sie ist die größte Kirche der Niederlausitz und war ehemals das Gotteshaus für die Deutschen und für das gehobene städtische Bürgertum. Im Inneren sind Sterngewölbe sowie der 1664 erbaute Hochaltar mit prächtiger Alabasterschnitzerei sehenswert. Im Kirchenschiff und in den Kapellenanbauten befinden sich mehrere bedeutsame Grabdenkmäler des 16. und 17. Jahrhunderts. Von dem 55 Meter hohen Kirchturm besteht ein guter Ausblick über Cottbus.
Die evangelische Klosterkirche wird auch „Wendische Kirche“ genannt, da sie ehemals für die wendische Landbevölkerung und das dienende Volk zuständig war. Sie ist der Rest des ehemaligen Franziskanerklosters aus dem 13. und 14. Jahrhundert. Das älteste Cottbuser Gotteshaus birgt mit der Grabplatte des Stadtgründers, die das heute noch gültige Wappentier zeigt, ein wichtiges Zeugnis der Stadtgeschichte.
Die ehemals evangelische Schlosskirche wurde 1419 als Katharinenkirche erbaut und später mehrmals durch Brände zerstört. Auf ihren Grundmauern wurde die heutige Kirche, nach Einzug der Hugenotten 1714, als einschiffiger Putzbau mit Walmdach und Sakristei errichtet. 1870 erhielt sie den neugotischen Turm. Die Kirche wurde am 18. September 2014 der jüdischen Gemeinde zur Einrichtung einer Synagoge übergeben.

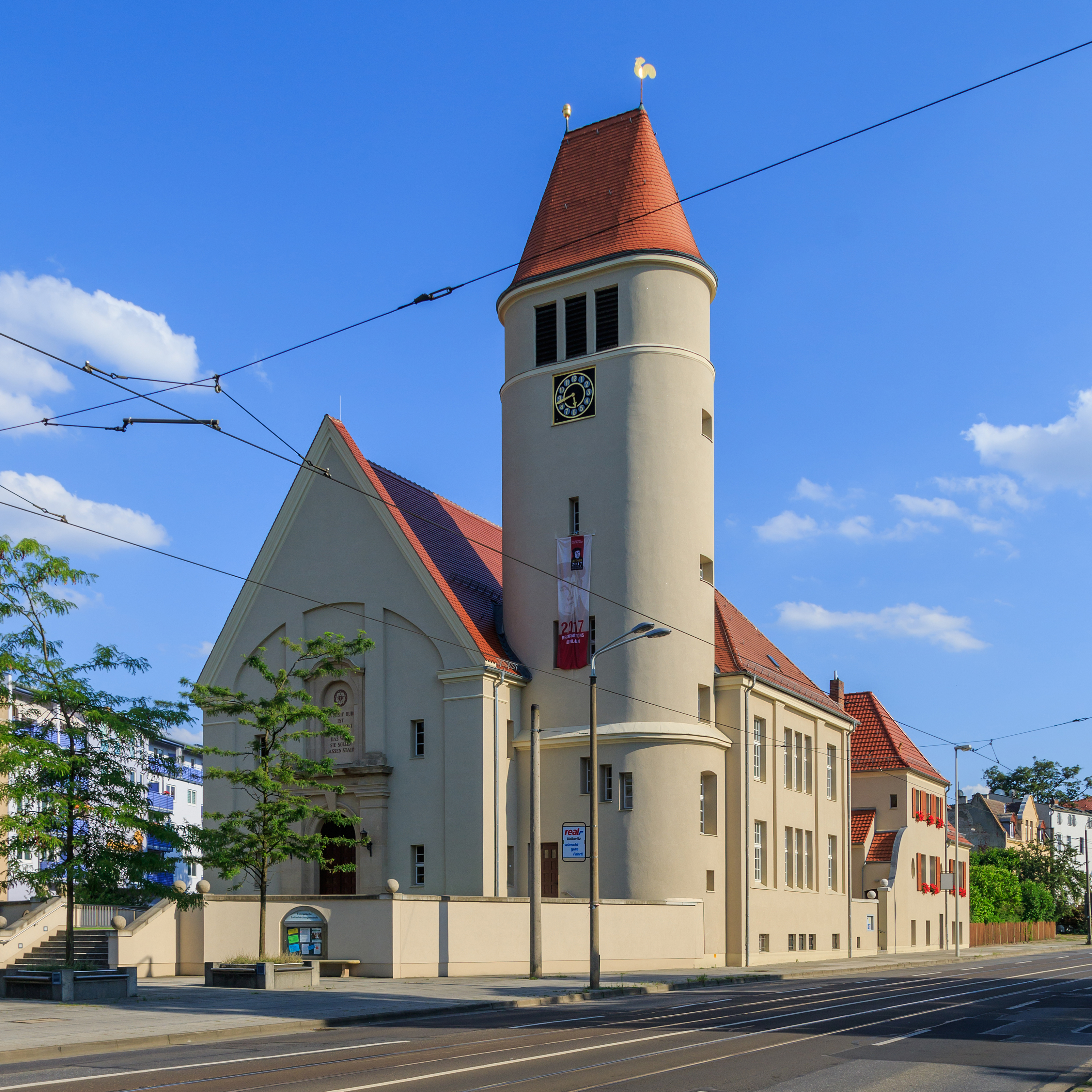
Lutherkirche

Die Lutherkirche in der Spremberger Vorstadt wurde zwischen 1911 und 1912 unter Leitung von Robert Leibnitz in schlichten Jugendstilformen als freistehender Saalbau mit seitlichem Turm gebaut. Die Kreuzkirche der Selbständigen Evangelisch-Lutherischen Kirche wurde 1878/79 als turmloser neugotischer Backsteinbau für die Evangelisch-lutherische (altlutherische) Kirche errichtet. Eine weitere evangelische Kirche ist die Martinskirche im Stadtteil Madlow.
Als erste katholische Kirche nach der Reformation wurde 1850 die Christuskirche als neugotischer Backsteinbau errichtet. Zwischen 1934 und 1935 entstand nahe der Altstadt die Propstei- und Pfarrkirche St. Maria Friedenskönigin als zweitürmiger Klinkerbau. Im Stadtteil Sachsendorf wurde 1989 die katholische Edith-Stein-Kirche gebaut.

#### Geschichtsdenkmale
- Gedenktafel an den Widerstand gegen den Kapp-Putsch am Spremberger Turm
- Gedenktafel an der Stelle des von den Nationalsozialisten zerstörten alten jüdischen Friedhofs in der Straße der Jugend Nr. 54 unter dem Zeichen des Davidsterns
- Gedenkstein für verfolgte und ermordete jüdische Bürger von Cottbus an der Trauerhalle des neuen jüdischen Friedhofs in der Dresdener Straße, Verlängerung der Straße der Jugend
- Insgesamt 77 in Gehwegen eingelassene Stolpersteine für ehemalige jüdische Mitbürgerinnen und Mitbürger[66]
- Gedenkstätte und Ehrenhain für die Opfer des Nationalsozialismus auf dem Südfriedhof
- Denkmal mit Skulptur auf dem Sowjetischen Ehrenhain des Südfriedhofs für 400 Gefallene der Frühjahrsoffensive 1945
- Sowjetischer Ehrenhain auf dem Ströbitzer Friedhof für umgekommene Kriegsgefangene und Zwangsarbeiter
- Ehrenmal für die Opfer des antifaschistischen Widerstandskampfes an der Puschkinpromenade
- Gedenkstätte Zuchthaus Cottbus auf dem Gelände des früheren Zuchthauses

#### Architekturpfad
Architektonisch oder historisch wertvolle Gebäude sind in der Stadt mit dem Cottbuser Architekturpfad gekennzeichnet. Eine Beschilderung an Gebäuden weist darauf hin und zeigt die Geschichte der Gebäude. Der Pfad ist nach Entstehungsepochen gegliedert, an den jeweiligen Orten befinden sich Wegweiser, welche Gebäude in der Nähe zu finden sind.

#### Naturdenkmäler
- Saretzeiche im Stadtteil Saspow mit einem Brusthöhenumfang von 7,50 Metern (2016)[67]

### Parks und Grünflächen

#### Branitzer Park

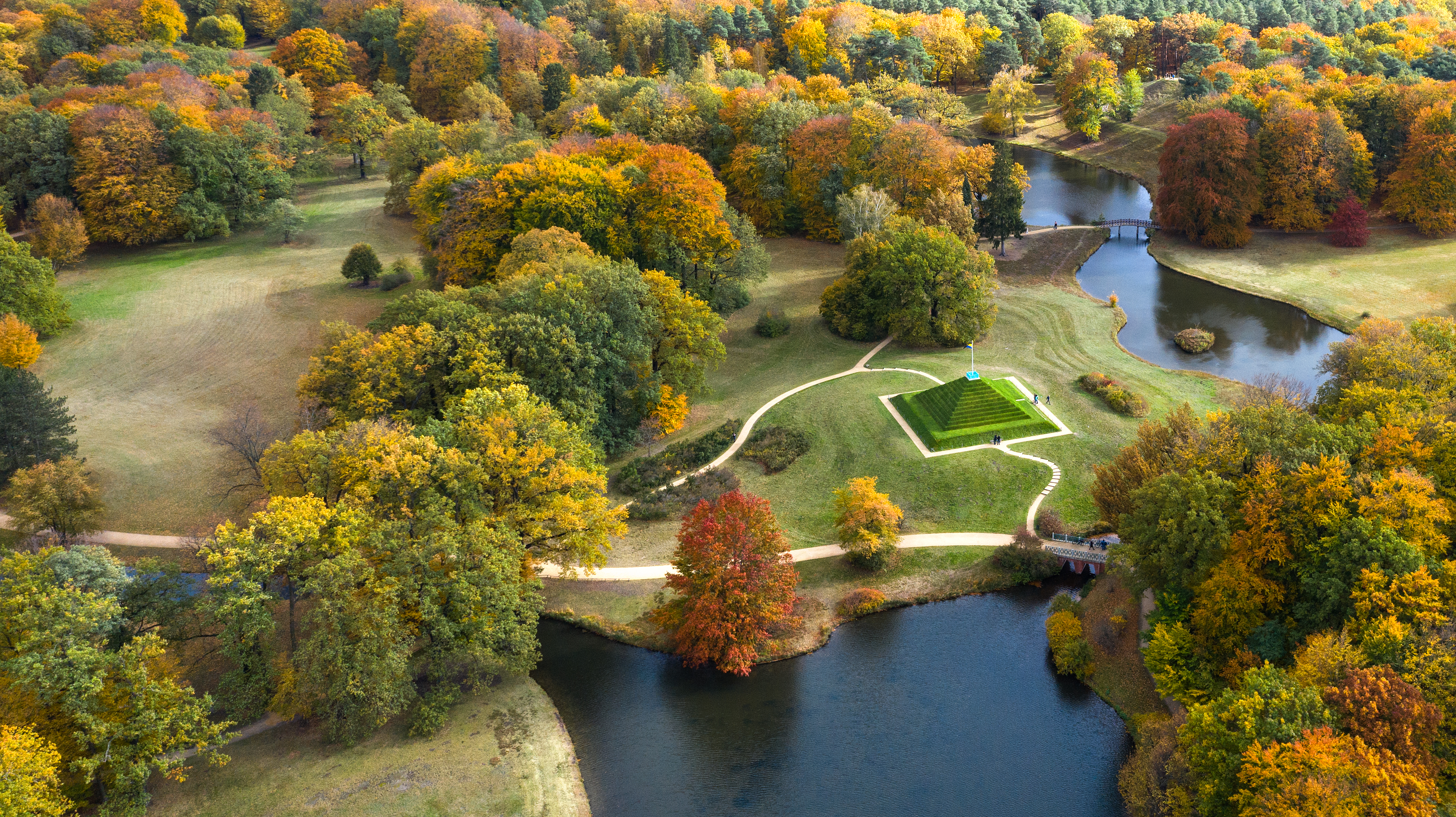
Blick über den Park nach Norden

Der Branitzer Park ist der bedeutendste und bekannteste Park in Cottbus. Branitz gelangte 1696 in Besitz der Grafen von Pückler. Im Jahr 1845 begann Hermann von Pückler-Muskau mit dem Bau der neuen Parkanlage. Der von ihm geschaffene Landschaftspark, der unter seinem Nachfolger vollendet wurde, ist ein Gartenkunstwerk von internationaler Bedeutung. Der namhafte Schriftsteller und Weltreisende Fürst Pückler war neben Peter Joseph Lenné und Friedrich Ludwig Sckell einer der bekanntesten deutschen Gartengestalter des 19. Jahrhunderts. Der Branitzer Park wurde als zonierter Landschaftspark mit gestalterisch differenzierten Parkbereichen angelegt.
Im Zentrum der Anlage befindet sich das 1770 bis 1772 erbaute Schloss. Das Schloss ist umgeben vom sehr reich mit Blumenbeeten, Plastiken, weiteren Schmuckelementen und Ziergehölzen ausgestatteten Pleasureground. Hier verwendete Pückler auch fremdländische Gehölze, während er in den weiteren Parkbereichen nur heimische pflanzen ließ.

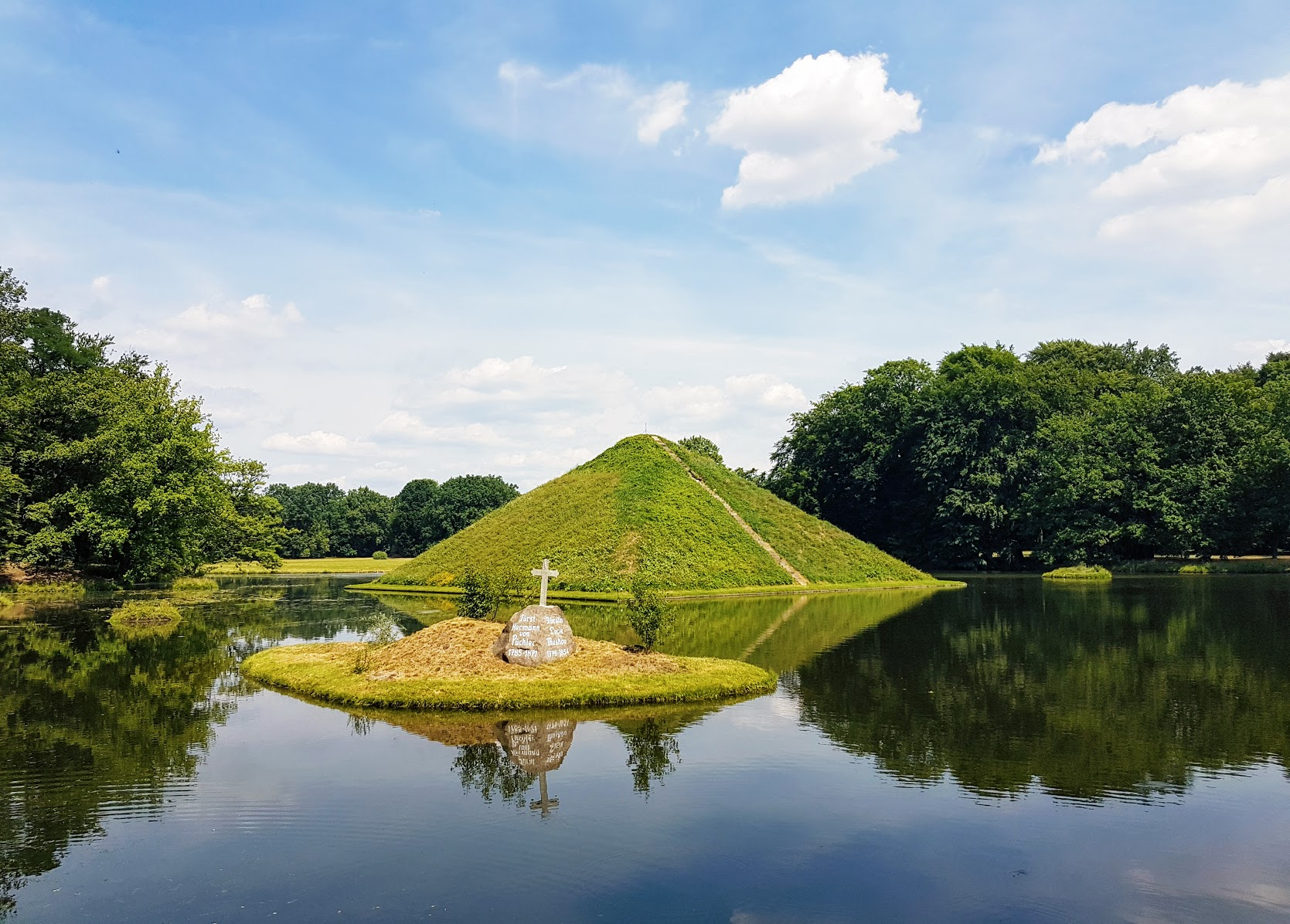
Wasserpyramide und Grabstätte Pücklers im Branitzer Park

Der anschließende „Innenpark“ mit einer Fläche von ungefähr 100 Hektar umfasst unter anderem die Gutsökonomie, die Gärtnerei, die Parkschmiede, das Cottbuser und das Branitzer Torhaus sowie die Pyramidenebene. Fürst Pückler gestaltete außerdem die den Park umgebende Feldflur, den „Außenpark“, als Ornamental Farm auf einem Gesamtareal von etwa 600 Hektar. Für die Gestaltung des Parks nutzte Fürst Pückler den hohen Grundwasserstand und die in der Nähe gelegene Spree, um in seinem Park ein künstliches Gewässersystem zu schaffen. Mit dem Aushub aus den Seen und Kanälen ließ er das gestalterisch vollendete Geländerelief des Parks anlegen. Besonders schön ist die Schilfseepartie modelliert.
Die Pyramidenebene beeindruckt mit den beiden einzigartigen Erdpyramiden, der ehemals stufenförmig erbauten Landpyramide (erbaut 1860–1863) und der Seepyramide, dem Tumulus (erbaut 1856). Fürst Pückler ließ sich 1871 im Tumulus beisetzen. 1884 wurde auch seine 1854 verstorbene Frau und Lebensgefährtin, Lucie von Pückler-Muskau, dorthin umgebettet.
Durch meisterhafte Gruppierung der Gehölze, künstlerisch gelungene Ausformung des Reliefs und geschickte Wegeführung schuf der Fürst mit dem Branitzer Park eine Art Bildergalerie, in der sich dem Betrachter beim Spazierengehen eine Folge dreidimensionaler Landschaftsbilder darbietet.

#### Goethepark und Carl-Blechen-Park
1898 entstand auf der feuchten Niederung der Mühleninsel die erste Cottbuser Parkanlage, der Goethepark, durch Initiative des Oberbürgermeisters Paul Werner und des Verschönerungsvereins. Der Amtsteich innerhalb des Parks wurde bereits um 1600 zur Fischzucht angelegt. 1914 bis 1935 erfolgte ein weiterer Ausbau des einst sumpfigen Geländes. Die Gestaltung der Uferbereiche mit Staudenpflanzungen an den Bachläufen nahe dem Dieselkraftwerk wurde 1954 zur Ausstellung „Grünen und Blühen an der Spree“ vorgenommen. Der Carl-Blechen-Park, mit seltenen Bäumen und Blütenstauden an der Ostseite der Spree, entstand in den 1930er-Jahren. Seine 1934 und 1935 geschaffene Uferpromenade ist mit dem nach Süden verlaufenden „Rosenufer“, der heutigen Ludwig-Leichhardt-Allee, fortgeführt worden.

#### Eliaspark und Spreeauenpark

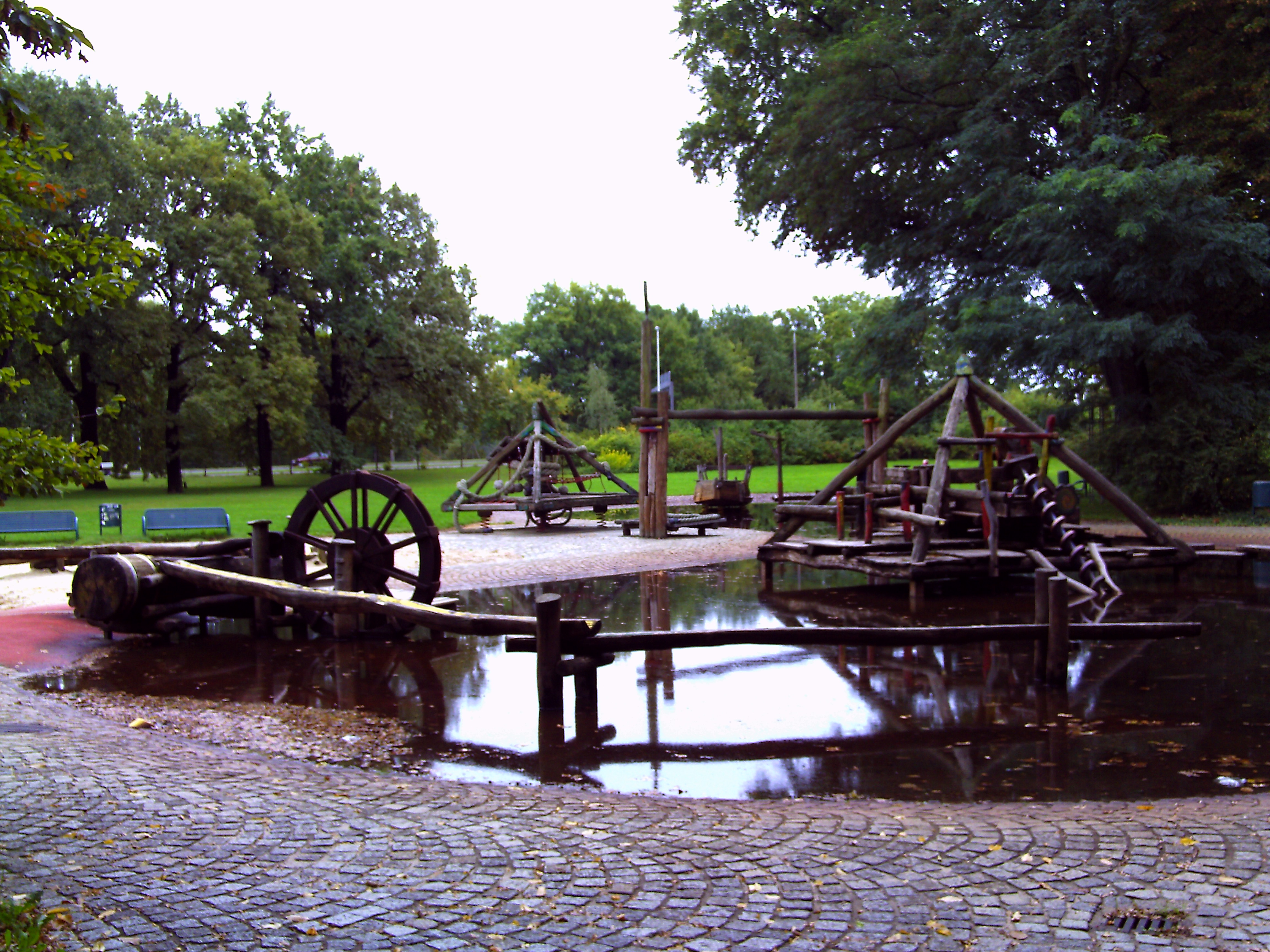
Spielplatz im Eliaspark

Der Eliaspark entstand 1902 durch eine Stiftung des Kommerzienrates Elias. Dieser dreieinhalb Hektar große Park wurde im Rahmen der ersten Bundesgartenschau in den neuen Ländern 1995 neu gestaltet. Der mit 55 Hektar deutlich größere Spreeauenpark hingegen wurde erst im Vorfeld der Bundesgartenschau 1995 geschaffen. Inmitten von Wiesenflächen unter schattenspendenden Bäumen entstanden neue Wege, Spiel- und Sportanlagen, ein Wasserspielplatz und das Spielhaus als Treff für Kinder und Jugendliche. Der Spreeauenpark erfreute seit der BUGA Millionen Besucher. Um den 1,2 Hektar großen Parkweiher gruppiert sich ein Rosengarten, ein Rhododendronhain, Wiesenlandschaften mit Wechselpflanzungen und ein Apotheker- und Bauerngarten. Für Kenner ist der Tertiärwald mit Pflanzen und Gehölzen aus verschiedenen erdgeschichtlichen Epochen, Findlingen aus der Eiszeit und einem fossilen Mammutbaumstubben eine besondere Attraktion.

#### Tierpark
Im Jahr 1954 eröffnet grenzt der Tierpark Cottbus heute an den Spreeauenpark und den Branitzer Park. Mit mehr als 1200 Tieren in über 170 Arten aus allen Erdteilen ist er der größte zoologische Garten Brandenburgs, unter anderem bekannt durch die Züchtung von Wasservögeln. Durch die Unterstützung der Stadt Cottbus, verschiedener Unternehmen und des Tierpark-Fördervereins (gegründet 1994) wird der Tierpark stets modernisiert und erweitert. Im Sommer 2014 wurde der Bau eines neuen Raubtiergeheges beendet, das als Domizil von Sumatra-Tigern geplant wurde.

### Sport

#### Vereine

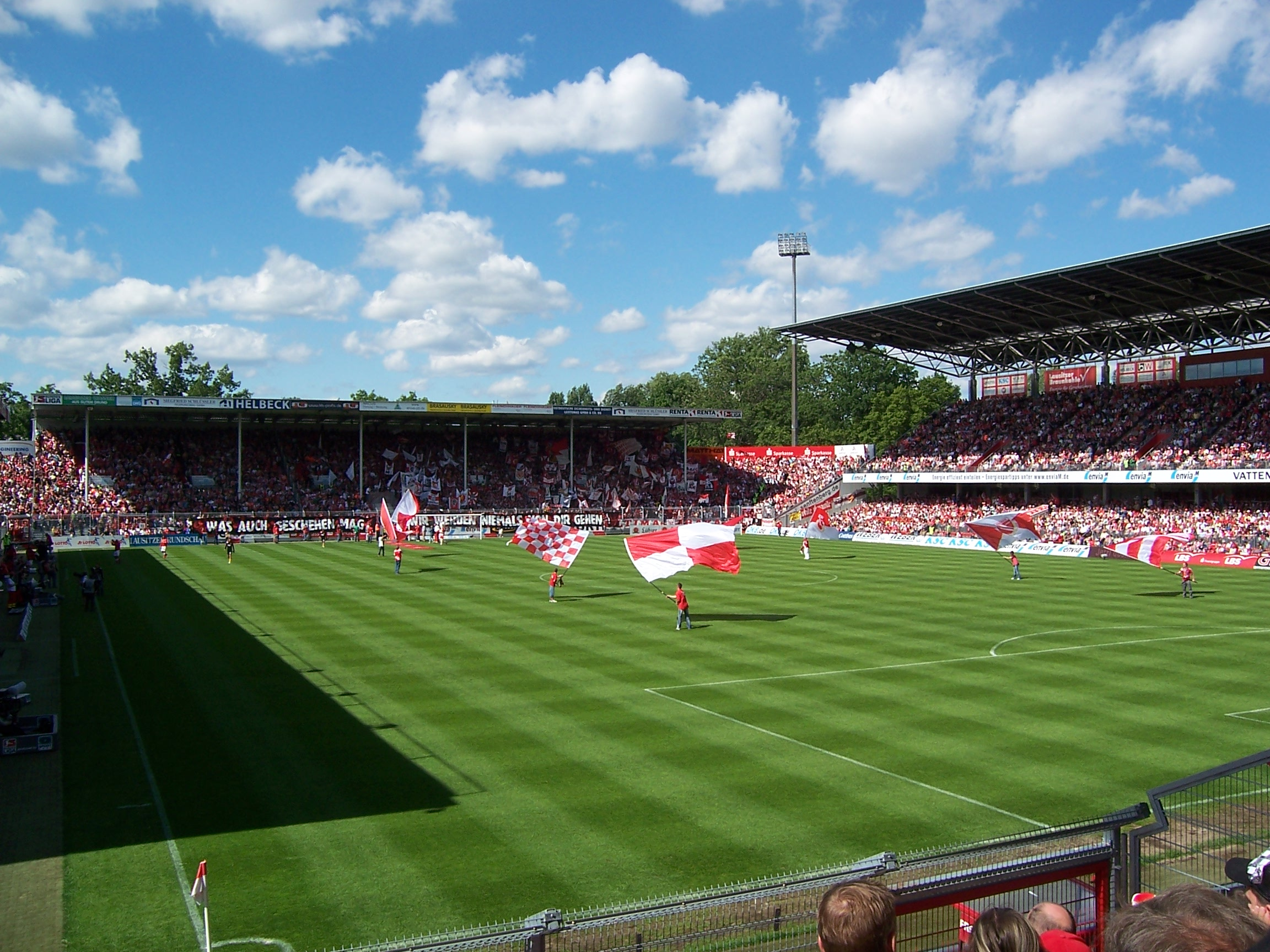
LEAG Energie Stadion (vormals Stadion der Freundschaft)

Der mit Abstand bekannteste Verein der Stadt ist Energie Cottbus (Fußball). Der FCE, ab der Saison 2024/25 in der 3. Fußball-Liga aktiv, schaffte in der Saison 1999/2000 den Aufstieg in die erste Bundesliga sowie den zweimaligen Klassenerhalt, stieg in der Saison 2002/03 allerdings in die zweite Bundesliga ab. In der Saison 2005/06 konnte der Verein erneut in die Bundesliga aufsteigen, aus der er in der Saison 2008/09 wieder abstieg. Das LEAG Energie Stadion (bis Ende 2023 Stadion der Freundschaft) hat aktuell ein Fassungsvermögen von 22.528 Zuschauern. Es bietet 10.949 überdachte Sitzplätze, 7.795 überdachte und 3.630 nicht überdachte Stehplätze, sowie 154 Plätze im Rollstuhl-Handicapbereich. Nachdem die Cottbuser zwischenzeitlich bis in die viertklassige Regionalliga Nordost abgestiegen waren, gelang im Jahr 2024 mit dem Aufstieg in die 3. Liga die Rückkehr in den Profifußball.
Weitere größere Vereine sind der HSV Cottbus (Volleyball, Karate – Landesleistungsstützpunkt Brandenburg, Judo, Gesundheitssport, Kraftsport, Lacrosse), der aus einer Neugründung aus dem ehemaligen USV Universitätssportvereins im Jahre 2004 hervorging, der Handballverein LHC Cottbus, der in der Saison 2007/2008 in der 2. Handball-Bundesliga spielte, die White Devils (Basketball), die Cottbus Crayfish (American Football), die Crabettes (Cheerleading), sowie die 1. Damenmannschaft des SV Energie Cottbus (Volleyball), die in der Saison 2023/24 in der 2. Bundesliga Nord spielen. Der Radsportverein RSC Cottbus brachte zahlreiche Weltmeister und Olympiasieger hervor.
Insgesamt gibt es in Cottbus mehr als 145 Sportvereine, die etwa 70 verschiedene Sportarten anbieten. Die vier Dachorganisationen in der Stadt sind der PSV Cottbus 90 e. V., der SCC Breitensport e. V., der Stadtsportbund Cottbus e. V. und die Versehrtensportgemeinschaft Cottbus e. V.

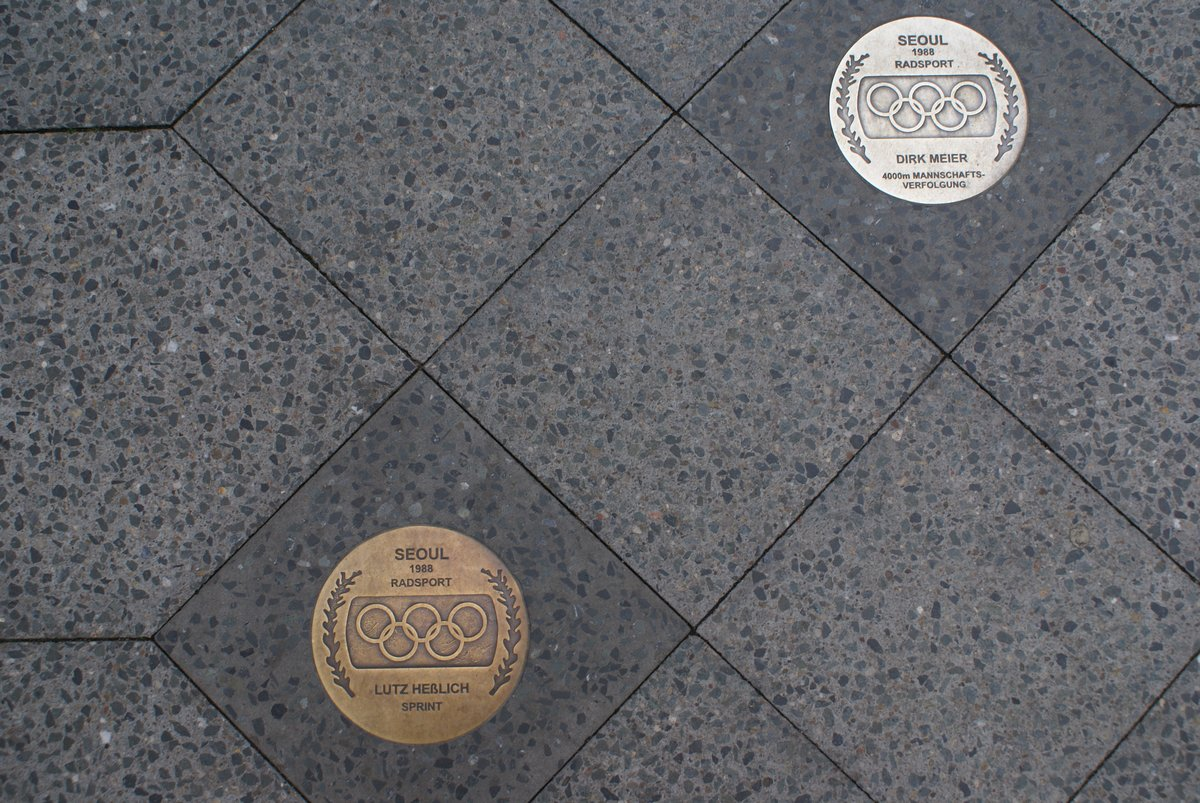
Medaillen auf dem „Weg des Ruhmes“

Auf dem Weg des Ruhmes vor dem Neuen Rathaus werden die Medaillengewinner Olympischer und Paralympischer Spiele geehrt. Nach den Spielen in Paris befinden sich dort nun 76 in den Boden eingelassene Ehrenplaketten.

#### Sportstätten

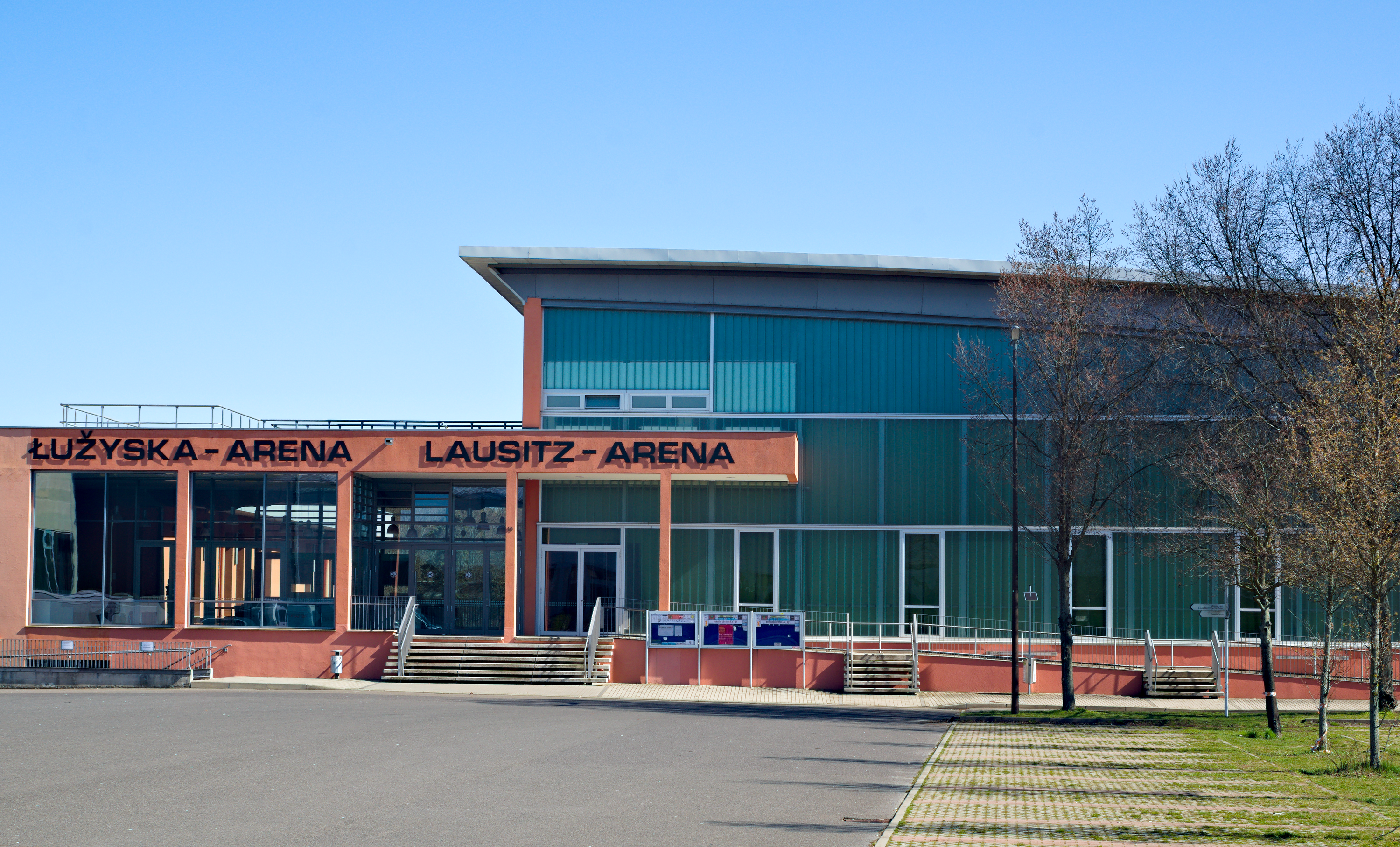
Lausitz-Arena

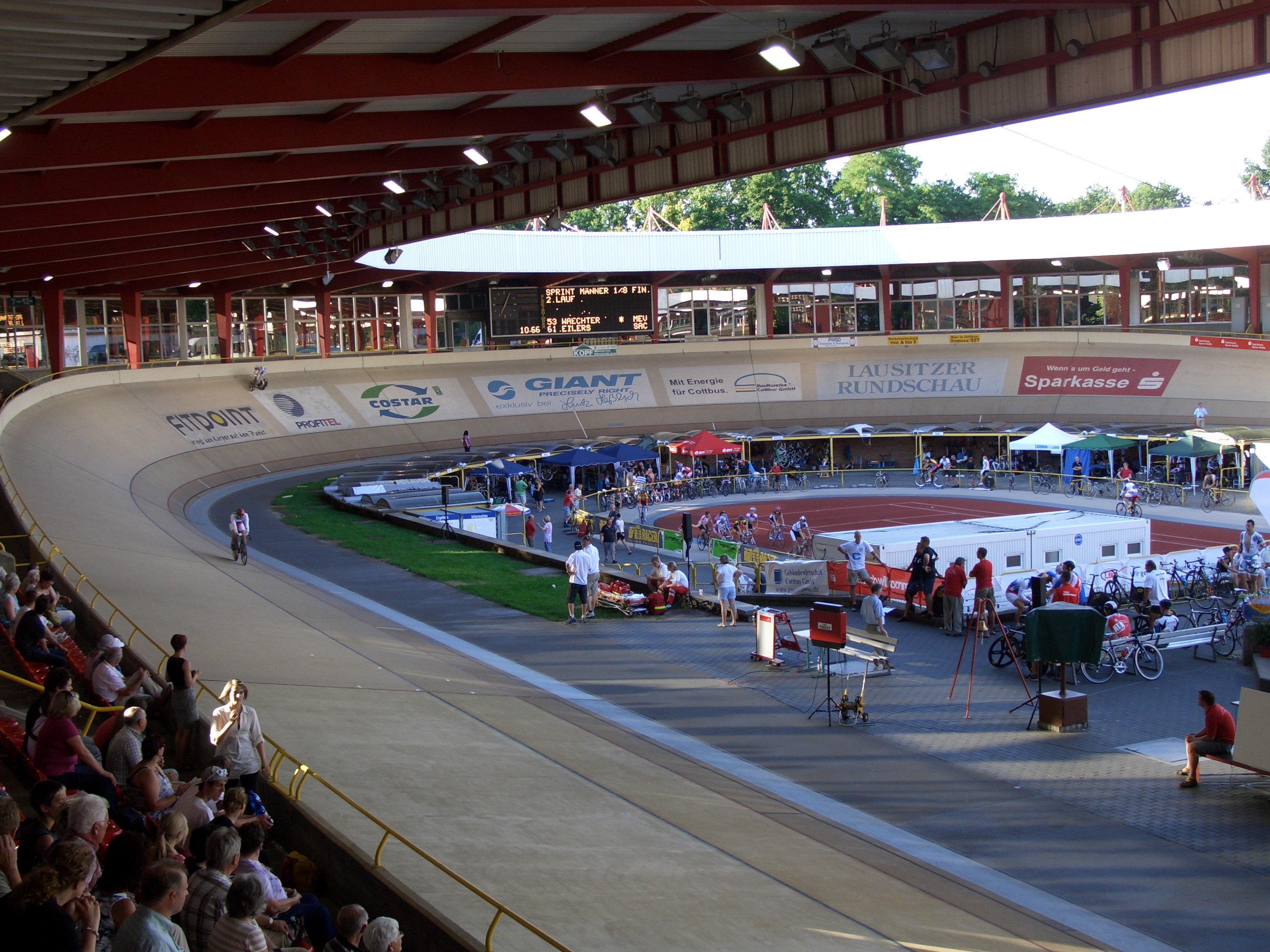
Cottbuser Radstadion

Cottbus ist Olympiastützpunkt für die Sportarten Radsport, Turnen, Fußball (m), Leichtathletik, Handball (m) und Volleyball (w). Für den aktiven Freizeitsport stehen allen Interessenten 50 Sporthallen, 49 Sportplätze und Stadien, 20 Tennisplätze, 70 Kegel- und Bowlingbahnen, fünf Schießstände, vier Badeseen, eine Reitsportanlage, eine Schwimmhalle mit Freibad und ein Bootshaus zur Verfügung.
Seit 2013 wird auch ein Paralympischer Trainingsstützpunkt für Leichtathletik, mit behindertengerechten Trainingsanlagen aufgebaut.

Das Sportzentrum, das vom Sportstättenbetrieb der Stadt Cottbus verwaltet wird, ist eine der größten und modernsten Sportanlagen in der Region Südbrandenburg. Es wird für den Kinder- und Jugendsports, den Nachwuchs- und Spitzensport sowie den Breiten- und Behindertensport genutzt. Zum Komplex gehören das Max-Reimann-Stadion, ein Leichtathletikstadion, das mit allen seinen Anlagen internationalen Anforderungen erfüllt. Des Weiteren das Cottbuser Radstadion, mit seiner überdachten Radrennbahn finden nationale und internationale Wettkämpfe mit großem Anklang statt, beispielsweise der Weltcup im Bahnradsport 1995 und 1996. Darüber hinaus befinden sich noch eine Leichtathletik-Halle, zwei Turnhallen, zwei Fußballfelder und eine Boxhalle auf dem Gelände. Mit der Lausitz-Arena verfügt es zusätzlich noch über eine Sportmehrzweckhalle für rund 2000 Zuschauer.

#### Einmalige Sportveranstaltungen

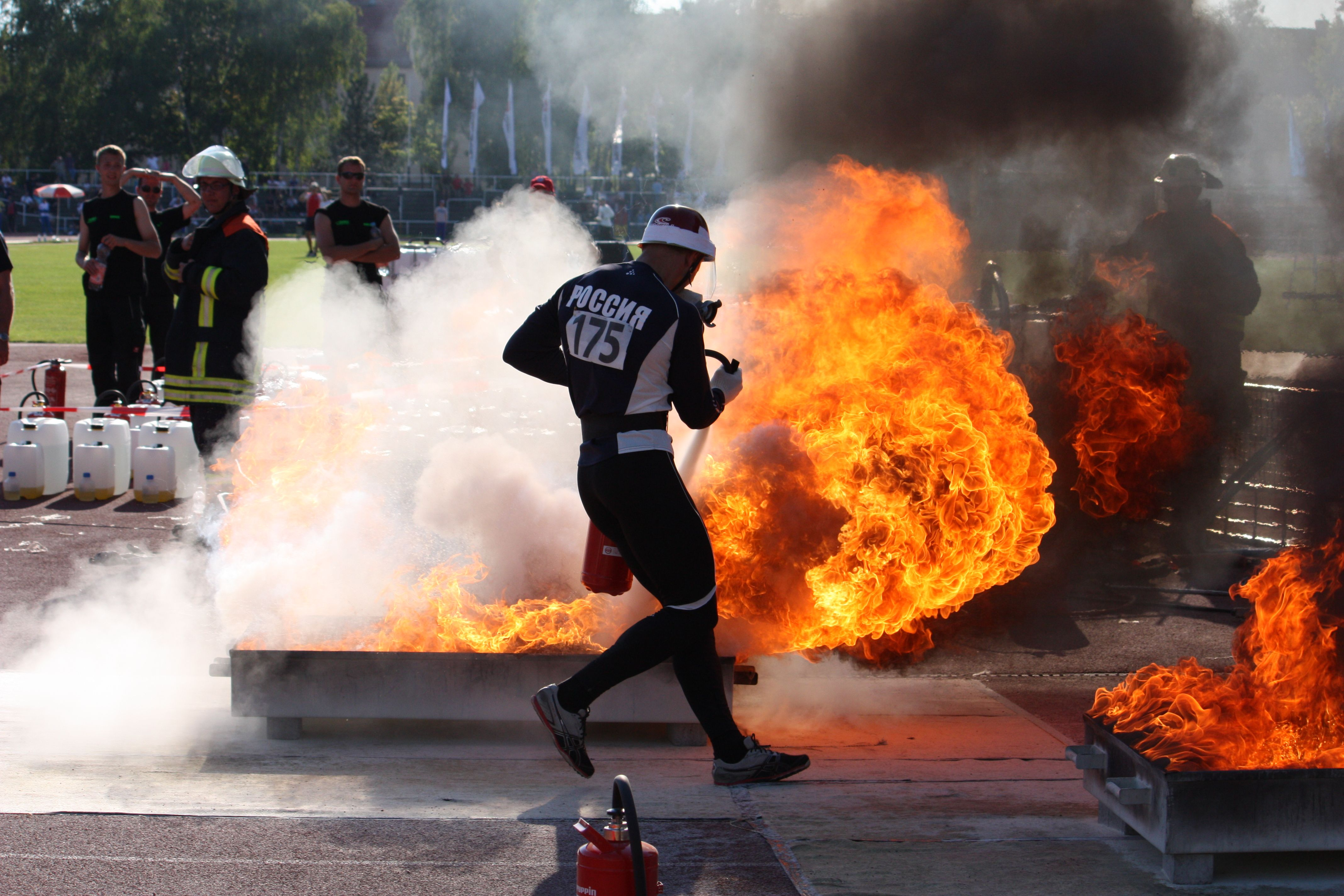
Feuerwehr-WM 2011 im Sportzentrum Cottbus

- 2010: DFB-Futsal-Cup, Finalstadt im Städtewettbewerb Mission Olympic
- 2011: 7. Weltmeisterschaft im Feuerwehrsport
- 2013: 64. Bundesradsporttreffen, Fußball-WM-Qualifikationsspiel der Frauen (Deutschland – Russland)

#### Regelmäßige Sportveranstaltungen

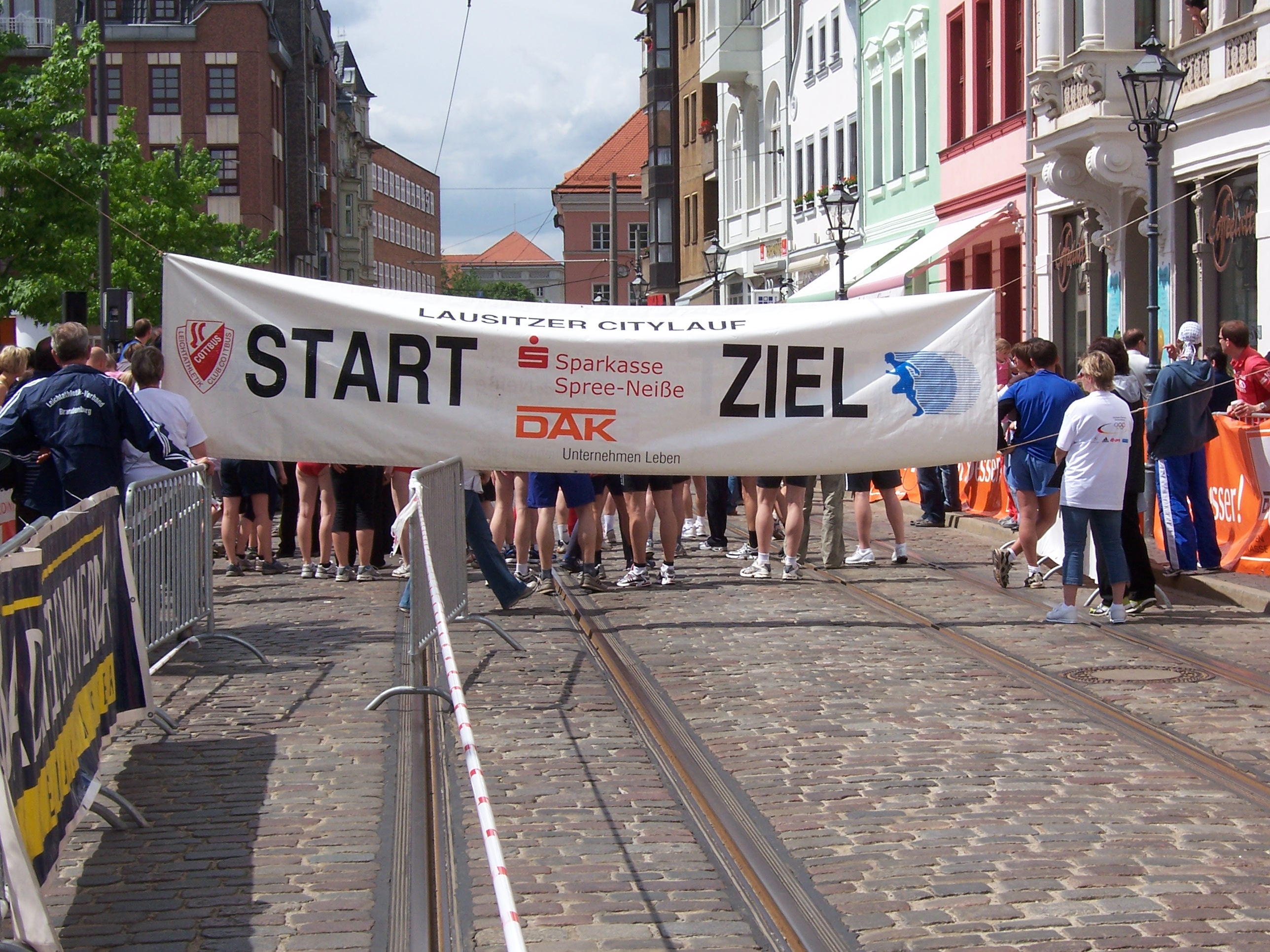
Start und Ziel des Lausitzer Citylaufs 2006

Beim Turnier der Meister – der sportlich hochwertigsten Sportveranstaltung im Land Brandenburg – treten jährlich durchschnittlich 200 Turner aus rund 40 Nationen im Gerätturnen gegeneinander an und kämpfen um die begehrten Titel beim FIG-Weltcup.
Im Sommer beherbergte das Sportzentrum in Cottbus von 1991 bis 2011 alljährlich das Internationale Lausitzer Leichtathletik-Meeting, bei dem regelmäßig neue Rekorde in den Disziplinen der Leichtathletik aufgestellt wurden. Bei den Männern liegt der Meetingrekord im 100-Meter-Lauf bei 10,00 Sekunden, bei den Frauen bei 11,14 Sekunden. Seit 2003 gibt es alljährlich Ende Januar das Internationale Springer-Meeting mit den Disziplinen Hochsprung der Frauen (Meetingrekord 2,01 m) und Stabhochsprung der Männer (Meetingrekord 5,90 m). Weitere leichtathletische Veranstaltungen in Cottbus sind das der Lausitzer Citylauf (2017 AOK City Run@Bike) sowie der Spreewald-Marathon.
Seit 1999 gehört das 24 Stunden-Schwimmen fest zum Sportkalender der Stadt. Dieses wird durch die Deutsche Lebens-Rettungs-Gesellschaft Cottbus traditionell im November durchgeführt. Mit 2143 Teilnehmern im Jahr 2019 gehört es zu den bundesweit größten Breitensportereignissen im Wassersport. Während der Veranstaltung im Jahr 2018 wurden insgesamt knapp 5500 Kilometer geschwommen.
Mit der Drachenbootregatta auf der Spree, dem DAK-Firmen-Lauf, dem Beach Volleyball Cup an der BTU und dem Frühlingsradeln haben sich noch weitere Breitensport-Veranstaltungen in Cottbus etabliert.

### Regelmäßige Veranstaltungen

#### Messen und Ausstellungen
Die Messen und Ausstellungen finden in der Messe Cottbus mit multifunktionalen Ausstellungsflächen von 6.500 m² statt. Die Messe liegt verkehrsgünstig am Stadtring und in unmittelbarer Nähe zum Spreeauenpark.
Jedes Jahr im Januar findet der „Cottbuser Reisemarkt“ statt. Diese Messe bietet Angebote rund um Ferien, Tourismus, Freizeit, Caravan, Camping und Boote. Mit bis zu 250 Ausstellern und 15.000 Besuchern gehört diese Ausstellung zu den größten in Cottbus. Parallel dazu findet jedes Jahr die Ausstellung „Fit+Gesund“ statt, die sich dem Themenbereich rund um Wellness, Kuren und Gesundheit widmet. Ende Januar beherbergt das Messegelände alljährlich eine Handwerkerausstellung. Hierbei handelt es sich um die einzige Ausstellung zum Handwerk in Südbrandenburg.
Die Messe „Impuls“, die jedes Jahr im Februar stattfindet, befasst sich mit Ausbildung, Weiterbildung, Existenzgründung, Unternehmenssicherung und Arbeit. Im März findet die Ausstellung „Cars & Bikes“ in den Messehallen statt. Dies ist die größte Automobil- und Zweiradausstellung im Land Brandenburg. Mit 27.000 Besuchern im Jahr 2005 war diese Ausstellung die besucherstärkste seit der Bundesgartenschau 1995. Auf der „Tattoo-Convention“ zeigen internationale Künstler ihr Können. Regelmäßig findet im März die Ausstellung „CottbusBau“ statt, bei der es sich um die größte Baufachmesse im Land Brandenburg handelt.
Im Oktober beherbergt Cottbus die „Herbstmesse“. Mit mehr als 330 Ausstellern ist dies die besucherstärkste Verbraucherausstellung im Land Brandenburg.
Weitere Veranstaltungen auf dem Messegelände sind die Ausstellungen „Vital & Co.“ und die „Erotik-Messe“.

#### Großveranstaltungen und Fasching

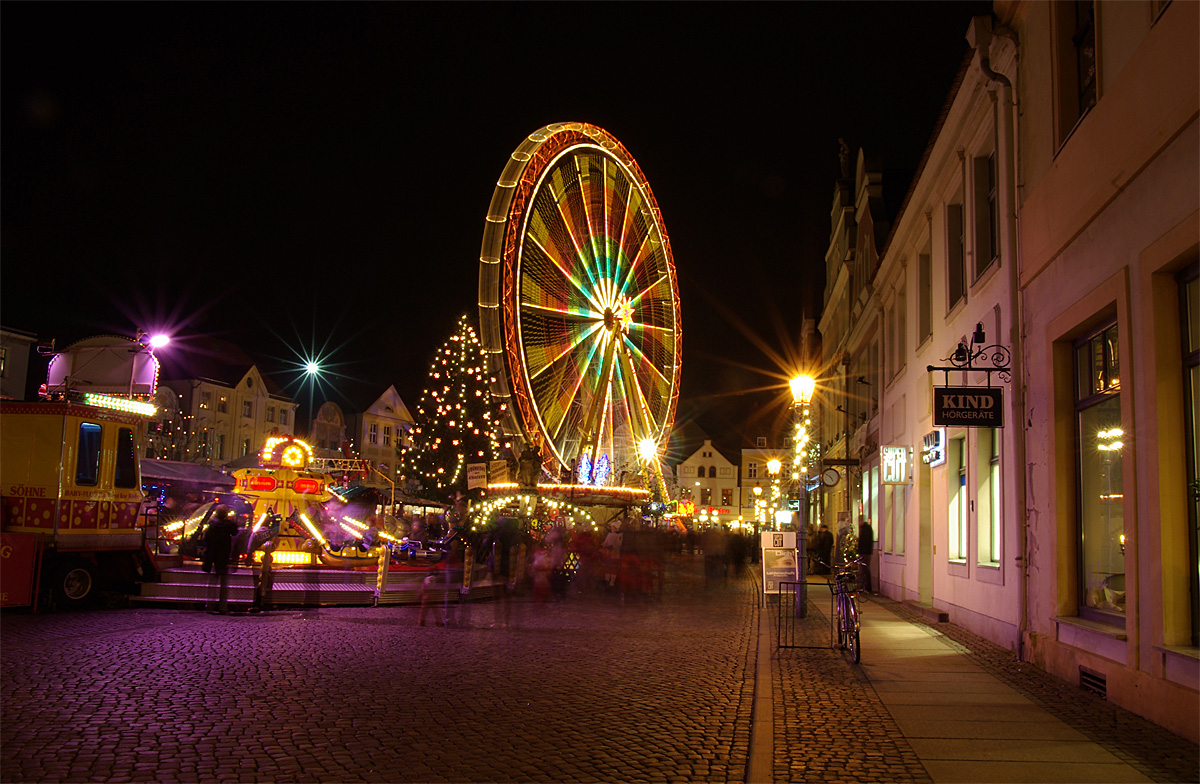
Zum Cottbuser Weihnachtsmarkt

Zu den alljährlich stattfindenden Großveranstaltungen zählen u. a. das studentische Satire-Festival Ei(n)fälle (Januar), die Altstadtnacht (April), die Cottbuser Umweltwoche (Mai/Juni), die Nacht der offenen Kirchen (Pfingsten), das Stadtfest (Juni), die Spreeauennacht (August), der Tag der Vereine (August/September), das Töpferfest (September), der Lausitzer Bauernmarkt (September/Oktober), die Nacht der kreativen Köpfe (Oktober), das FilmFestival Cottbus – Festival des osteuropäischen Films (November) sowie der Weihnachtsmarkt (Dezember).
An jedem Tulpensonntag (Februar/März) findet zudem mit dem Zug der fröhlichen Leute der größte Karnevalsumzug in Ostdeutschland statt. Zahlreiche Motivwagen, Kapellen und Tanzgruppen von Karnevalsvereinen aus Cottbus und Umgebung ziehen jedes Jahr rund 100.000 Besucher an. Jährlich findet in der Stadthalle die Karnevalsgala „Heut steppt der Adler“ statt, die vom Rundfunk Berlin Brandenburg aufgezeichnet wird.

## Bildung und Forschung

### Allgemeinbildende Schulen

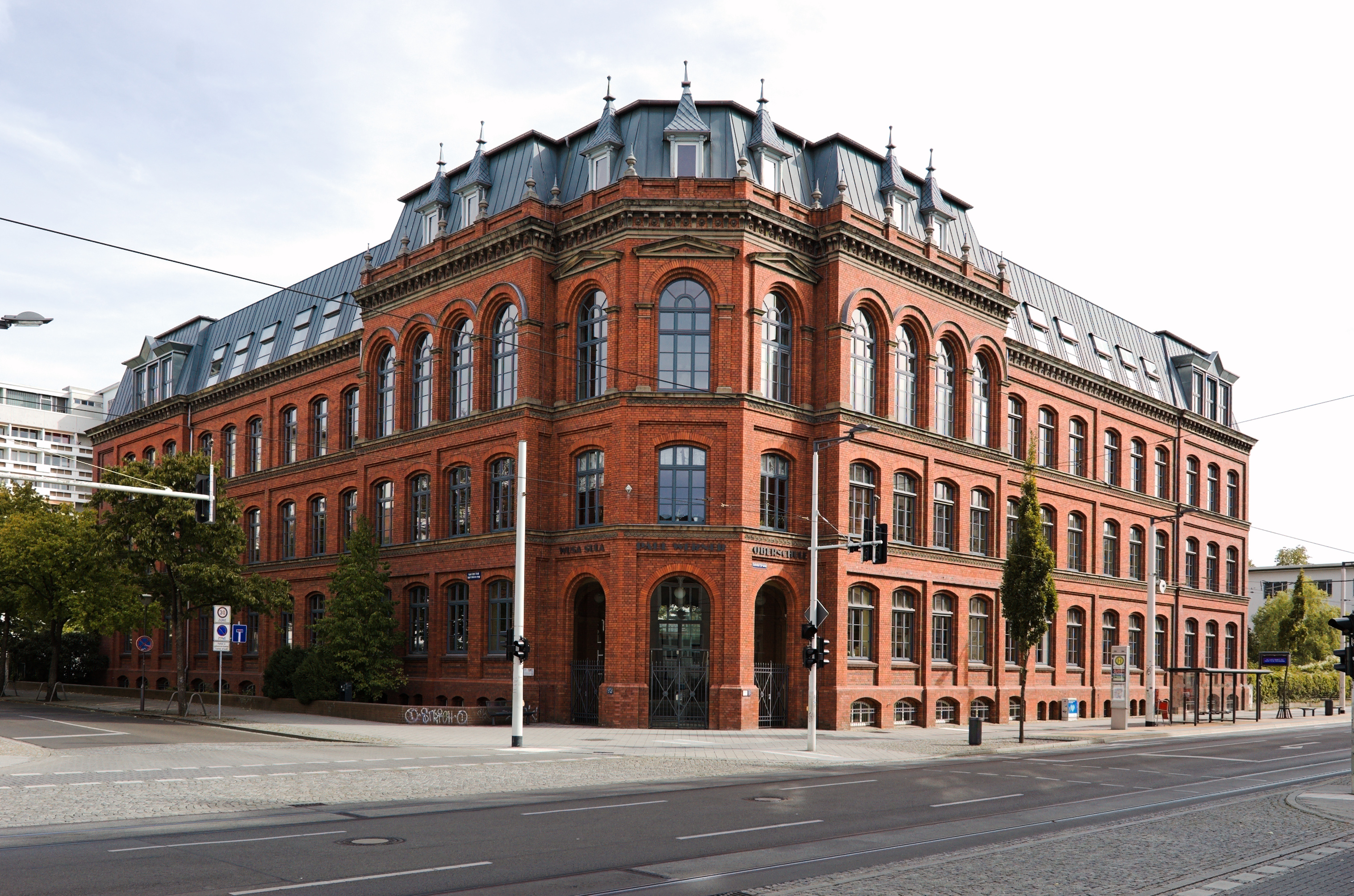
Ehemalige Höhere Bürgerschule, heute Paul-Werner-Oberschule

In der Stadt gab es im Schuljahr 2013/2014 zwölf Grundschulen, zwei Oberschulen, zwei Gesamtschulen, fünf Gymnasien, drei Förderschulen sowie ein Oberstufenzentrum, die sich in städtischer Trägerschaft befinden und die von 9835 Schülern besucht wurden. Daneben gibt es weitere Privatschulen, u. a. auch eine Waldorfschule und das Evangelische Gymnasium.
Mit dem Pückler-Gymnasium und dem Oberstufenzentrum II Spree-Neiße bestehen zudem zwei weitere öffentliche Schulen im Stadtgebiet, die sich in Trägerschaft des Landkreises Spree-Neiße befinden.

### Brandenburgische Technische Universität Cottbus-Senftenberg

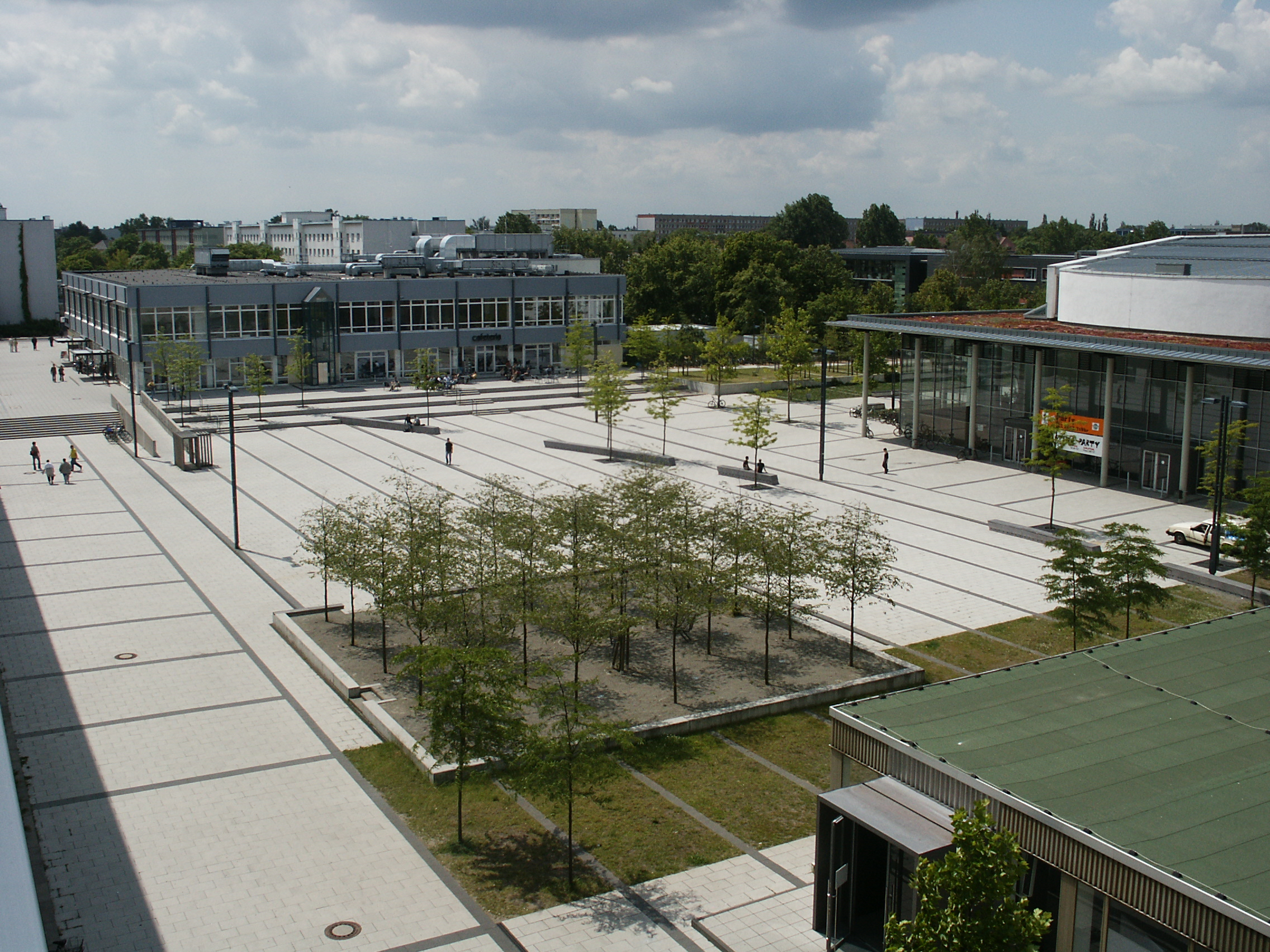
Blick vom Hauptgebäude auf den Campusplatz der BTU am Zentralcampus

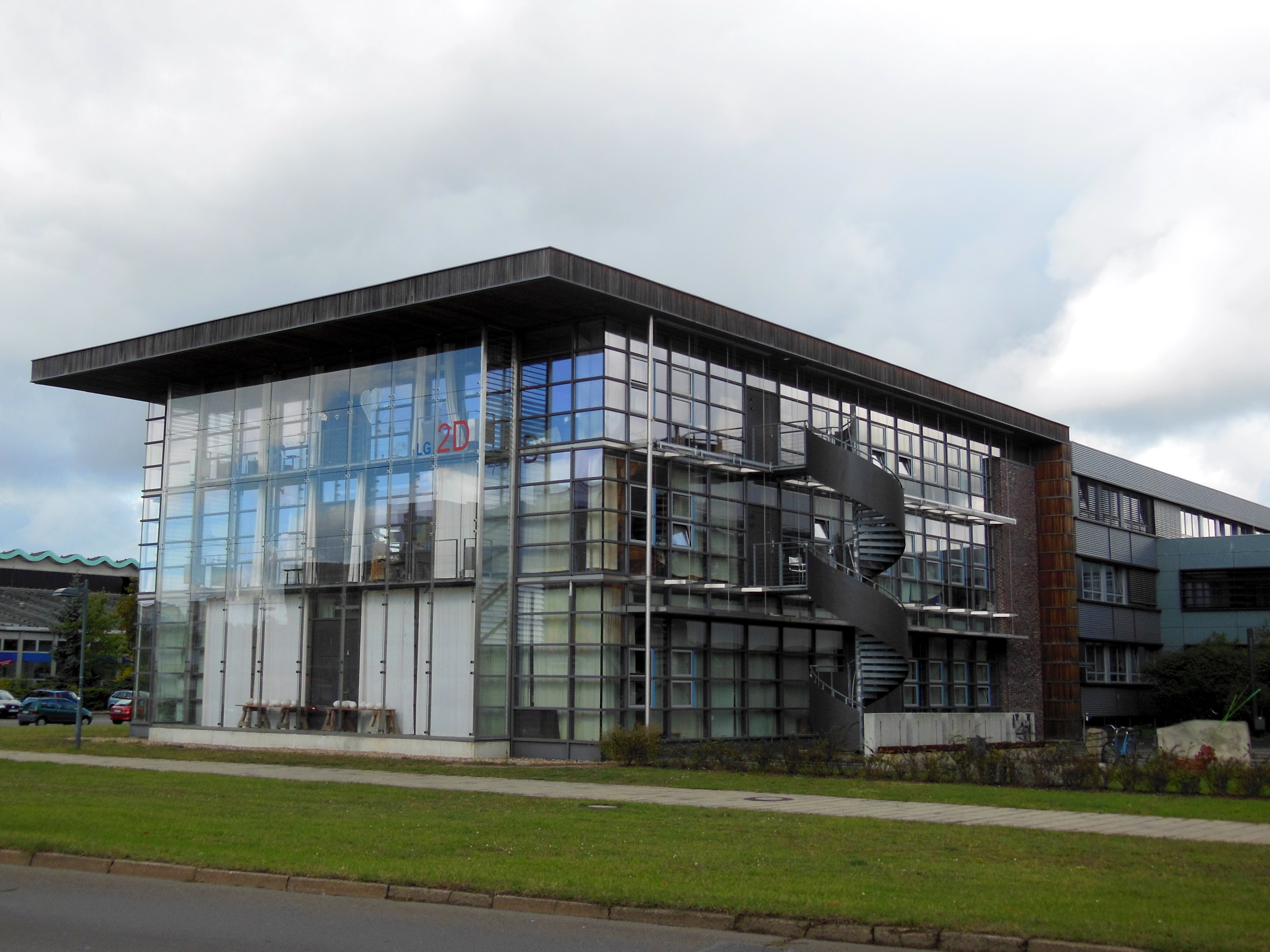
Lehrgebäude der BTU am Zentralcampus

In Cottbus besteht nach dem Zusammenschluss der Brandenburgischen Technischen Universität Cottbus und der Hochschule Lausitz zum 1. Juli 2013 zur Brandenburgischen Technischen Universität Cottbus-Senftenberg (BTU) eine staatliche Hochschule. Als Beauftragter für die Gründung wurde der Hochschulexperte Birger Hendriks ernannt. Ein Problem sind die sinkenden Studentenzahlen insgesamt, die von mehr ausländischen Studierenden nicht kompensiert werden. 2020 wurde Gesine Grande vom Senat als neue Präsidentin der BTU Cottbus-Senftenberg gewählt. Im Koalitionsvertrag der Ampelkoalition 2021 wird die Gründung einer medizinischen Fakultät in Cottbus als Ausgleich für den Abbau im Kohlebergbau festgeschrieben.

### Weitere Bildungseinrichtungen
Zur Lehrerausbildung gründete das Königreich Preußen 1907 eine Präparandenanstalt mit Lehrerseminar. Die Stadt baute nach Entwürfen von Arno Pasig ein Schulgebäude und Direktorenvillen. Am 25. Juni 1910 wurde das Lehrerseminar eingeweiht, das bis 1925 ausbildete. Nach Umbauten eröffnete 1930 eine Pädagogische Akademie, 1933 zur Hochschule für Lehrerbildung umbenannt und 1941 zur Lehrerbildungsanstalt abgestuft.
Nach der Wiederherstellung des kriegszerstörten Schulgebäudes zog dort für wenige Jahre das Pädagogische Institut, eine Ausbildungsstätte für Neulehrer in der DDR, ein. Als Zentrum des zweisprachigen Gebiets in der Niederlausitz sollte Cottbus jedoch eine Sorbische Oberschule erhalten, die am 1. September 1952 mit 46 Schülern im Gebäude anfing. 1960 ging daraus die Sorbische Erweiterte Oberschule und nach 1990 schließlich das Niedersorbische Gymnasium hervor.
Zudem gibt es eine Fachschule für Wirtschaft, eine Volkshochschule und die Schule für Niedersorbische Sprache und Kultur.
Eine medizinische Schule am Carl-Thiem-Klinikum, das zunächst Lehrkrankenhaus der Berliner Charité war, bestand ebenfalls und ging in der 2024 neu gegründeten Medizinischen Universität Lausitz auf.

### Bibliotheken

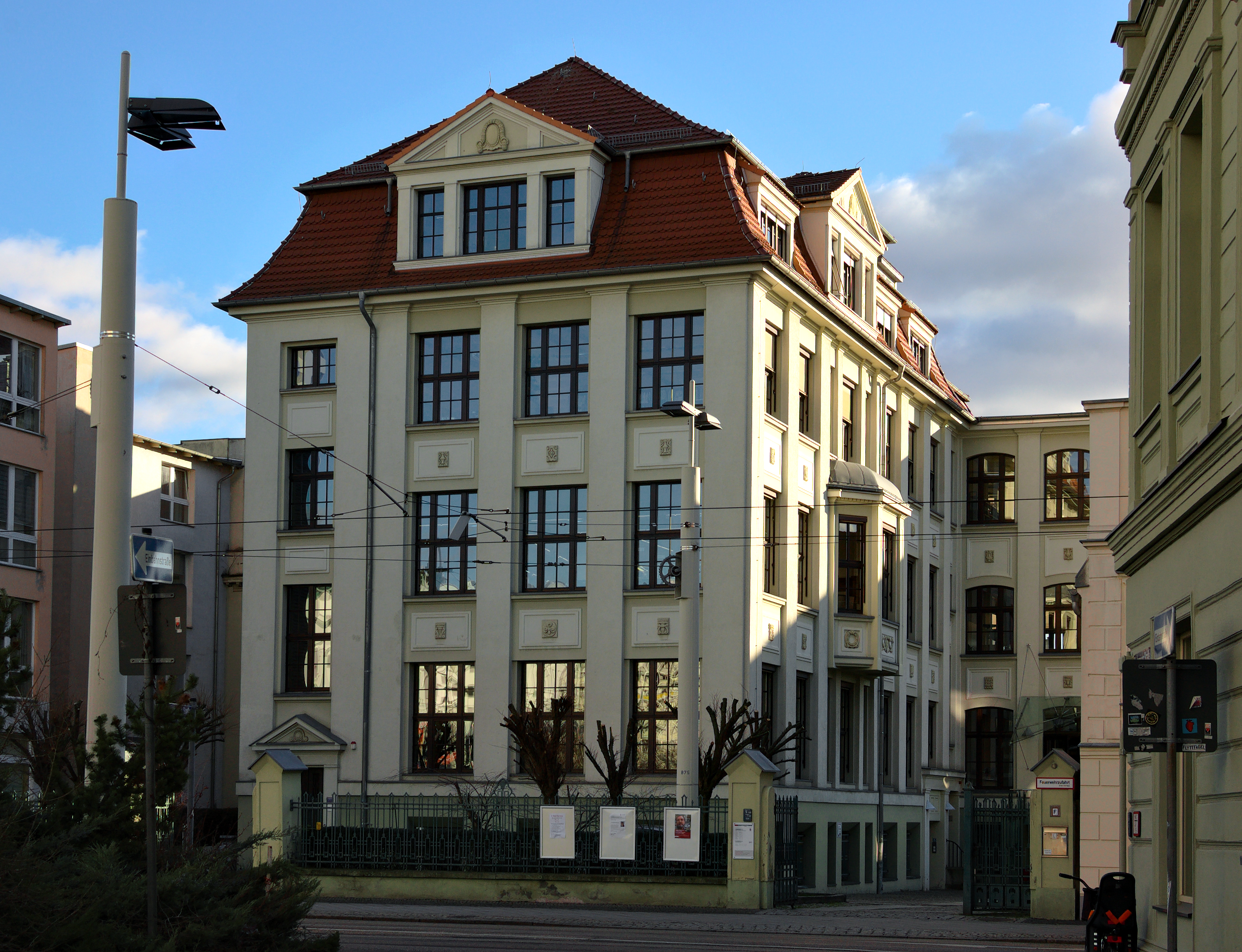
Stadtbibliothek Cottbus

Öffentliche Bibliotheken in der Stadt sind die Stadt- und Regionalbibliothek in der Berliner Straße, mit einem Medienbestand von über 250.000 Einheiten im Juni 2005 sowie die Bücherei Sandow e. V. mit rund 7.500 Einheiten.
Daneben unterhält die BTU, mit dem Informations-, Kommunikations- und Medienzentrum (IKMZ) über 890.000 Medieneinheiten, sowie am Standort Sachsendorf rund 80.000 Einheiten und am Standort Senftenberg ca. 100.000 Einheiten, eigene Hochschulbibliotheken. Daneben gibt es noch weitere Fach- und Behördenbibliotheken, wie z. B. die des Carl-Thiem-Klinikums, des Landesamts für Arbeitsschutz oder des Finanzgerichts Berlin-Brandenburg.
Weitere besondere Bibliotheken sind die Pückler-Bibliothek im Schloss Branitz, als reine Präsenzbibliothek mit den Sammelschwerpunkten Literatur von und über Pückler, Garten- und Reiseliteratur sowie Kunst- und Kulturgeschichte des 19. und 20. Jahrhunderts, deutsche Geschichte des 19. Jahrhunderts und Regionalgeschichte sowie die Niedersorbische Bibliothek mit den Schwerpunkten Geschichte, Sprache, Kunst und Kultur der Sorben.

## Wirtschaft und Infrastruktur

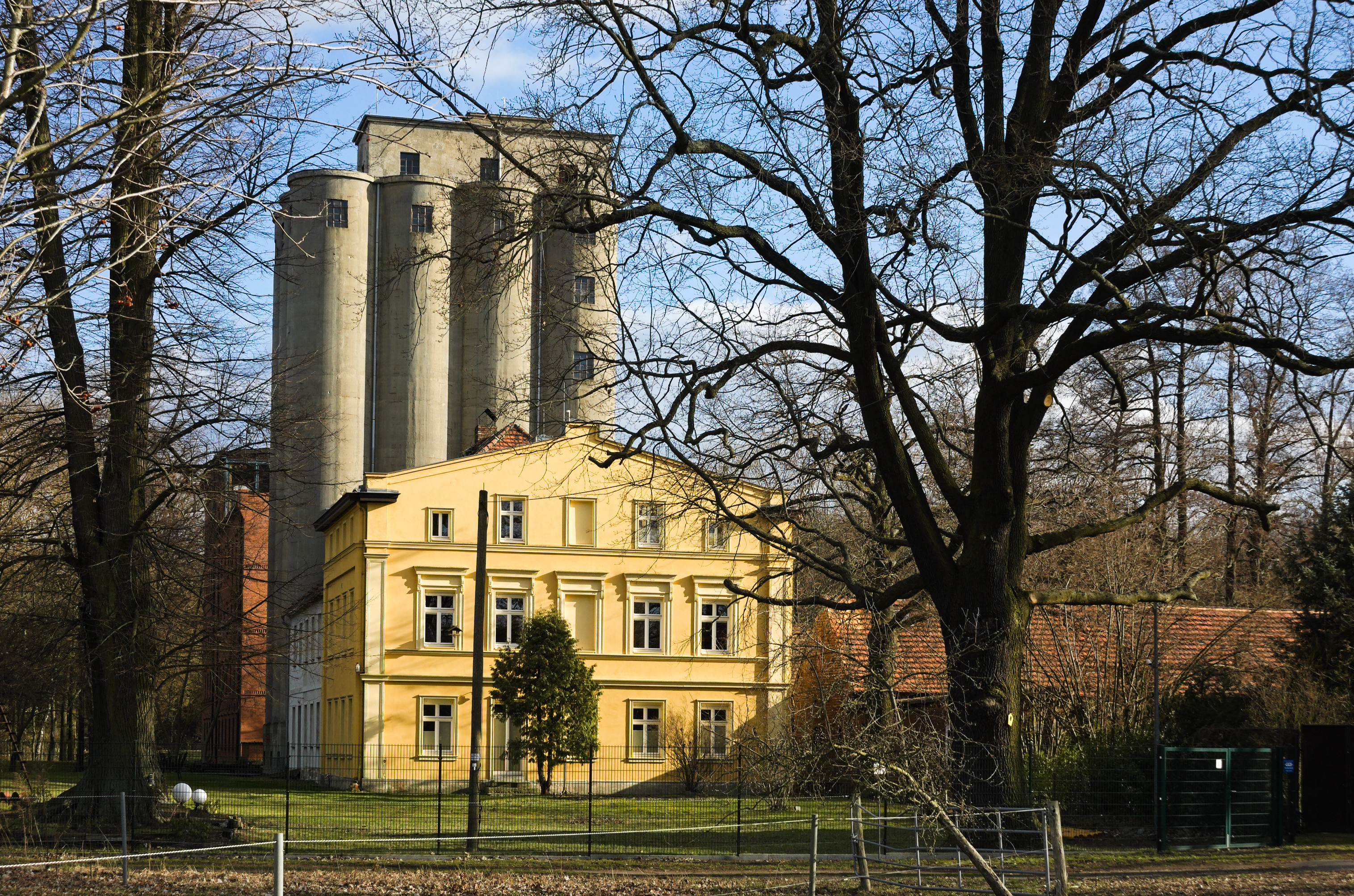
Große Mühle Madlow

Im Jahre 2016 erwirtschaftete Cottbus innerhalb seiner Stadtgrenzen ein Bruttoinlandsprodukt (BIP) von 3,308 Milliarden Euro. Das BIP pro Kopf lag im selben Jahr bei 33.067 Euro pro Kopf (Brandenburg: 26.887 Euro, Deutschland 38.180 Euro) und damit über dem regionalen, jedoch unter dem nationalen Durchschnitt. Das BIP je Erwerbsperson betrug 52.747 Euro. 2016 wuchs das BIP der Stadt nominell um 2,5 Prozent, im Vorjahr betrug das Wachstum 4,3 Prozent. In der Stadt waren 2016 etwa 62.700 Erwerbstätige beschäftigt.
Mit 158,9 Millionen Euro hatte Cottbus 2020 die höchste Schuldenlast aller Gemeinden Brandenburgs.

### Ansässige Unternehmen

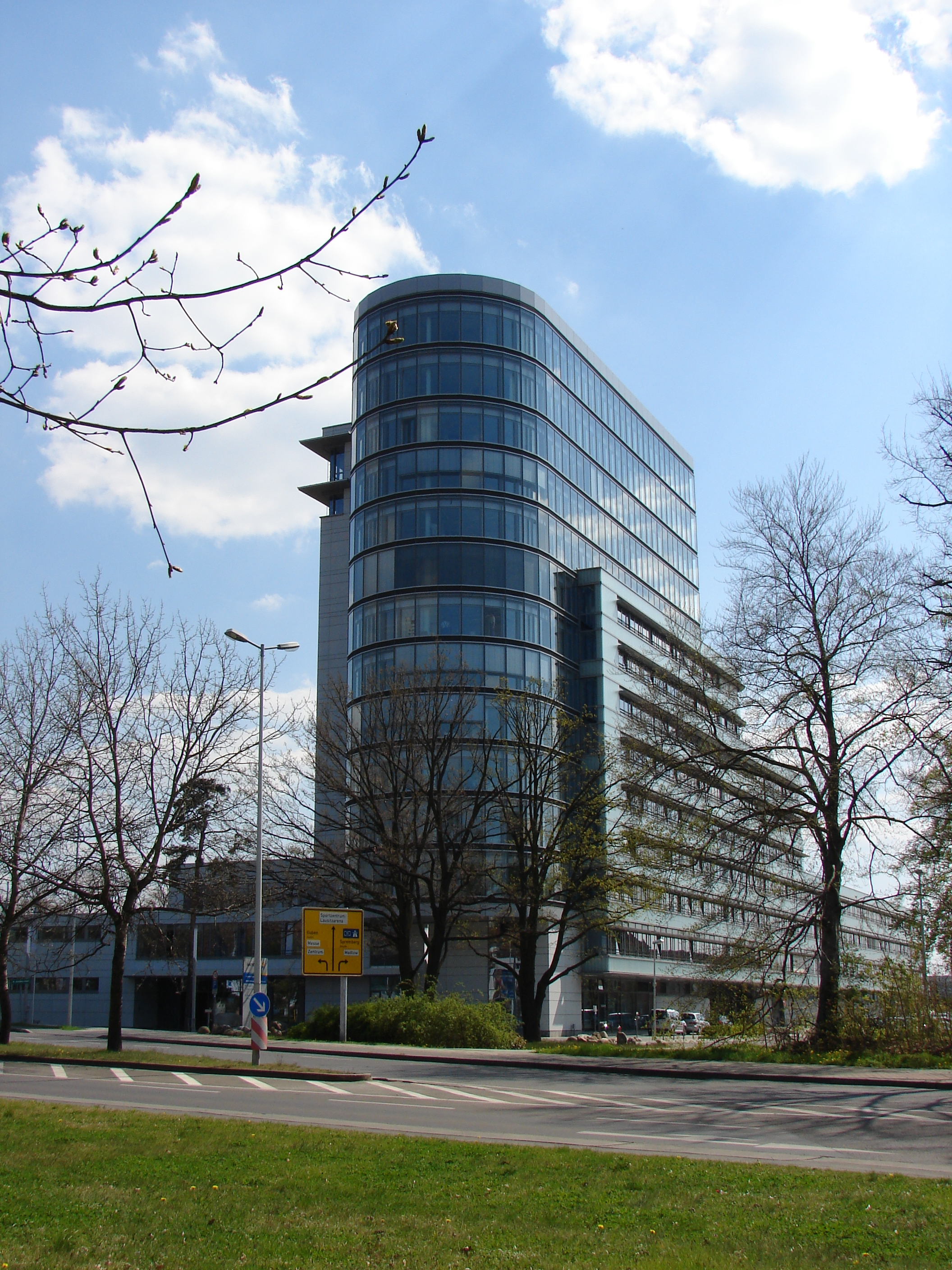
Verwaltungsgebäude der LEAG (ehemals Vattenfall)

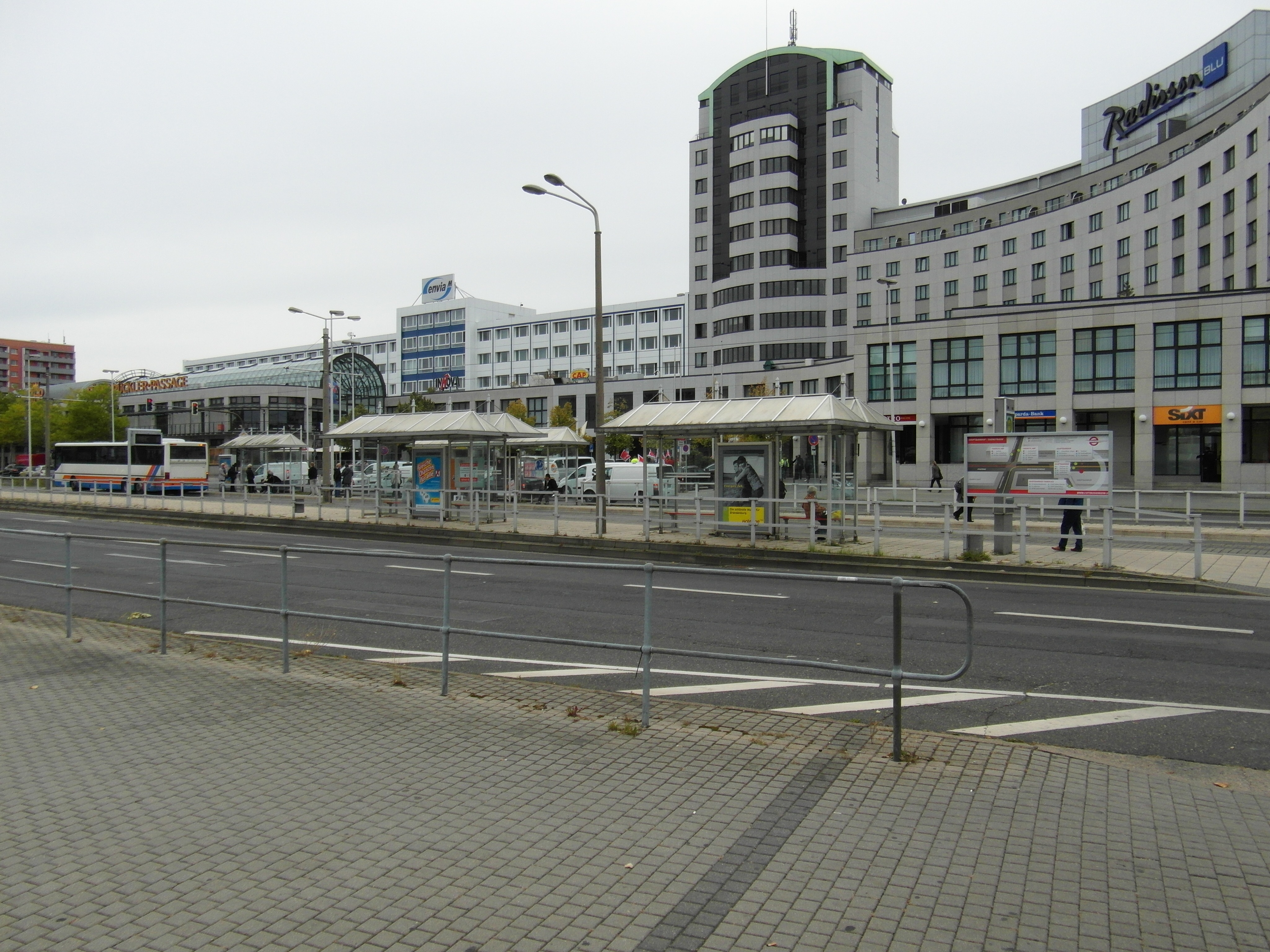
Verwaltungsgebäude der Envia Mitteldeutsche Energie AG

In Cottbus ist eine Vielzahl von Unternehmen ansässig. Größter Arbeitgeber ist die LEAG, die von Cottbus aus die Verwaltung von Tagebauen und Kraftwerken in Ostdeutschland steuert, zweitgrößter Arbeitgeber die Carl-Thiem-Klinikum Cottbus gGmbH. Der Elektrotechnikkonzern ABB ist ebenfalls in Cottbus ansässig. Der regionale Energie- und Kommunikationsdienstleister Envia Mitteldeutsche Energie AG hat ebenfalls einen Standort in Cottbus. Die Deutsche Post AG betreibt in Cottbus eines ihrer 82 Briefzentren in Deutschland. Des Weiteren sind die Sparkasse Spree-Neiße und die VR Bank Lausitz in Cottbus ansässig.
Die Deutsche Bahn betreibt in Cottbus ein Fahrzeuginstandhaltungswerk. Am 11. Januar 2024 eröffnete sie nach 20 Monaten Bauzeit zusätzlich die Halle 2 mit zwei Gleisen eines ICE-Instandsetzungswerkes in der Stadt. Bis 2026 sollen die Halle 1 mit fünf Gleisen und weitere Gebäude mit insgesamt 1200 neuen Arbeitsplätze entstehen.
Weitere Unternehmen kommen vorrangig aus den Bereichen Architektur, Chemie und Pharmazie, Dienstleistungen, Energie, Finanzwesen, Forschung, Gesundheitswesen, Handel, Maschinenbau und Telekommunikation. Die Filiale des Warenhauskonzerns Galeria Kaufhof im ehemaligen Konsument-Warenhaus wurde Ende Juni 2023 geschlossen. Die Stadtverwaltung hat beschlossen, die Immobilie zu erwerben und sie neuen Nutzungen zuzuführen. Die Unterbringung der Stadt- und Regionalbibliothek und ggf. der Cottbuser Bürgerservice gehören. Eine Filiale des Modekaufhauses Aachener wurde nach nur knapp neun Monaten wieder geschlossen.
Neben Photovoltaik-Freiflächenanlagen mit 91 MW u. a. auf dem ehemaligen Flugplatz Cottbus-Nord und südlich von Dissenchen gibt es 33 MW PV-Leistung auf Dächern (Stand 15. Februar 2023) und die 2024 geplante Errichtung der größten schwimmenden Photovoltaik-Anlage in Deutschland mit 29 MW auf dem Cottbuser Ostsee.
Der Wirtschaftsstandort ist einer von 15 Regionalen Wachstumskernen im Land Brandenburg. Dadurch werden ausgewählte zukunftsorientierte Wirtschaftszweige gefördert.
Mit Stand vom 31. Dezember 2024 gab es in Cottbus 48.233 Arbeitnehmer. Von diesen waren 43.029 im Dienstleistungsbereich, 5129 im produzierenden Gewerbe und 75 in Land- und Forstwirtschaft sowie Fischerei tätig. Im Dienstleistungsbereich entfielen 10.023 Arbeitsplätze auf Handel, Verkehr und Gastgewerbe, 6233 auf die öffentliche Verwaltung, 5403 im Gesundheitswesen, 4216 auf Immobilien und technische Dienstleistungen, 2770 auf Erziehung und Unterricht, 856 auf Informations- und Kommunikationstechnik, 779 auf Finanz- und Versicherungsdienstleistungen sowie 5071 auf sonstige Dienstleistungen. Im produzierenden Gewerbe waren 2431 Arbeitnehmer im Bau- und 1709 im verarbeitenden Gewerbe tätig.
Die Arbeitslosenquote betrug mit Stand vom Dezember 2024 7,8 Prozent bzw. 3.938 Arbeitslose. Die Stadt liegt damit über dem Landesdurchschnitt von 6,2 Prozent.

### Verkehr

#### Straßenverkehr

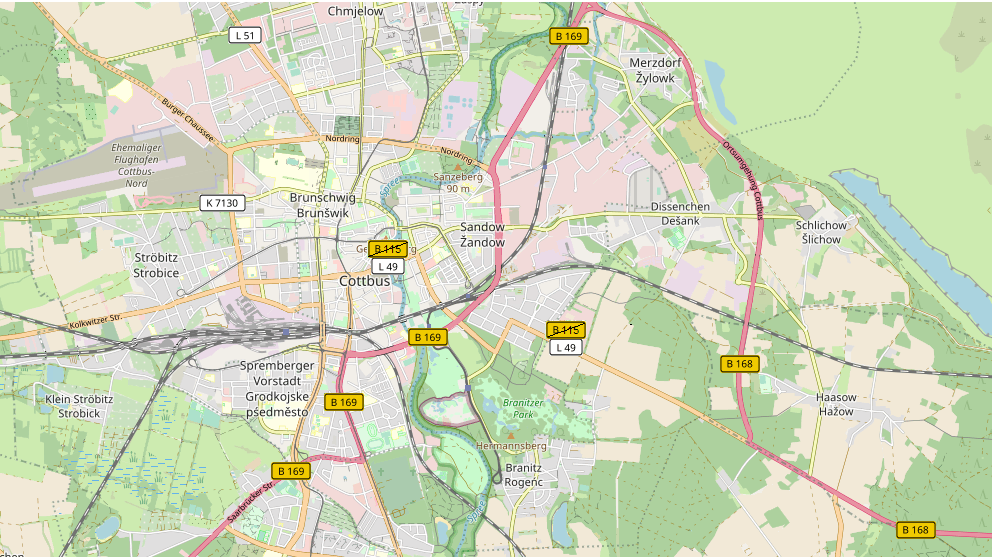
Karte des Straßennetzes

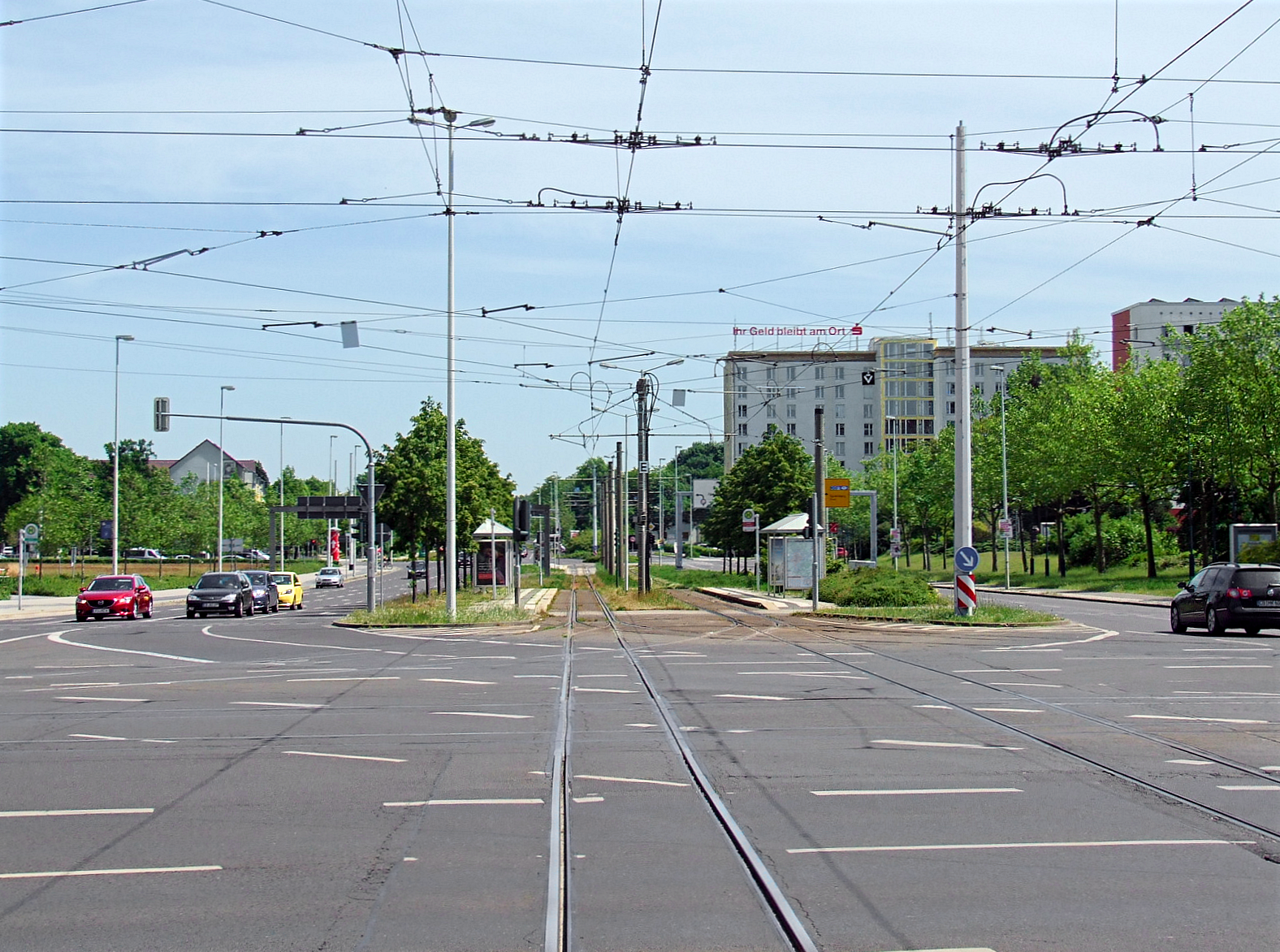
Kreuzung des Stadtrings beim Hauptbahnhof

Durch das südliche Stadtgebiet von Cottbus führt die Bundesautobahn 15, die vom Dreieck Spreewald (A 13 Dresden–Berlin) kommend und als Teil der Europastraße 36 in Richtung Polen/Ukraine führt. Die Autobahn ist vierspurig und hat zwei Autobahnanschlussstellen in Cottbus: Cottbus-West und Cottbus-Süd. Cottbus wird ferner von den Bundesstraßen 97, 168 und 169 durchzogen. Dabei bildet die B 169 zugleich den südlichen und östlichen Teil des Stadtrings. Bis Ende 2004 verlief ebenso die Bundesstraße 115 durch Cottbus, die als heutige L 49 quer durch das Stadtzentrum führt.
Mit der in Planung und Bau befindlichen Ortsumgehung im Osten der Stadt, die durch die B 97n und B 168n gebildet werden sollen, soll ein Großteil des Schwerlasttransports und Durchgangsverkehrs aus der Innenstadt ferngehalten werden. Ein 6,7 Kilometer langer erster Abschnitt der Ortsumgehung, von Peitz bis zur L 49 in Kahren, wurde am 3. September 2012 freigegeben. Die Arbeiten für den zweiten Bauabschnitt mit der Ortsumgehung Kahren und der geplanten Anschlussstelle Cottbus-Ost an der A 15 begannen im Jahr 2021 und sollen bis 2025 fertig gestellt werden. Ein dritter Abschnitt soll außerhalb des Stadtgebiets von der Anschlussstelle nach Süden verlaufen und nördlich von Groß Oßnig in die B 97 münden. Ob der dritte Abschnitt tatsächlich realisiert wird, ist nicht abschließend entschieden.
Die Dichte an privaten Personenkraftwagen liegt erheblich unter dem Brandenburger Durchschnitt (2014: 510). Trotz fallender Bevölkerung verändert sich die Zahl der zugelassenen Personenkraftwagen kaum. Die private Motorisierung hat zugenommen, wenn auch weniger stark als im Landesschnitt.
| Private Motorisierung in Cottbus                                   | 2010   | 2012   | 2014   | 2016   | 2018   | 2020   | 2022   |
| ------------------------------------------------------------------ | ------ | ------ | ------ | ------ | ------ | ------ | ------ |
| nichtgewerblich zugelassene Personenkraftwagen am 1. Januar        | 42.162 | 42.629 | 42.532 | 42.853 | 43.270 | 43.449 | 43.640 |
| Personenkraftwagen je 1000 Einwohner am 31. Dezember des Vorjahres | 415    | 426    | 427    | 430    | 428    | 436    | 444    |

#### Schienenverkehr

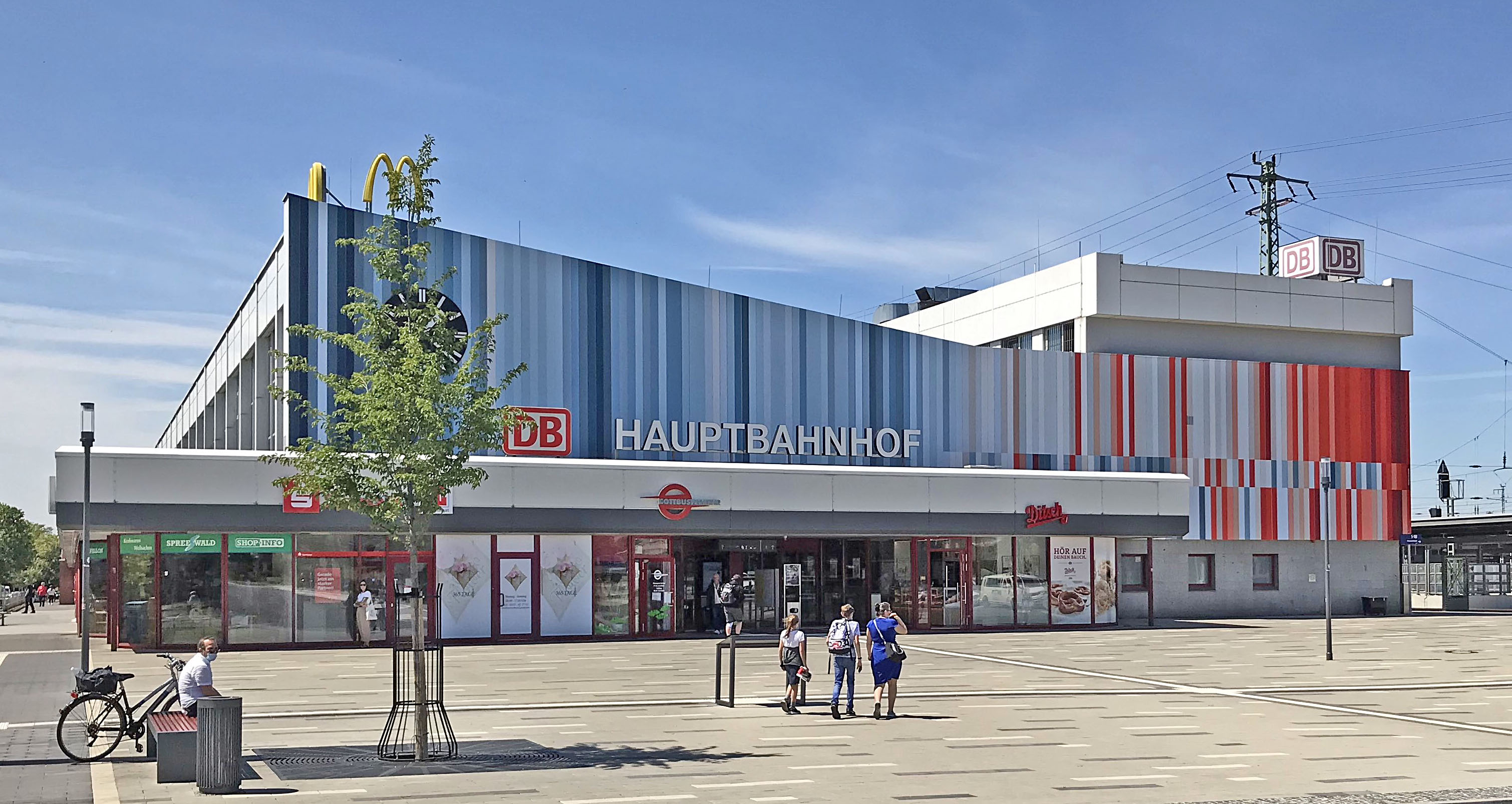
Cottbus Hauptbahnhof mit Bahnhofsvorplatz nach der zwischen 2016 und 2018 erfolgten Sanierung

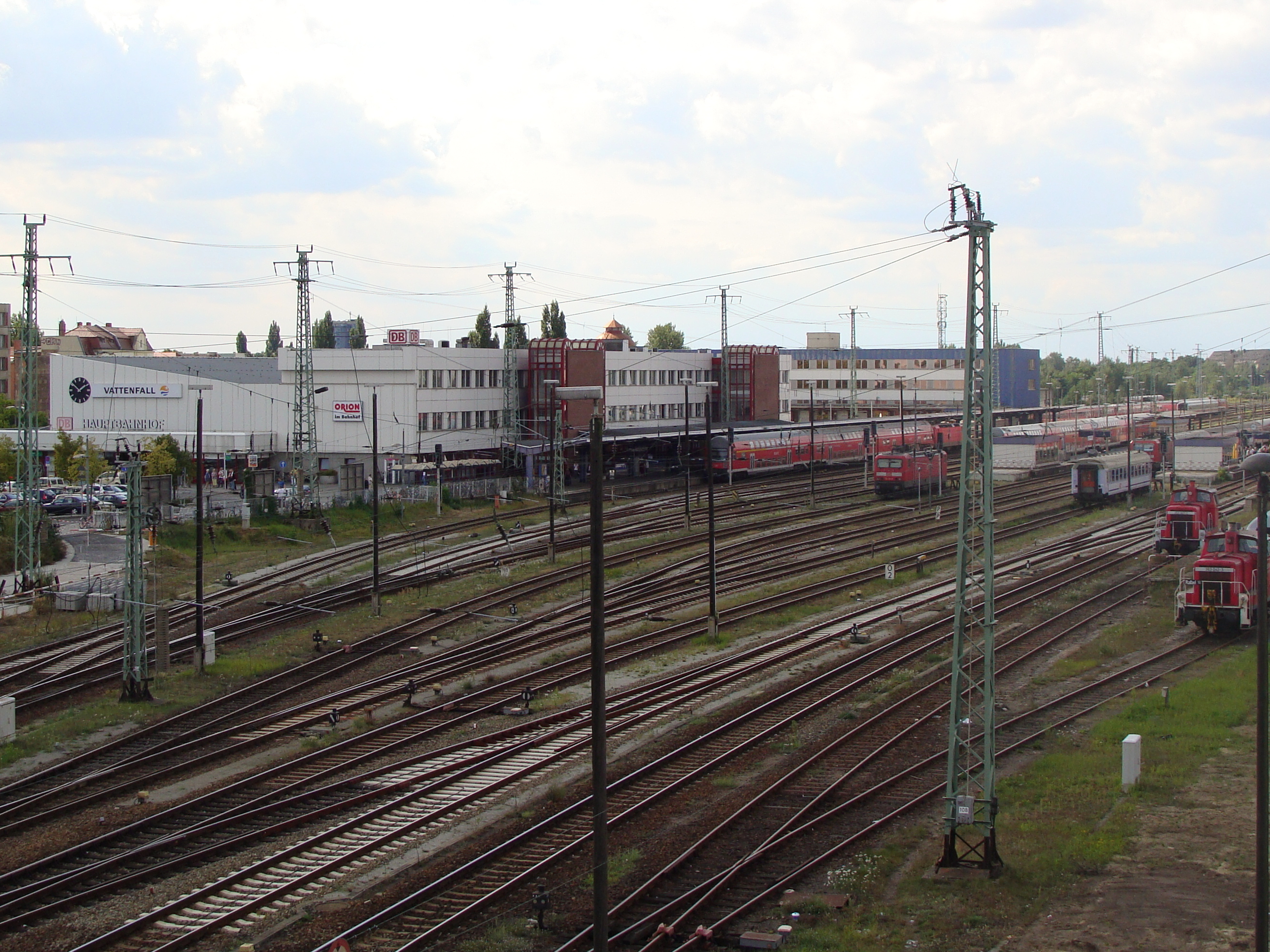
Cottbus Hauptbahnhof

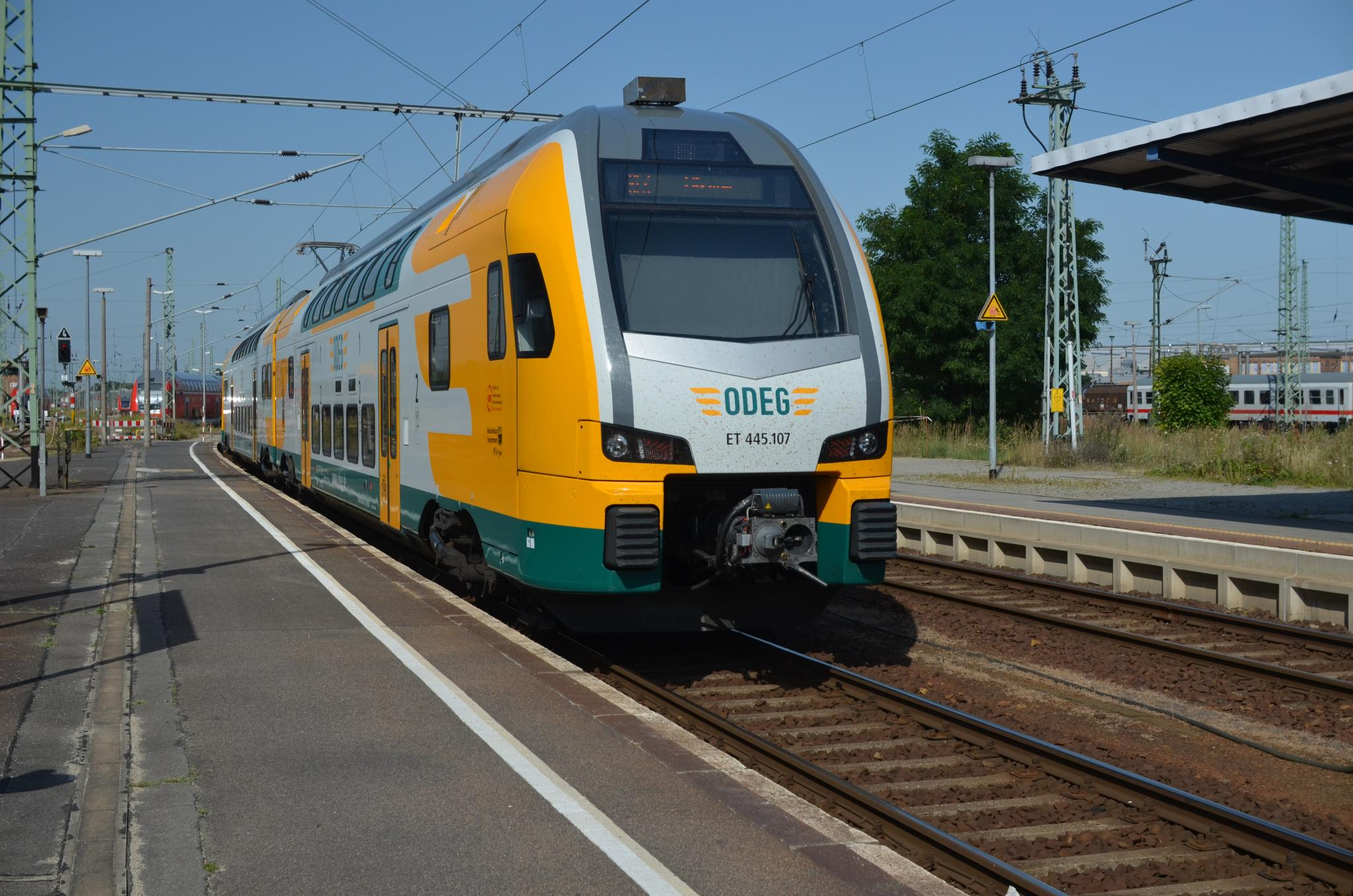
Regional-Express nach Berlin

Von Cottbus aus führen Bahnlinien in alle Richtungen: Regional-Express- und Regionalbahnlinien der DB Regio und der Ostdeutschen Eisenbahn (ODEG) nach Nauen über Berlin sowie in Richtung Görlitz und Zittau (Bahnstrecke Berlin–Görlitz), Dresden (Bahnstrecke Priestewitz–Cottbus), über Finsterwalde und Falkenberg (Elster) nach Leipzig (Bahnstrecke Halle–Cottbus), Frankfurt (Oder) (Bahnstrecke Cottbus–Guben) und nach Forst (Lausitz) (Bahnstrecke Cottbus–Forst). Daneben gibt es auch täglich eine innerdeutsche Fernverbindung nach Emden und Norddeich Mole, außerdem gab es bis Dezember 2014 internationale Zugverbindungen in die polnischen Städte Wrocław (Breslau), Kraków (Krakau) und Żagań (Sagan). Letztere Verbindung besteht seit Juni 2023 wieder. Seit 2016 fährt am Wochenende der sogenannte „Kulturzug“ von Berlin nach Breslau. Des Weiteren besteht ebenfalls seit Juni 2023 eine Verbindung nach Zielona Góra. Neben dem Hauptbahnhof befinden sich noch drei weitere Bahnhöfe der Deutschen Bahn im Cottbuser Stadtgebiet: Cottbus-Sandow, Cottbus-Merzdorf und Cottbus-Willmersdorf Nord.
Der Haltepunkt Kiekebusch wird seit 2006 nicht mehr bedient. Von 1898 bis 1970 existierte zudem eine Zugverbindung mit der Spreewaldbahn vom Cottbuser Spreewaldbahnhof über Burg nach Lübben. Die Gleise dieser Schmalspurbahn sind seit 1983 nahezu vollständig zurückgebaut. Lediglich das Empfangsgebäude des Spreewaldbahnhofs ist heute noch unweit des Hauptbahnhofs zu finden. Seit 2002 ist der Intercity-Express Cottbus/Chóśebuz nach der Stadt benannt.

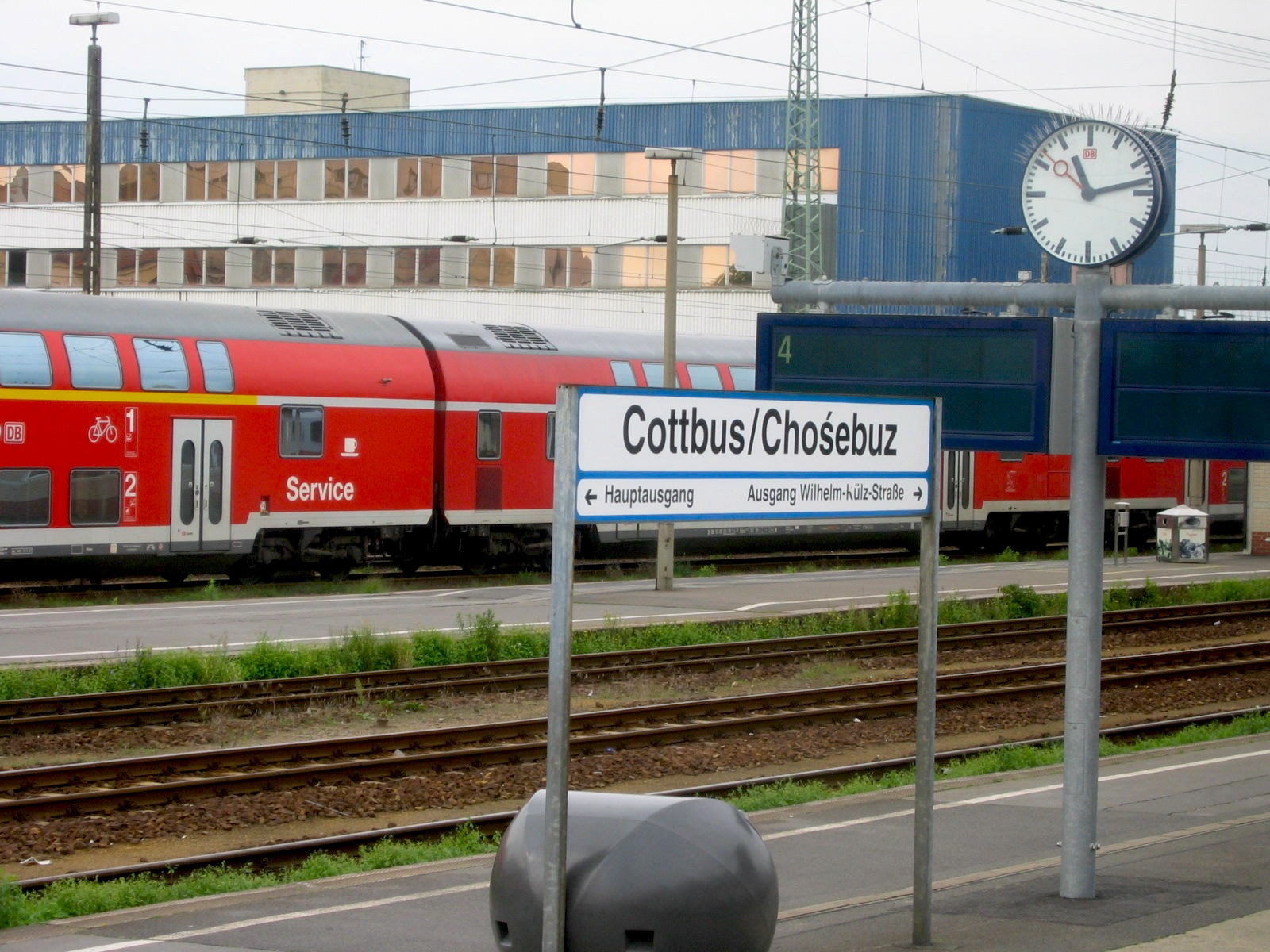
Bahnsteig mit deutschem und niedersorbischem Ortsnamen
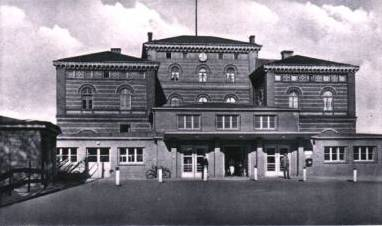
Das alte Bahnhofsgebäude vor dem Zweiten Weltkrieg
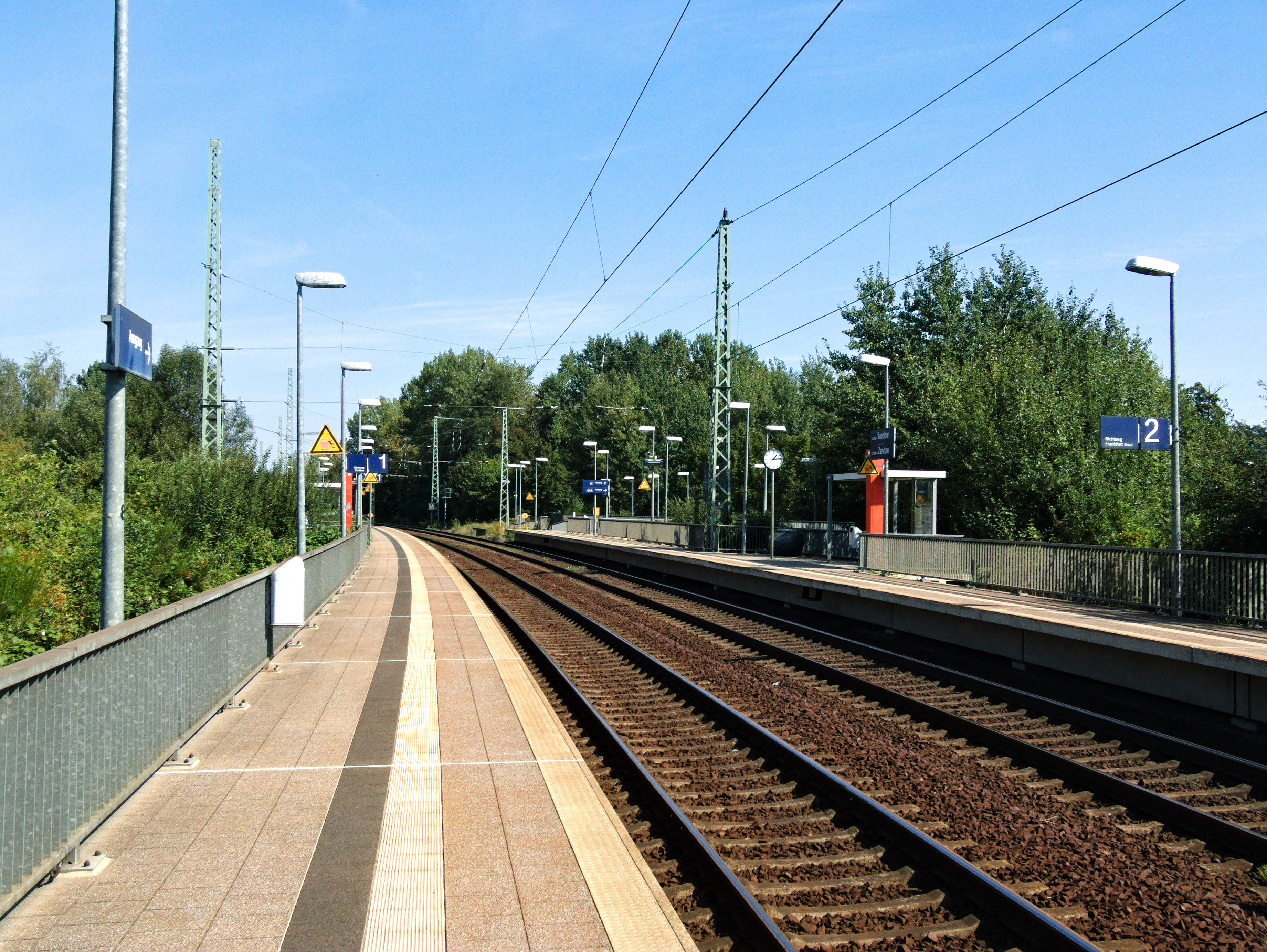
Haltepunkt Cottbus-Sandow
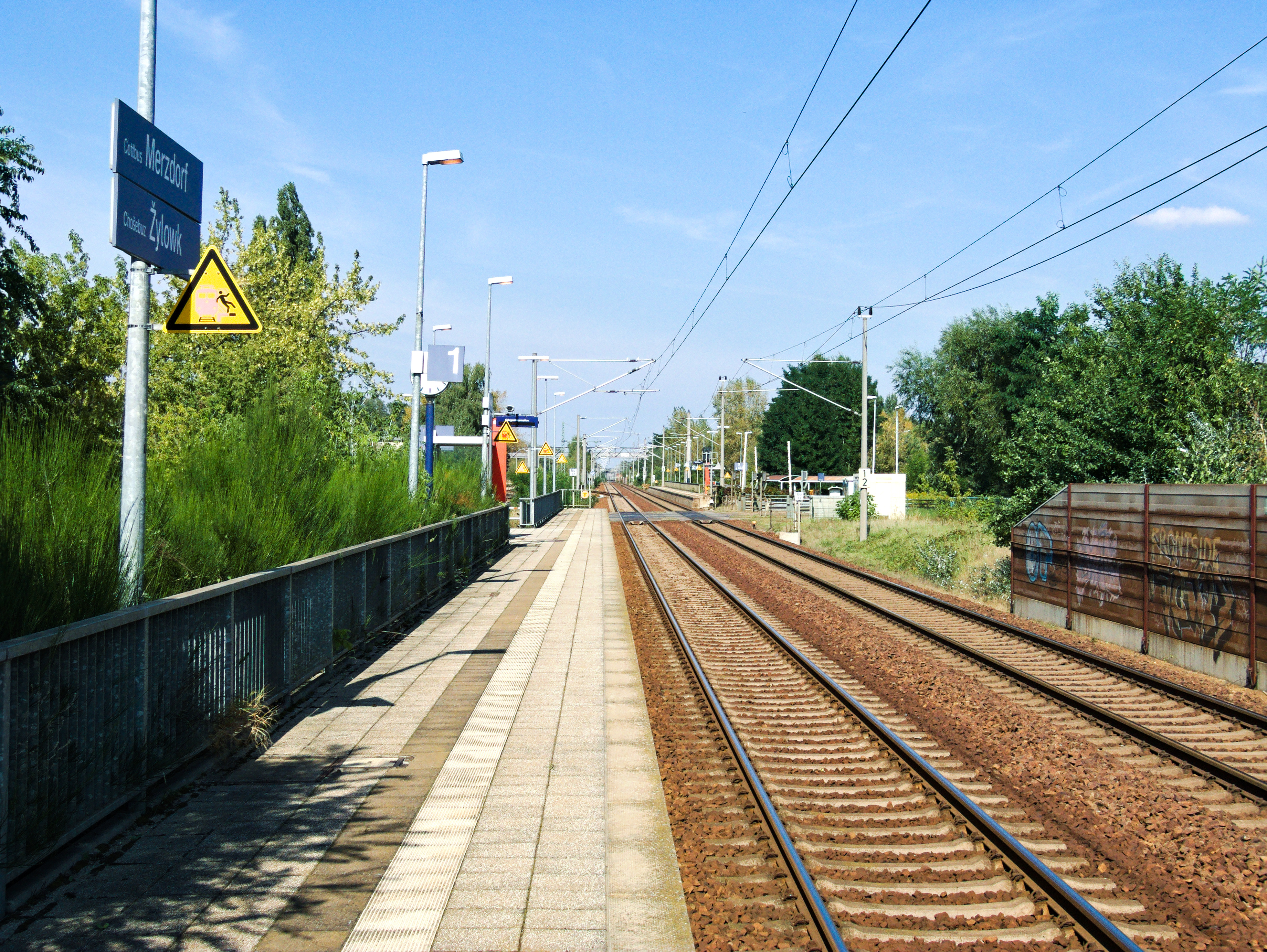
Haltepunkt Cottbus-Merzdorf
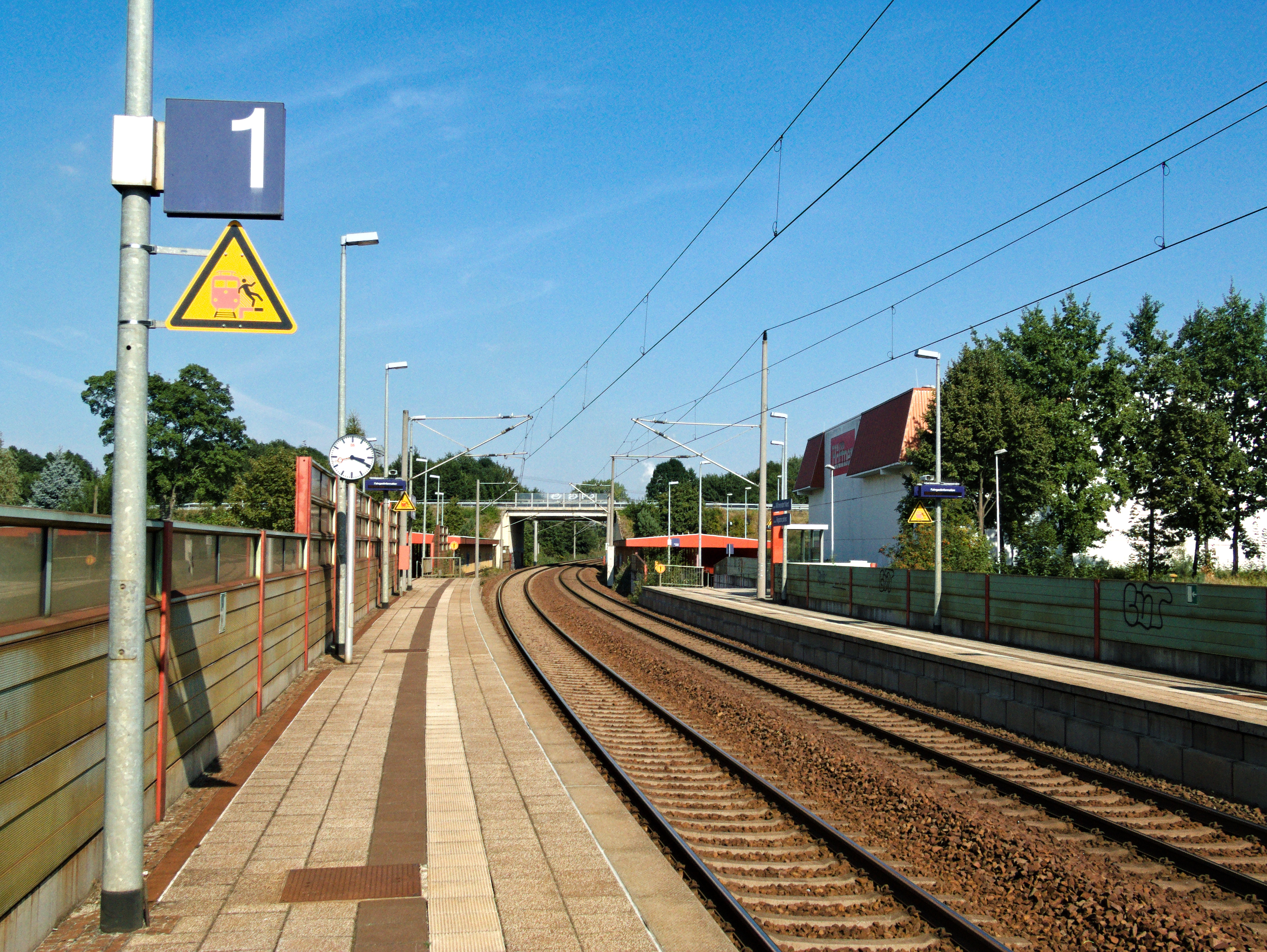
Haltepunkt Cottbus-Willmersdorf Nord
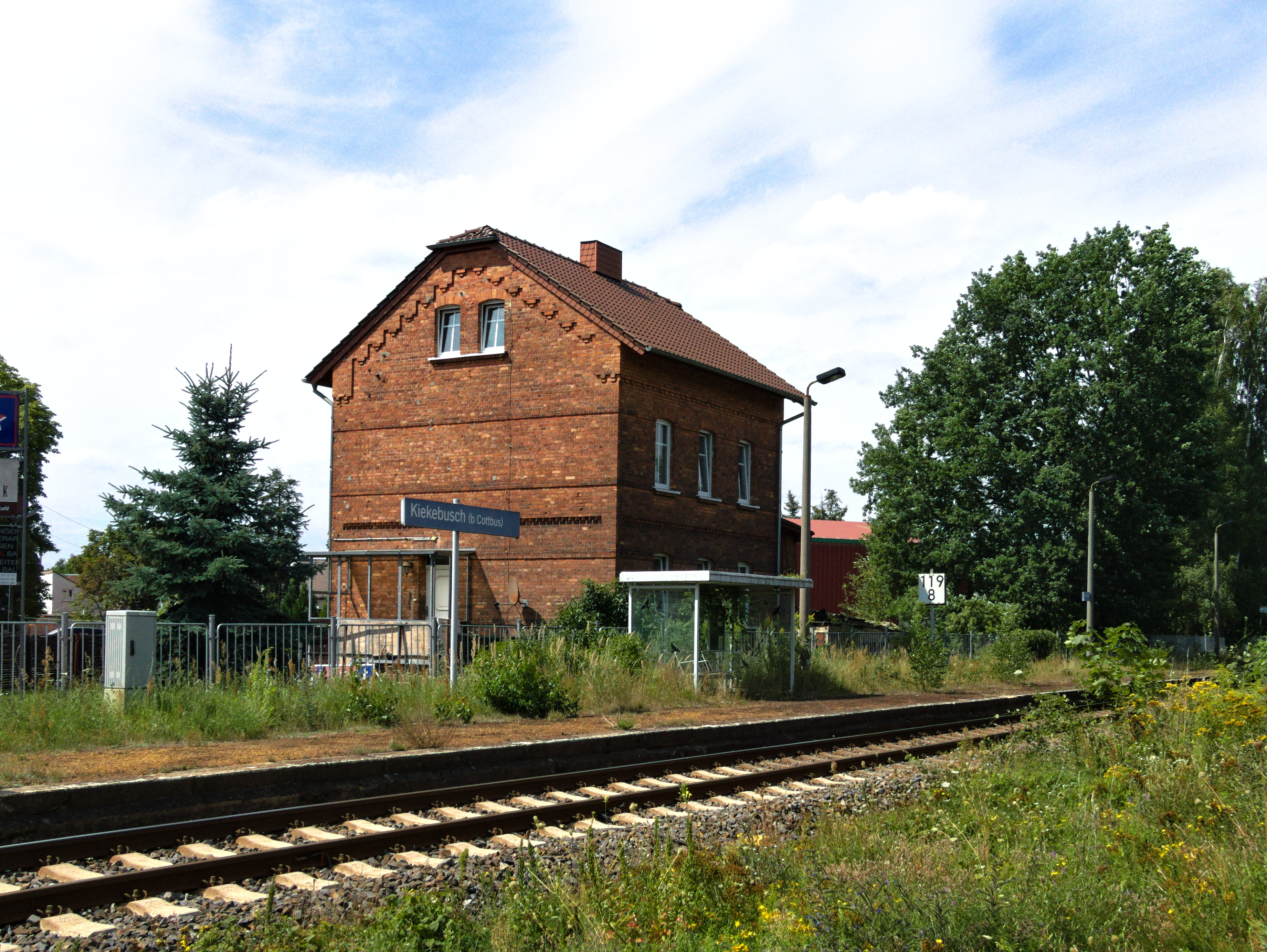
Stillgelegter Haltepunkt Kiekebusch

#### Öffentlicher Nahverkehr

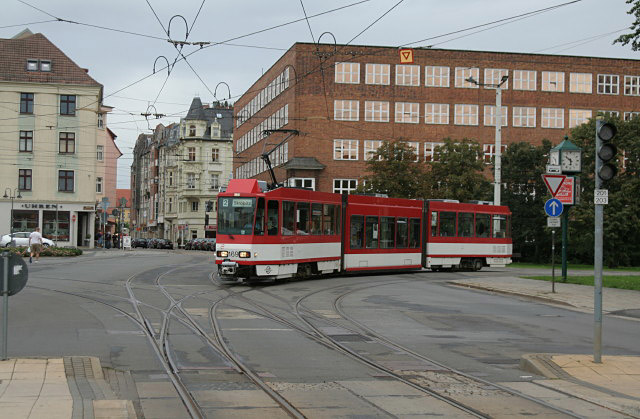
Straßenbahn vor dem Rathaus bei der Einfahrt in die Haltestelle Stadthalle

Straßenbahnnetz Cottbus (Stand 2019)

Den öffentlichen Personennahverkehr (ÖPNV) bedienen Straßenbahnen und Busse von Cottbusverkehr, der DB Regio Bus Ost, dem Omnibuscenter LEO REISEN und der Verkehrsgesellschaft Oberspreewald-Lausitz, die alle Mitgliedsunternehmen im Verkehrsverbund Berlin-Brandenburg (VBB) sind. Das Liniennetz umfasst fünf Cottbuser Straßenbahnlinien (die Linie 5 verkehrt nur am Wochenende), dreizehn Omnibuslinien im Stadtverkehr und 21 Regionalverkehrslinien sowie drei Nachtlinien. Das Liniennetz verfügt über 637 Haltestellen und ist ca. 1127,4 km lang. Für Cottbusverkehr sind insgesamt sind 21 Straßenbahnen und 54 Omnibusse im Einsatz.
Außerdem verbindet eine Parkbahn (600 mm Spurweite) den Bahnhof Cottbus-Sandow mit dem LEAG Energie Stadion, dem Messezentrum, dem Tierpark Cottbus und dem Branitzer Park. Der Verkehr beschränkt sich auf die Sommermonate.

#### Luftverkehr
Cottbus verfügt über zwei regionale Flugplätze. Der Verkehrslandeplatz Neuhausen ist etwa 15 Kilometer entfernt. Mit 16.000 bis 20.000 Flugbewegungen pro Jahr gehört der Flugplatz zu den fünf größten Verkehrslandeplätzen in Brandenburg. Angeboten werden europaweite Bedarfsflüge, Ausbildungen sowie Rund- und Wirtschaftsflüge mit dem Flugzeug und Hubschrauber. Luftsport, wie beispielsweise Fallschirmspringen und Segelfliegen, wird durch ortsansässige Vereine angeboten.
Der etwa 25 Kilometer entfernte Flugplatz Cottbus-Drewitz bietet europaweite Bedarfsflüge an. Der ehemalige Flugplatz Cottbus-Nord wurde von der Nationalen Volksarmee genutzt und ist heute geschlossen. Dort befindet sich nun der Technologie- und Industriepark, ein rund zwei Quadratkilometer großes Gewerbegebiet, in Planung und Aufbau.
In größerer Entfernung zu Cottbus liegen die beiden internationalen Flughäfen Berlin Brandenburg (einstündige Fahrzeit) und Dresden (anderthalbstündige Fahrzeit).

#### Fuß- und Radverkehr

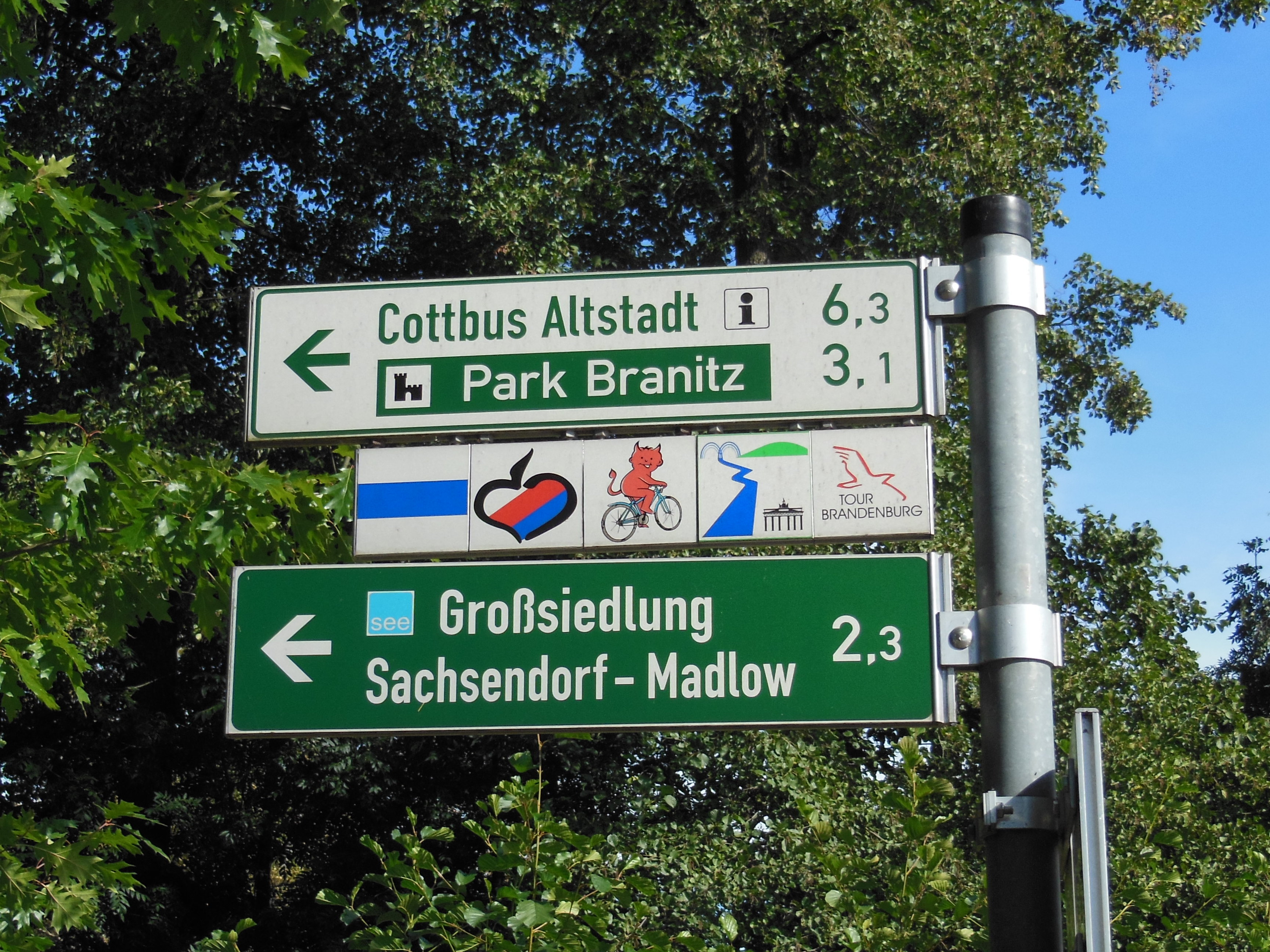
Für Fahrradfahrer in Richtung Stadtmitte

Beim sogenannten „Fahrradklimatest“ im Jahr 2012 des Allgemeinen Deutschen Fahrrad-Clubs konnte Cottbus in der Kategorie Städte mit 100.000 bis 200.000 Einwohnern den fünften von 42 Plätzen (direkt nach der Landeshauptstadt Potsdam) erringen.  Die Stadt wird zudem von einigen bedeutenden Radfernwegen durchlaufen und ist Ausgangspunkt einiger Fahrradtouren in den Spreewald oder die Tagebau-Region. Die Fahrradwege Fürst-Pückler-Weg, Gurken-Radweg, Lausitzer-Energie-Radweg, Leichhardt-Trail, Niederlausitzer Bergbautour, Sorbische Impressionen im Landkreis Spree-Neiße (Nord- und Südtour), Spreeradweg und Tour Brandenburg führen durch Cottbus.
Der Europäische Wanderweg E10 führt von Werben kommend über Cottbus nach Neuhausen.

### Medien

#### Öffentlich-rechtlicher Rundfunk

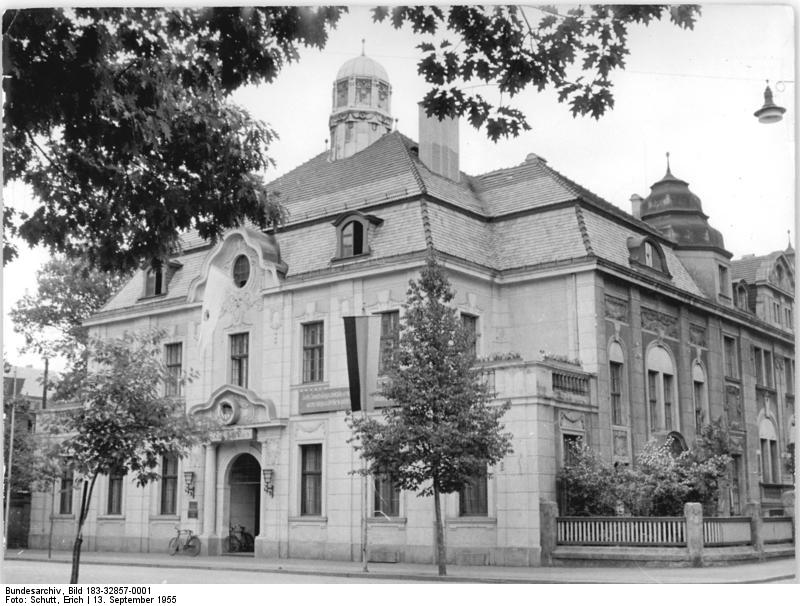
Haus der Freundschaft, Rundfunkstudio Cottbus, 1955

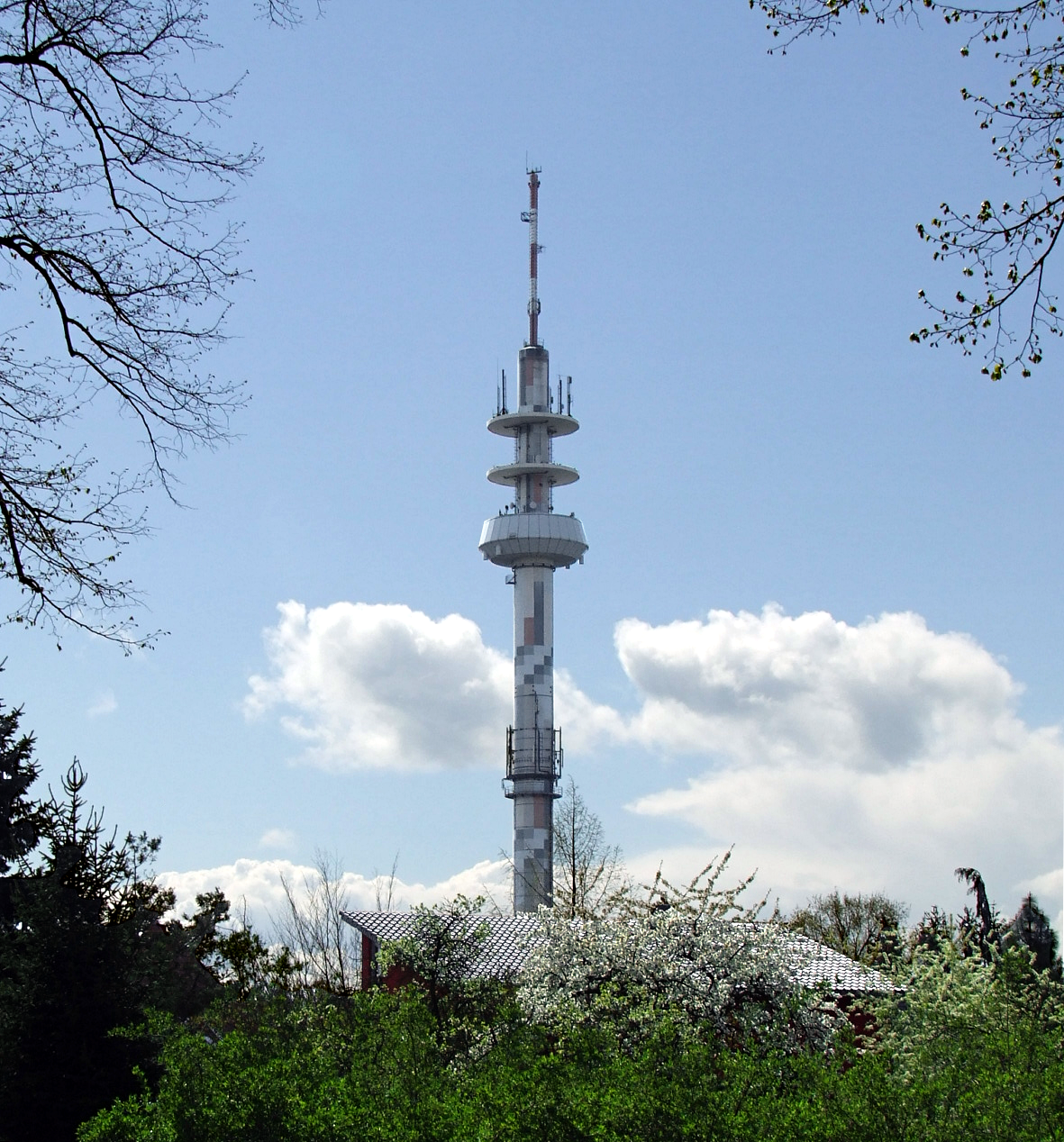
Cottbuser Funkturm

Cottbus ist Sitz eines Regionalstudios des Rundfunks Berlin-Brandenburg (RBB). Das Studio Bautzen wurde am 1. Januar 1991 durch den Mitteldeutschen Rundfunk übernommen.
Im Frühjahr 1990 gründeten die Regionalstudios von Radio DDR II in Cottbus, Potsdam und Frankfurt (Oder) das gemeinsame Hörfunkprogramm Antenne Brandenburg. Am 1. Januar 1992 wurden Programm und ein Teil der Redaktionen vom Ostdeutschen Rundfunk Brandenburg (ORB) und später von dessen Rechtsnachfolger RBB übernommen. In seinen Cottbuser Hörfunkstudios produziert der RBB täglich rund fünf Stunden Hörfunksendungen in deutscher und für das Bramborske Serbske Radijo in niedersorbischer Sprache.
Das RBB-Regionalstudio Cottbus mit seinen rund 50 Mitarbeitern fertigt außerdem Fernsehsendungen und einzelne Fernsehbeiträge. So werden in Cottbus u. a. die Sendungen RBB regional, THEODOR – Geschichte(n) aus der Mark und die niedersorbischsprachige Sendung Łužyca (Lausitz) produziert (Stand 2012). Darüber hinaus erfolgen Zulieferungen für Das Erste, die dritten Fernsehprogramme sowie Produktionshilfen für das ZDF.
Regelmäßig erfolgt seit der Schließung des alten Berliner Friedrichstadtpalastes im Jahr 1980 die Produktion großer Fernsehshows in Cottbus, dazu gehören beispielsweise: Ein Kessel Buntes (DFF), Die Goldene Note (DFF), Musikanten sind da (DFF), Melodien für Millionen (ZDF), Musikantenstadl (DFF/ARD/SRF/ORF), Fest der Volksmusik (ARD) und Musik für Sie (MDR). Fernsehgeschichte schrieb der Entertainer Harald Juhnke mit seinem überraschenden Auftritt in der ersten deutsch-deutschen Unterhaltungsshow Musikantenstadl am 17. Dezember 1989. Jeweils im Januar produziert der RBB in Cottbus für die ARD die Karnevalssendung Heut’ steppt der Adler.

#### Privater Rundfunk
Neben dem öffentlich-rechtlich organisierten Rundfunk sind in Cottbus private Radiosender vertreten. Ganz auf Cottbus und Umgebung fokussiert sendet der Sender 94.5 Radio Cottbus. Mit zeitweise regionalen Programmfenstern bzw. Nachrichten senden BB Radio und 94,3 RS2. Daneben lassen sich noch weitere Sender über UKW wie Radio B2 und der Berliner Rundfunk 91.4 empfangen. Mit Lausitz TV (LTV) gibt es zudem einen im Kabelnetz frei empfangbaren Lokalfernsehsender.

#### Druckmedien
In Cottbus und Umgebung erscheint die regionale Tageszeitung Lausitzer Rundschau in Monopolstellung. Der Märkische Bote, die Lausitzer Woche und der Wochenkurier sind Anzeigenblätter der Region. Außerdem erscheinen die Veranstaltungsmagazine Blicklicht und Hermann. Während die Zeitung Konturmagazin auf eine jugendliche Zielgruppe gerichtet ist, wird die Wochenzeitung Nowy Casnik in niedersorbischer Sprache für die sorbische/wendische Bevölkerung produziert.

## Öffentliche Einrichtungen
Das Bundesinstitut für Bau-, Stadt- und Raumforschung und die Bundesanstalt für Geowissenschaften und Rohstoffe (Forschungs- und Entwicklungszentrum Bergbaufolgen) unterhält jeweils einen Dienstort (Außenstelle) in Cottbus. Ebenso die Bundesnetzagentur und Die Autobahn GmbH des Bundes.

## Ehemalige Garnison
Cottbus war von 1868 bis 1918 Garnisonsstadt der preußischen Armee. 1886 war die neu erbaute Alvensleben-Kaserne vom Infanterie-Regiment 52 bezogen worden. Nach einer Unterbrechung in der Zwischenkriegszeit wurde Cottbus bei der Aufrüstung der Wehrmacht erneut Militärstandort, als 1938 der Neubau Hermann-Löns-Kaserne vom Heer bezogen wurde. Sie war nach dem Krieg bis 1958 von den sowjetischen Truppen belegt und wurde anschließend an die Nationale Volksarmee übergeben. In der nun Paul-Hornick-Kaserne genannten Unterkunft war bis 1990 das Panzerregiment 15 untergebracht.
Außerdem befand sich im 1950 eingemeindeten südlichen Vorort Sachsendorf ein ebenfalls in den 1930er-Jahren für die Wehrmacht errichtetes Kasernenareal, das bis in die 1980er-Jahre von den sowjetischen Truppen (zuletzt: 35. Luftsturmbrigade) belegt blieb.

## Persönlichkeiten
Berühmte Persönlichkeiten, die in Cottbus geboren wurden, sind unter anderem der Maler Carl Blechen, der Physiologe Gustav Theodor Fritsch, der Sportreporter Heinz Florian Oertel, der Schauspieler Uwe Kockisch, der Diskuswerfer Robert Harting sowie der Radrennfahrer Tony Martin.

### Allgemeines
- Steffen Krestin: Cottbus. Sutton Verlag, Erfurt 2002, ISBN 3-89702-420-9.
- Thomas Kläber und Hartmut Schatte: Faszination Cottbus. Regia-Verlag, Cottbus 2005, ISBN 3-936092-59-1.
- Thomas Kläber, Norbert Krauzig und Erich Schutt: Cottbus – Schöne Seiten einer Stadt. ALfa-Verlag, Cottbus 2002, ISBN 3-935513-05-4.
- Andreas Peter: Cottbus spielend kennen lernen. Ein Quiz mit 100 Fragen & Antworten. Niederlausitzer Verlag, Guben 2006, ISBN 3-935881-33-9.
- Erhard Etzlaub (1462–1532), Straßenkarte „Die Landstraßen durch das Römische Reich“ von 1501, Goldene Straße, (z. B. Stadtarchiv Löbau)
- „Wappenbuch des heil. Röm. Reichs, und allgemeiner Christenheit von Martin Schrot, gedruckt in der Fürstlichen Statt München“ 1581, Darstellung des Krebswappens von Kotwitz unter „Die 4. gefreyte Herren“ Seite 77

### Architektur
- Anderhalten Architekten: Kunstmuseum Dieselkraftwerk Cottbus. Jovis Verlag, Berlin 2008, ISBN 978-3-939633-82-2.
- Ingrid Halbach, Karl-Heinz Müller, Steffen Delang, Gerold Glatte und Peter Biernath (Hrsg.): Architekturführer Cottbus. Wanderungen durch die Stadt und Umgebung. Verlag für Bauwesen, Berlin und München 1993, ISBN 3-345-00506-9.

Denkmaltopographie:
- Jelena Findeisen: Denkmaltopographie Bundesrepublik Deutschland. Denkmale in Brandenburg. Stadt Cottbus 2.1 = Altstadt, Mühleninsel, Neustadt und Ostrow, innere Spremberger Vorstadt, „Stadtpromenade“, westliche Stadterweiterung, historisches Brunschwig. Wernersche Verlagsgesellschaft, Worms 2001, ISBN 978-3-88462-176-9.

### Geschichte
- Arielle Kohlschmidt, Siegfried Kohlschmidt und Thomas Kläber: Cottbus: 1156–2006 – 850 Jahre. CGA-Verlag, Cottbus 2005, ISBN 3-937503-12-9.
- Steffen Krestin: Chronik zur Geschichte der Stadt Cottbus. BVB-Verl.-Ges., Nordhorn 2003, ISBN 3-936092-98-2.
- Steffen Lohbrandt (Bearb.): Plan der Stadt Cottbus. 1927 (Reprint mit Straßenverzeichnis) Niederlausitzer Verlag, Guben 2006, ISBN 978-3-935881-40-1.
- Harriet Stürmer und Frank Mangelsdorf (Hrsg.): Einst und Jetzt. Cottbus. Culturcon-Medien, Berlin 2011, ISBN 978-3-941092-63-1.
- Erich Schutt: Cottbus 1950–1995. Bildband, Steffen Verlag, Friedland 2011, ISBN 978-3-940101-94-5.

## Filmografie
- Bilderbuch Deutschland, Cottbus, Dokumentation, Produktion: RBB, Erstausstrahlung: 19. März 2006, 45 Min.
- BTU Cottbus, Dokumentationen, Produktion: Brandenburgische Technische Universität Cottbus-Senftenberg, IKMZ Videothek
- Im Osten geht die Sonne auf, Energie Cottbus, Dokumentation, Produktion: 2001